# Kalendarium inwazji Rosji na Ukrainę – marzec 2023

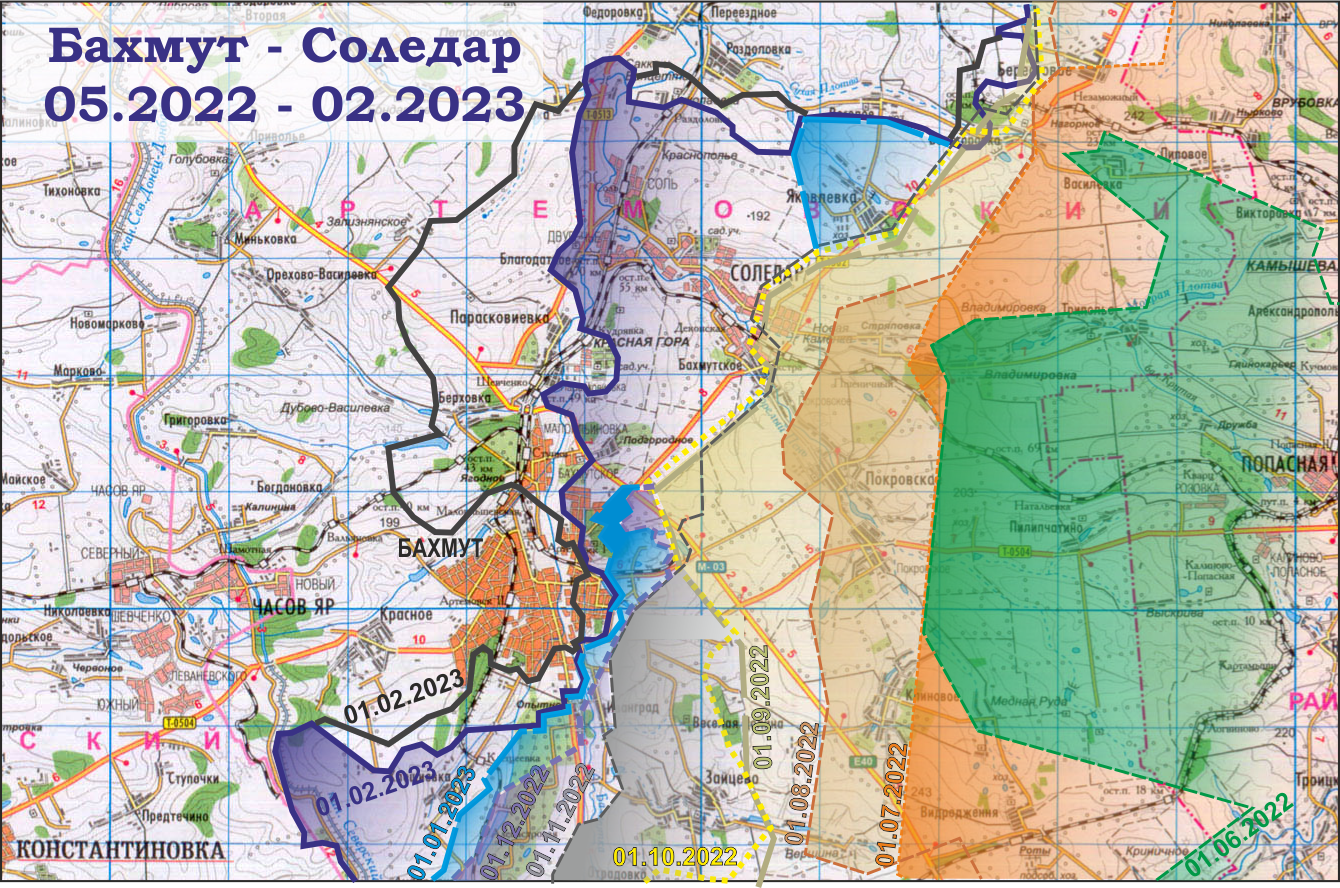
Zmiany na linii frontu pod Bachmutem w okresie maj 2022 – luty 2023.

| 2022        | 2023        | 2024        | 2025        |
| ----------- | ----------- | ----------- | ----------- |
| –           | styczeń     | styczeń     | styczeń     |
| luty        | luty        | luty        | luty        |
| marzec      | marzec      | marzec      | marzec      |
| kwiecień    | kwiecień    | kwiecień    | kwiecień    |
| maj         | maj         | maj         | maj         |
| czerwiec    | czerwiec    | czerwiec    | czerwiec    |
| lipiec      | lipiec      | lipiec      | lipiec      |
| sierpień    | sierpień    | sierpień    | sierpień    |
| wrzesień    | wrzesień    | wrzesień    | wrzesień    |
| październik | październik | październik | październik |
| listopad    | listopad    | listopad    | listopad    |
| grudzień    | grudzień    | grudzień    | grudzień    |

## Marzec 2023

### 1 marca
Sztab Generalny Ukrainy podał, że Rosjanie koncentrowali się na atakach w kierunku Kupiańska, Łymanu, Bachmutu, Awdijiwki i Szachtarska; ponad 170 ataków zostało odpartych przez armię ukraińską. W ciągu ostatniej doby siły rosyjskie przeprowadziły 14 ataków rakietowych na obiekty cywilne w obwodzie charkowskim, połtawskim i donieckim (odnotowano rannych wśród cywilów oraz zniszczenia wieżowców i domów prywatnych) oraz 21 nalotów, w tym dwa za pomocą dronów Shahed 136 (oba zostały zestrzelone) i 58 ostrzałów z wyrzutni rakietowych. Lotnictwo Ukrainy dokonało 16 uderzeń na miejsca koncentracji wojsk, natomiast artyleria zaatakowała jedno miejsce koncentracji i dwa magazyny amunicji. Według SG w obszarach przygranicznych obwodu biełgorodzkiego Rosjanie kontynuowali budowę umocnień, instalując m.in. bariery przeciwpancerne. Ukraińskie władze regionalne podały, że w ciągu doby zginęło łącznie dziewięć osób, a 11 zostało rannych w wyniku rosyjskich ostrzałów w obwodzie chersońskim, donieckim i charkowskim. Ponadto obwód chersoński został ostrzelany 86 razy za pomocą „wyrzutni rakietowych, moździerzy, artylerii, czołgów, a także dronów i samolotów bojowych”.
Rosja poinformowała, że odparła zmasowany atak dronów na Krym. Z kolei Ukraina zaprzeczyła temu stwierdzeniu i wyparła się odpowiedzialności za ataki dronów w Rosji, kilkaset kilometrów od granicy z Ukrainą.
Prezydent Białorusi Alaksandr Łukaszenka podczas wizyty w Chinach opowiedział się za zawieszeniem broni wraz z przewodniczącym ChRL Xi Jinpingiem. Powtórzył także swoje poparcie dla chińskiego planu uregulowania wojny opublikowanego 24 lutego 2023 roku. Według Institute for the Study of War (ISW) Xi Jinping i Łukaszenka podpisali w Pekinie pakiet 16 dokumentów, które mogą ułatwić omijanie zachodnich sankcji poprzez dostarczanie pomocy dla Rosji przez Białoruś. Tymczasem Rosjanie posuwali się naprzód w Bachmucie i kontynuowali ataki wokół miasta oraz w na linii Awdijiwka–Donieck. Siły rosyjskie kontynuowały również ataki na linii Kupiańsk–Swatowe–Kreminna i działania obronne na południu Ukrainy. Rosjanie umacniali swoje pozycje na granicy rosyjsko-ukraińskiej w obwodzie biełgorodzkim. Ponadto rosyjskie władze w dalszym ciągu borykały się z administracyjnym zarządzaniem terenami okupowanymi.
Niezależne śledztwo przeprowadzone przez The New York Times w Wuhłedarze, gdzie zdjęcia wielu zniszczonych rosyjskich czołgów wyciekły do mediów społecznościowych w lutym, ujawniło, że rosyjski atak na miasto przerodził się w największą bitwę pancerną tej wojny trwającą trzy tygodnie, podczas której armia rosyjska została pokonana i poniosła ciężkie straty. Według Ukraińców łącznie „130 rosyjskich czołgów i pojazdów opancerzonych [zostało] wysadzonych w powietrze przez miny, trafionych przez artylerię lub zniszczonych przez pociski przeciwpancerne”. Straty ukraińskich pojazdów były nieznane, lecz prawdopodobnie mniejsze, ponieważ siły ukraińskie często stosowały taktykę wabienia wrogich czołgów w przygotowane zasadzki, w których były atakowane przez zakamuflowane drużyny używające broni przeciwpancernej, dronów bojowych, min przeciwpancernych, artylerii, a nawet pocisków HIMARS. Po klęsce i utracie sprzętu armia rosyjska wróciła do kosztownej taktyki ataków piechoty. Rosyjscy blogerzy wojskowi obarczyli rosyjskiego dowódcę, Rustama Muradowa, winą za porażkę oraz podobnie jak The New York Times i ISW, postrzegali ją jako kolejny symbol niezdolności rosyjskiego dowództwa do uczenia się na własnych błędach. Inną przyczyną było także pospieszne zastępowanie wcześniejszych ofiar niedoświadczonymi rekrutami, którzy często byli wykorzystywani do ataków pod przymusem, dlatego też wiele czołgów, nawet w szyku kolumnowym, wpadało w zasadzki.

### 2 marca

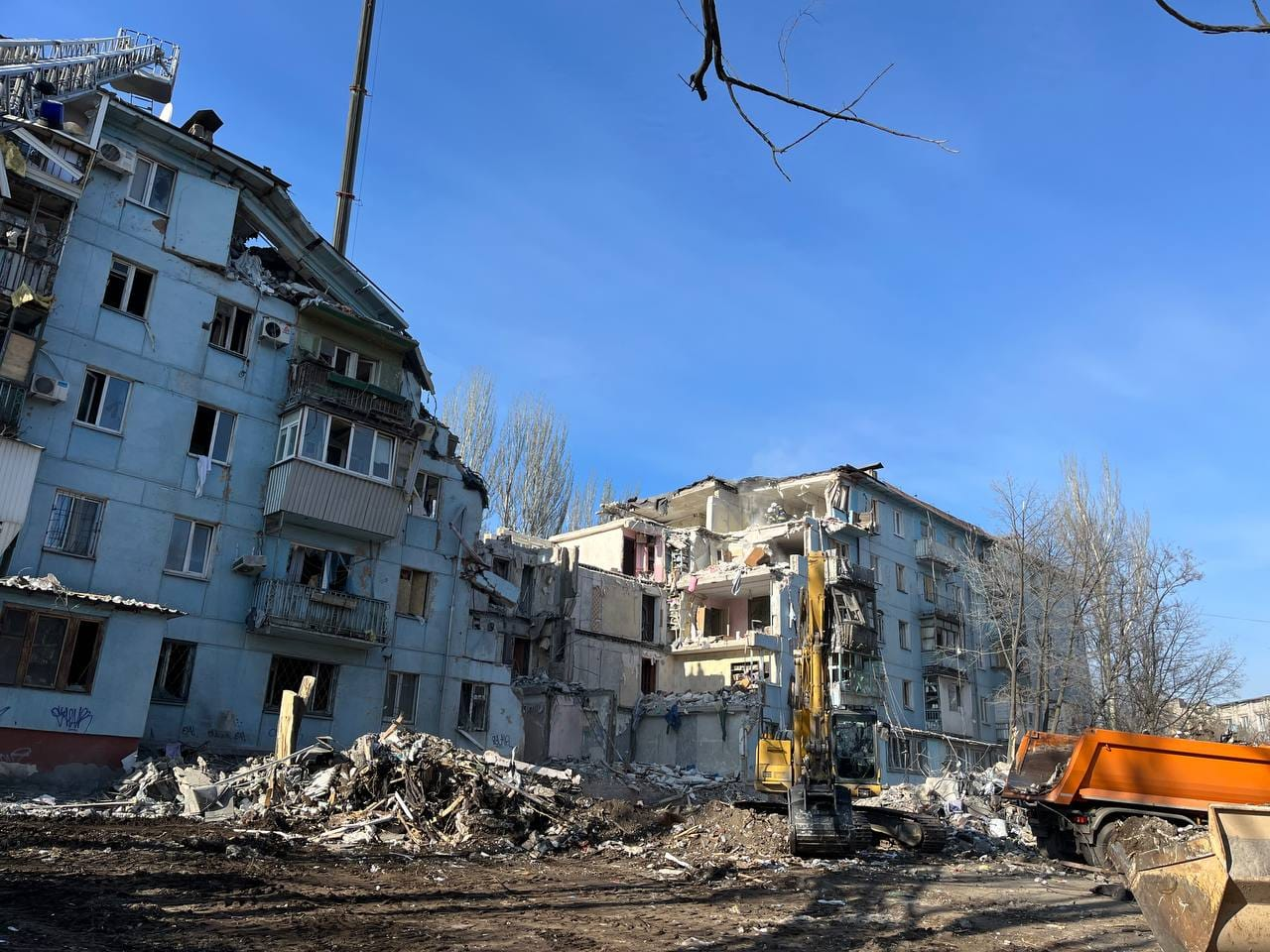
Budynek w Zaporożu po nocnych rosyjskich atakach rakietowych na miasto.

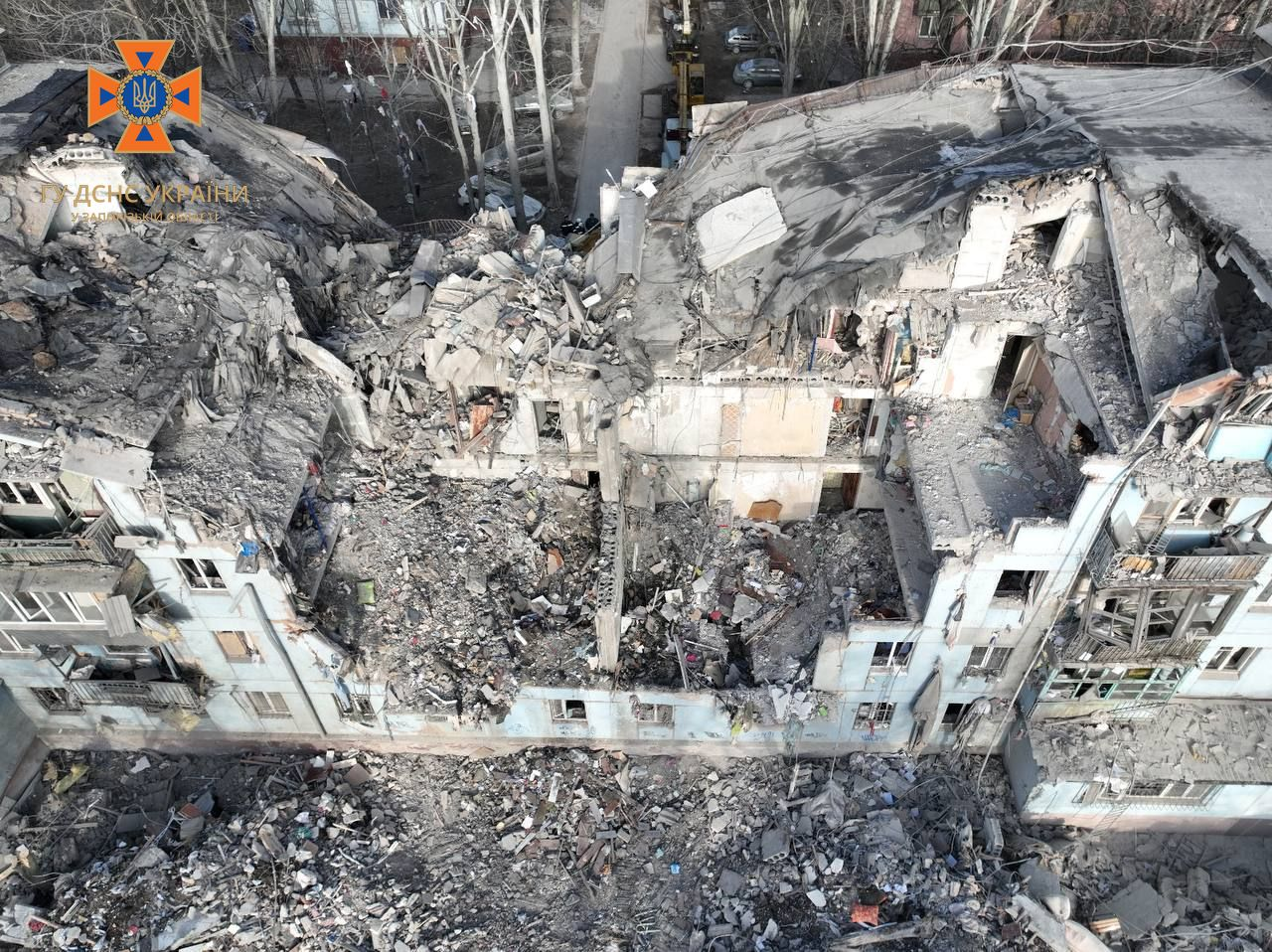
Skutki rosyjskiego ataku rakietowego na Zaporoże; cztery osoby zginęły, a siedem zostało rannych. Uratowano 11 osób i trzy koty.

Według SG Ukrainy odparto ponad 85 ataków w kierunkach Kupiańska, Łymanu, Bachmutu, Awdijiwki i Szachtarska. W ciągu ostatnich 24h siły rosyjskie przeprowadziły trzy ataki rakietowe, 31 nalotów, w szczególności na infrastrukturę cywilną w obwodach donieckim, zaporoskim i chersońskim (odnotowano rannych wśród cywilów oraz zniszczenia wieżowców i domów prywatnych), oraz 88 ostrzałów z systemów rakietowych. Ukraińskie lotnictwo dokonało 13 nalotów na miejsca koncentracji, natomiast artyleria uderzyła w kolejne sześć miejsc koncentracji i skład amunicji. Sztab podał także, że przedstawiciele władz okupacyjnych wywierały presję na miejscową ludność w celu przywłaszczenia nieruchomości. Większość mieszkańców miejscowości Bojowow w obwodzie chersońskim odmówiła oddania prywatnych działek pod zarząd lokalnej administracji okupacyjnej. W związku z tym od 1 marca br. ok. 200 osób zostało wywiezionych w nieznane miejsce w ramach „filtracji”, a w ich domach zakwaterowano rosyjskich najemników. Według władz ukraińskich o 1:40 czasu lokalnego rosyjska rakieta trafiła w pięciopiętrowy budynek mieszkalny w Zaporożu, w wyniku czego został on zniszczony. Co najmniej cztery osoby zginęły, a siedem zostało rannych, w tym trzy ciężko; uratowano 11 osób. Niezależny kanał Biełaruski Hajun podał, że „siły rosyjskie przerzucały sprzęt wojskowy z Białorusi na Donbas” za pomocą pociągów; dwa transporty liczące odpowiednio 48 i 38 wagonów miały zostać wysłane do Iłowajśka.
Rosyjskie władze poinformowały o atakach na graniczące z Ukrainą wsie Lubeczane i Suszany w obwodzie briańskim. Gubernator obwodu Aleksander Bogomaz stwierdził, że zginęły dwie osoby, a 11-letni chłopiec został ranny. Niedługo potem Rosyjski Korpus Ochotniczy, składający się z antyrządowych rosyjskich nacjonalistów walczących o Ukrainę, wziął odpowiedzialność za atak. Ukraina zaprzeczyła, jakoby była zaangażowana w ataki, nazywając to prowokacją. Z kolei Władimir Putin nazwał to aktem terroryzmu.
Brytyjskie Ministerstwo Obrony poinformowało, że armia rosyjska na Ukrainie nie używała niektórych zaawansowanych technologicznie broni pokazywanych na targach zbrojeniowych, ponieważ przemysł zbrojeniowy nie był w stanie wytwarzać ich na dużą skalę. Problem pogłębiały skutki międzynarodowych sankcji. W opinii ISW siły rosyjskie kontynuowały ograniczone ataki na północny wschód od Kupiańska i wokół Kreminnej. Kontynuowały także ataki wokół Bachmutu, wzdłuż zachodnich obrzeży Doniecka oraz w zachodnim obwodzie donieckim. Rosjanie prawdopodobnie tymczasowo ograniczyli wysiłki mające na celu okrążenia Bachmutu z południowego zachodu i północnego wschodu, a zamiast tego skupili się na wywieraniu presji na Ukraińców, aby wycofali się z miasta, koncentrując się na ofensywie północno-wschodniej.

### 3 marca

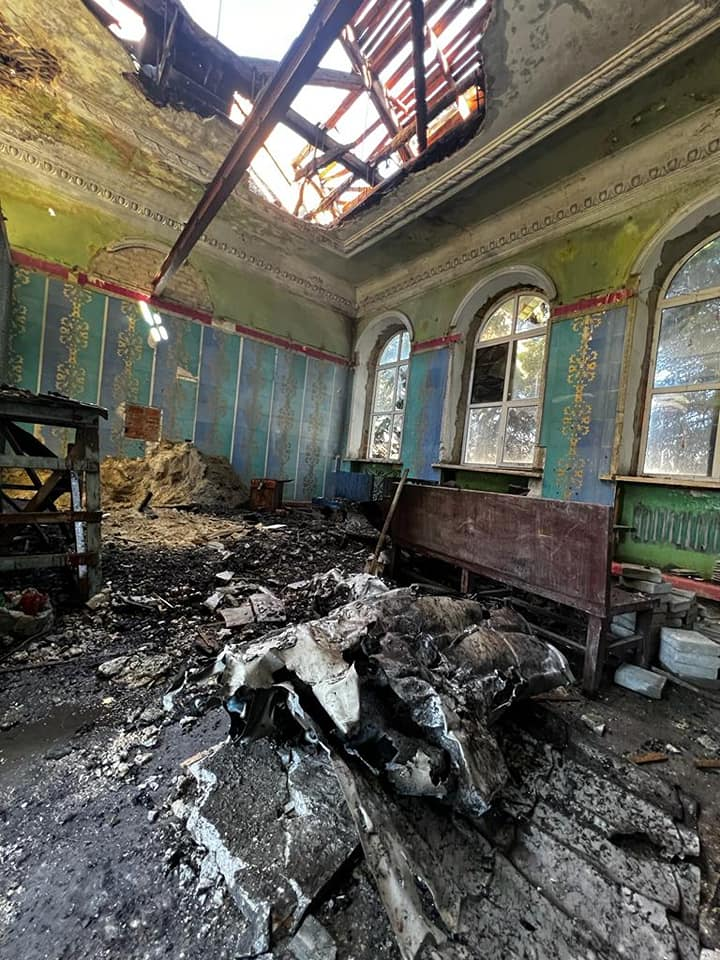
Stacja kolejowa w Kupiańsku po porannym ostrzale rosyjskim.

Ukraiński Sztab poinformował, że Rosjanie koncentrowali się na atakach w kierunkach Kupiańska, Łymanu, Bachmutu, Awdijiwki i Szachtarska, gdzie odparto ponad 150 ataków. W kierunkach kupiańskim i łymańskim Rosjanie bezskutecznie atakowali m.in. w okolicy Kreminnej i Biłohoriwki oraz Spirnego i Wesełego; w kierunku Bachmutu nadal próbowali otoczyć miasto. Ukraińcy odparli ataki w pobliżu Wasiukiwki, Dubovo-Wasyliwki, Bohdaniwki i Iwaniwskie. W kierunku awdijiwskim i szachtarskim siły rosyjskie bezskutecznie atakowały pozycje ukraińskie m.in. pod Nowokalynowem, Krasnohoriwką, Kamianką, Wodiane, Marjinką i Pobiedą. W ciągu doby FR przeprowadziła sześć ataków rakietowych, 32 naloty i 84 ostrzały z systemów rakietowych, w szczególności na infrastrukturę cywilną. Ukraińskie lotnictwo dokonało 16 nalotów na miejsca koncentracji żołnierzy i stanowiska przeciwlotnicze; artyleria uderzyła w punkt kontrolny, trzy miejsca koncentracji, skład amunicji, dwa składy paliwa i stację walki radioelektronicznej. Sztab podał także, że w Symferopolu władze okupacyjne, obawiając się aktywizacji ruchu proukraińskiego i działań środowisk patriotycznych, tworzyły tzw. „drużyny ochotnicze”, mające za zadanie patrolować miasto oraz wykrywać awanturników i sabotażystów. Z kolei p.o. szefa władz Taras Sawczenko oświadczył, że w ciągu ostatnich trzech tygodni nasiliły się ostrzały obwodu sumskiego i w związku z tym 2 marca „padł smutny rekord: 27 ostrzałów, ponad 170 pocisków z różnej broni – czołgów, moździerzy, artylerii i wyrzutni rakietowych”.
Stany Zjednoczone zapowiedziały kolejny pakiet pomocy wojskowej dla Ukrainy w wysokości 400 milionów dolarów, który będzie obejmował m.in. amunicję do M142 HIMARS, pociski artyleryjskie 155 mm i 105 mm, mosty czołgowe i sprzęt do usuwania przeszkód.
Według brytyjskiego MON armia rosyjska i Grupa Wagnera poczyniły dalsze postępy na północnych przedmieściach Bachmutu, który był utrzymywanym przez Ukraińców klinem, narażonym na rosyjskie ataki z trzech stron. W ciągu ostatnich 36h zniszczono dwa mosty w mieście, które służyły jako główne szlaki zaopatrzenia wojsk ukraińskich w bitwie o Bachmut. Jeden ze zniszczonych mostów był ważny dla zaopatrzenia miasta z sąsiedniego Czasiw Jaru. Utrzymywane przez Ukraińców drogi zaopatrzenia z miasta były coraz bardziej ograniczone. W opinii ISW siły ukraińskie prawdopodobnie przygotowywały się do kontrolowanego wycofania z co najmniej części Bachmutu. Instytut potwierdził, że Ukraińcy zniszczyli dwa mosty, „jeden na rzece Bachmutka na północny wschód od Bachmutu, a drugi wzdłuż drogi Chromowe–Bachmut”, dodając, że ich zniszczenie może zahamować rosyjskie ataki i ograniczyć Rosjanom potencjalne drogi ewakuacji. Sytuacja sił ukraińskich była krytyczna, ponieważ Rosjanie przesunęli się z Berchiwki i Jahidne w kierunku Chromowego, przez które biegnie droga do Czasiw Jaru. Na południe od miasta trwały walki w okolicach Iwaniwskego. Do pełnego okrążenia Bachmutu brakowało ok. 5,5 km, ale Ukraińcy mogli się przemieszczać jeszcze na zachód od miasta. Tymczasem Rosjanie kontynuowali ataki wzdłuż linii Kupiańsk–Swatowe–Kreminna i frontu w obwodzie donieckim. Ponadto rosyjskie władze kontynuowały przygotowania zajętych terenów do rosyjskich wyborów regionalnych.
Ośrodek Studiów Wschodnich (OSW) również podał, że Ukraińcy sygnalizowali możliwość ewakuacji z Bachmutu. Rozkaz wycofania otrzymała jednostka zapewniająca taktyczne rozpoznanie powietrzne z pomocą dronów. Następnie żołnierze ukraińscy przystąpili do wysadzania przepraw na rzece Bachmutka. Bezpieczne połączenie z Bachmutem było możliwe wyłącznie drogami gruntowymi w pasie ok. 3 km pomiędzy miastami Chromowe a Iwaniwśke; toczyły się walki o kontrolę nad tymi miejscowościami. Siły rosyjskie rozwinęły atak w kierunku północno-zachodnim wzdłuż autostrady łączącej Bachmut ze Słowiańskiem oraz wyszły na północno-wschodnie obrzeża Czasiw Jaru. Rosjanie ponawiali też ataki na miasto od południa oraz od kanału Doniec–Donbas w kierunku Konstantynówki. Rosjanie zintensyfikowali ataki w okolicach Awdijiwki i zaatakowały pozycje ukraińskie na północ i zachód od miasta. Próbowali także atakować na zachód od Doniecka, na południe i wschód od Siewierska oraz na zachód od Kreminnej. Niejasna była sytuacja na granicy obwodów ługańskiego i charkowskiego; według części źródeł siły rosyjskie spychały Ukraińców w kierunku Kupiańska, a walki toczyły się w miejscowościach na północno-wschodnich obrzeżach miasta. Rosyjskie rakiety raziły głównie zaplecze ukraińskie w obwodzie donieckim i charkowskim. Artyleria rosyjska kontynuowała ostrzał wzdłuż całej linii frontu; głównymi celami był Charków, Nikopol i Oczaków.
Według naczelnego dowódcy wojskowego ds. operacji NATO, Christophera G. Cavoliego, armia rosyjska wystrzeliwała codziennie ponad 23 tys. pocisków artyleryjskich. Cavoli stwierdził, że Rosja straciła do tej pory 2 tys. czołgów i ponad 200 tys. żołnierzy (w tym rannych).

### 4 marca
SG Ukrainy oświadczył, że siły rosyjskie koncentrowały się na atakach w kierunkach Kupiańska, Łymanu, Bachmutu, Awdijiwki i Szachtarska, gdzie odparto ponad 130 ataków. W kierunkach kupiańskim i łymanskim Rosjanie przeprowadzili ataki w rejonie Newskiego i Biłohoriwki, jednak bez sukcesów. W kierunku Bachmutu próbowali otoczyć miasto; Ukraińcy odparli ataki m.in. w okolicy Wasiukiwki, Zaliznianśkego, Dubovo-Wasyliwki, Orichowo-Wasyliwki, Hryhoriwki i Iwaniwskiego. W kierunkach awdijiwskim i szachtarskim siły rosyjskie bezskutecznie atakowały pozycje ukraińskie pod wsią Kamjanka, Sewerne, Wodiane, Perwomajske, Newelske, Krasnohoriwka, Marjinka i Pobieda. W ciągu 24h Rosjanie przeprowadzili sześć ataków rakietowych, 24 naloty i ponad 65 ostrzałów z systemów rakietowych, w szczególności na infrastrukturę cywilną (odnotowano zabitych i rannych wśród cywilów). Ukraińskie lotnictwo przeprowadziło łącznie 22 naloty na miejsca koncentracji, stanowiska przeciwlotnicze, skład amunicji i most drogowy. Artyleria ostrzelała trzy miejsca koncentracji, dwa stanowiska przeciwlotnicze i dwie stacje walki radioelektronicznej. Ponadto w mieście Nowa Kachowka siły rosyjskie wykorzystywały ludność cywilną jako „żywe tarcze”, a w dzielnicach mieszkalnych umieszczali systemy obrony przeciwlotniczej.
Według mediów siły ukraińskie zaczęły się wycofywać z Bachmutu. Donoszono również, że wielu cywilów uciekało z miasta. Rzecznik Wschodniego Zgrupowania SZ Ukrainy Serhij Czerewaty stwierdził, że sytuacja w mieście jest trudna, ale pod kontrolą. Siły rosyjskie robiły postępy wokół Bachmutu, ale „samo miasto było kontrolowane przez armię Ukrainy. (...) Nie odbywało się masowe wycofywanie wojsk ukraińskich”. Trwały walki we wsiach Wasiukiwka i Dubrowo-Wasyliwka oraz Iwaniwske i Bohdaniwka; w pobliżu Bachmutu doszło do 21 ostrzałów z wykorzystaniem systemów artyleryjskich i rakietowych, a także do 9 starć bojowych. Minister obrony Reznikow w wywiadzie dla Bild am Sonntag stwierdził, że podczas walk o Bachmut „każdego dnia ginie tam lub odnosi rany do 500 rosyjskich żołnierzy”. W opinii ISW wojska rosyjskie prawdopodobnie zapewniły sobie wystarczającą przewagę pozycyjną, aby przeprowadzić zwrot na niektóre części Bachmutu, ale najpewniej nie będą w stanie dokonać szybkiego okrążenia miasta. Dodatkowo postępy Rosjan były powolne i stopniowe oraz nie wskazywały na to, by siły rosyjskie były w stanie okrąży Bachmut, a tym bardziej zająć miasto w wyniku frontalnych ataków. Tymczasem Rosjanie prowadzili ataki wzdłuż linii Kupiańsk–Swatowe–Kreminna oraz kontynuowali próby okrążenia Bachmutu i ataków wzdłuż linii frontu w obwodzie donieckim. Źródła ukraińskie informowały, że siły rosyjskie próbowały ustalić warunki dla ofensyw na południu Ukrainy. Ponadto rosyjskie administracje okupacyjne wzmacniają środki ochrony porządku publicznego na terytoriach okupowanych.
Ambasador Ukrainy w Wielkiej Brytanii Wadym Prystajko w rozmowie z Radiem Swoboda podał, że Londyn zamierza podwoić liczbę czołgów Challenger 2, które przekaże siłom ukraińskim, z 14 do 28 sztuk. Pierwsze czołgi zostaną dostarczone prawdopodobnie w marcu 2023 roku.
Z kolei minister obrony Ołeksij Reznikow napisał list do Unii Europejskiej z prośbą o 250 tys. pocisków 155 mm miesięcznie, ponieważ siły ukraińskie zużywały ich ok. 110 tys. każdego miesiąca. Stwierdził on, że z powodu niedoborów armia ukraińska prowadziła tylko jedną piątą możliwego ostrzału. Według niego gdyby siły ukraińskie „nie były ograniczone liczbą dostępnych pocisków, mogłyby wykorzystać pełny zestaw amunicji, czyli 594 tys. pocisków miesięcznie”. NATO rozważało utworzenie fabryk w Europie Wschodniej w celu zwiększenia produkcji amunicji z czasów sowieckich. Według źródeł Bloomberga Rosja znalazła sposób na obejście sankcji i zdobyła kluczową technologię zbrojeniową.
Rheinmetall, niemiecka firma produkująca sprzęt wojskowy i broń, prowadziła negocjacje z rządem Ukrainy ws. budowy fabryki czołgów na Ukrainie. Proponowana fabryka kosztowałaby ok. 200 milionów euro i byłaby w stanie wyprodukować do 400 czołgów Panther KF51 rocznie. Dyrektor generalny Armin Papperger stwierdził, że Ukraina potrzebowałaby ok. 600–800 nowych czołgów, aby wygrać wojnę, czyli więcej niż 300 czołgów, które Niemcy mogłyby im dostarczyć.

### 5 marca
Według ukraińskiego Sztabu Rosja skupiała się na atakach w kierunkach Kupiańska, Łymanu, Bachmutu, Awdijiwki i Szachtarska, gdzie odparto ponad 95 ataków, m.in. w pobliżu Biłohoriwki i Newskiego w obwodzie ługańskim oraz Zaliznianśkego, Dubovo-Wasyliwki, Orichowo-Wasyliwki, Bachmutu i Iwaniwskiego w obwodzie donieckim. W kierunku bachmuckim Rosjanie atakowali miasto Bachmut i okoliczne miejscowości. W kierunkach awdijiwskim i szachtarskim armia rosyjska przeprowadziła bezskuteczne ataki w kierunku Krasnohoriwki, Kamjanki, Siewiernego, Pobiedy i Marjinki. W ciągu ostatniej doby Rosjanie przeprowadzili cztery ataki rakietowe, 27 nalotów i ponad 70 ostrzałów z systemów rakietowych. Ukraińskie lotnictwo dokonało 12 uderzeń na miejsca koncentracji, natomiast artyleria zaatakowała trzy punkty kontrolne, cztery miejsca koncentracji i stanowisko przeciwlotnicze. Sztab podał także, że w celu wprowadzenia w błąd sił ukraińskich, wróg manewrował, przesuwając kolumny w rejonach miejscowości Nowa Kachowka–Armiańsk; działania te wywoływały niezadowolenie wśród rosyjskich sił okupacyjnych. Głównym powodem był brak wystarczającej ilości paliwa i brak skuteczności takich manewrów. Mer Melitopola Iwan Fedorow powiedział w wywiadzie dla ukraińskiej telewizji, że w mieście doszło do dwóch eksplozji w rosyjskich bazach wojskowych, w których mogły zginąć „setki ludzi”. Według ukraińskich władz co najmniej siedmiu cywilów zginęło, gdy Rosjanie ostrzelali kilka miejsc w obwodzie charkowskim, donieckim i chersońskim. Z kolei po miesiącach rosyjskiego bombardowania miasto Marjinka zostało doszczętnie zniszczone.
Zastępca dowódcy Gwardii Narodowej porucznik Wołodymyr Nazarenko w wywiadzie dla CNN powiedział, że armia ukraińska utrzymywała kontrolę nad ważną drogą Bachmut–Konstantynówka, natomiast sytuację wokół miasta i okolic określił jako „podobną do piekła”. Według niego po stronie ukraińskiej nie doszło do „zmian taktycznych”, a Rosjanie „szukali słabych punktów, starali się odwrócić uwagę sił, łączyć różne metody i taktyki. (...) Nie ma żadnej dywersji. Wręcz przeciwnie, przybywają nowe rezerwy, aby utrzymać obronę. Cały obszar działań wojennych jest pod chaotycznym ostrzałem, ale są połączenia z miastem, są trasy, które nie są zablokowane”. Według ISW siły ukraińskie w Bachmucie przeprowadzały ograniczony taktyczny odwrót, jednak „było mało prawdopodobne, aby wszystkie wojska wycofały się z Bachmutu jednocześnie. Mogą one przeprowadzać stopniowe wycofywanie się w walce, tak aby wyczerpać siły rosyjskie metodą ciągłych walk ulicznych”. Eksperci ocenili, że zmuszenie Rosjan do przedzierania się przez zabudowania w centrum miasta może „jeszcze bardziej zdegradować wyczerpane mieszane siły rosyjskie”. Tymczasem Grupa Wagnera dokonała niewielkich postępów w północno-wschodnim Bachmucie, posuwając się w pobliżu stacji Stupky. Rosjanie kontynuowali ograniczone ataki na północny zachód i południe od Kreminnej oraz ataki w pobliżu Awdijiwki i na zachodnich obrzeżach Doniecka. Rosyjskie źródło podało, że siły rosyjskie zbliżyły się do Perwomajska, 8 km na północny zachód od Doniecka.
Brytyjskie Ministerstwo Obrony podało, że straty pojazdów pancernych zmusiły Rosję do wyciągania z magazynów starych czołgów T-62 (od lata 2022 roku przywrócono do służby ok. 800 sztuk) i transporterów BTR-50. Zdaniem Ministerstwa „nawet jednostki 1 Gwardyjskiej Armii Pancernej, zostaną ponownie wyposażone w pochodzące z lat 60. T-62 w celu uzupełnienia strat, choć według wcześniejszych planów miała ona od 2021 roku otrzymywać czołgi T-14 Armata”. Według raportów Międzynarodowej Agencji Energetycznej (IAE) i Bloomberga eksport ropy i gazu z Rosji spadł o 40–46% od rozpoczęcia inwazji na Ukrainę w lutym 2022 roku. Zdaniem IAE ten negatywny rozwój sytuacji jeszcze się nie zakończył, ponieważ z Rosji wycofali się międzynarodowi eksperci, na których wiedzy Rosja polegała przy skomplikowanych technicznie i geologicznie złożach ropy i gazu.

### 6 marca
SG Ukrainy stwierdził, że Rosjanie koncentrowali się na atakach w kierunkach Kupiańska, Łymanu, Bachmutu, Awdijiwki i Szachtarska, gdzie odparto ponad 140 ataków. W kierunku kupiańskim i łymanskim starali się przebić przez obronę ukraińską i prowadzili ataki w kierunku Hrianykiwki, Newskego, Biłohoriwki i Fiodorowki. W kierunku bachmuckim siły rosyjskie, mimo znacznych strat, kontynuowały ataki na Bachmut i okolice; w ciągu dnia, w pobliżu samej tylko wsi Dubovo-Wasyliwki przeprowadzono 37 ataków. Rosjanie prowadzili także nieudane ataki w rejonie Biłohoriwki, Fiodorówki, Zaliznianśkego, Jahidnego i Iwanowskiego. W kierunkach awdijiwskim i szachtarskim bezskutecznie atakowano w kierunku miejscowości Nowokalinowe, Krasnohoriwka, Kamjanka, Siewierne, Perwomajskie, Niewelskie i Marjinka w obwodzie donieckim. W ciągu 24h Rosjanie przeprowadzili pięć ataków rakietowych, 50 nalotów i 59 ostrzałów, głównie na obszary zaludnione. Lotnictwo Ukrainy dokonało ponad 15 nalotów na miejsca koncentracji i stanowiska przeciwlotnicze, a artyleria uderzyła w stanowisko dowodzenia, osiem miejsc koncentracji, dwa punkty przeciwlotnicze, stanowisko artylerii, magazyn amunicji i stację radiolokacyjną. Ukraińska obrona przeciwlotnicza poinformowała o zestrzeleniu 13 z 15 dronów Shahed 136 w godzinach nocnych. Z kolei według mera Kramatorska w wyniku rosyjskiego ostrzału rakietowego uszkodzeniu uległa szkoła i 15 budynków mieszkalnych.
Dowódca ukraińskich wojsk lądowych gen. Ołeksandr Syrski stwierdził, że „walki o Bachmut osiągnęły najwyższy poziom intensywności”. Z kolei podczas posiedzenia Sztabu Naczelnego Wodza, generałowie Wałerij Załużny i Syrski opowiedzieli się za kontynuacją obrony i dalszym wzmocnieniem pozycji w Bachmucie. Brytyjskie MON podało, że obrona Bachmutu nadal wyniszczała siły obu stron, jednak w weekend Ukraińcy ustabilizowali pozycje obronne po wcześniejszych rosyjskich postępach na północ od miasta. 2 marca Rosjanie zniszczyli most na jedynej utwardzonej drodze zaopatrzeniowej do miasta, która nadal znajdowała się pod kontrolą ukraińską, a błotniste warunki utrudniały zaopatrzenie dla wojsk ukraińskich, które coraz częściej korzystały z nieutwardzonych dróg. W ocenie ISW wojska rosyjskie zrobiły postępy w Bachmucie, ale nie okrążyły miasta ani nie zmusiły Ukraińców do wycofania się. Zdaniem ekspertów „zdobycie Bachmutu jest konieczne, ale niewystarczające dla rosyjskich postępów w obwodzie donieckim, a siły rosyjskie w walce o miasto poniosły tak ciężkie straty, że ich atak najprawdopodobniej zakończy się po zdobyciu [miasta], jeśli nie wcześniej. Utrata Bachmutu nie jest dla Ukrainy poważnym problemem operacyjnym lub strategicznym”. Tymczasem Rosjanie kontynuowali ataki w pobliżu Kreminnej i na północny zachód od Swatowego, chcąc przełamać ukraińską obronę, ale atak został odparty. Siły rosyjskie kontynuowały także ataki w pobliżu Awdijiwki i na zachód od Doniecka oraz walczyli o utrzymanie kontroli ogniowej nad deltą Dniepru w obwodzie chersońskim.
Według OSW Rosjanie kontynuowali ataki na północny wschód i południe od Czasiw Jaru. Przemieszczający się drogami gruntowymi Ukraińcy ostrzeliwani byli ze wszystkich rodzajów broni. Siły rosyjskie spowolniły działania na rzecz fizycznego domknięcia okrążenia poprzez wstrzymanie ataków od północy na Chromowe/Artemiwśke i ograniczenie ich częstotliwości od południa na Iwaniwśke/Krasne; kontynuowali natomiast presję na obrońcach Bachmutu. Siły ukraińskie w mieście były spychane z północy i z południa w stronę centrum, a ich grupy wciąż stawiały opór na wschodnim brzegu rzeki Bachmutka. Według dowództwa ukraińskiego komunikacja z miastem była utrzymywana i nie było mowy o całkowitym wycofaniu się. Wojska rosyjskie atakowały po obu stronach autostrady M03 na północny zachód od Bachmutu, na wschód od Siewierska oraz na północny i południowy zachód od Kreminnej. Walki trwały na północ i zachód od Awdijiwki i na zachód od Doniecka. Rosjanie próbowali przełamać pozycje ukraińskie na południe od Marjinki. Nakazano także ewakuację części mieszkańców z Kupiańska, które znajdowało się pod ciągłym ostrzałem. Głównym celem ataków rakietowych było zaplecze ukraińskie w Donbasie, atakowano m.in. Kramatorsk i okolice Pokrowska. Artyleria rosyjska kontynuowała ostrzał wzdłuż linii frontu i w obwodzie sumskim. Celami były Chersoń i Nikopol oraz nadmorskie tereny obwodu mikołajowskiego. W wyniku ukraińskiej dywersji w Melitopolu doszło do eksplozji w okolicy dwóch baz wojskowych.
W sieci pojawiło się nagranie wideo, pokazujące zastrzelenie nieuzbrojonego mężczyzny w ukraińskim mundurze, którego dokonali żołnierze rosyjscy w lutym lub marcu 2023 roku podczas bitwy o Bachmut. Według „wstępnych informacji” SZ Ukrainy na nagraniu znajdował się Tymofij Mykołajowicz Szadura (żołnierz 30 Brygady Zmechanizowanej, który zaginął pod Bachmatem na początku lutego br.), palący papierosa i mówiący „Sława Ukrajini!”, którego zastrzelono z broni automatycznej. Ostateczne potwierdzenie jego tożsamości będzie możliwe po zwróceniu ciała i przeprowadzeniu stosownych ekspertyz. Prokuratura Generalna Ukrainy wszczęła śledztwo w tej sprawie w związku z podejrzeniami o zbrodnię wojenną.

### 7 marca

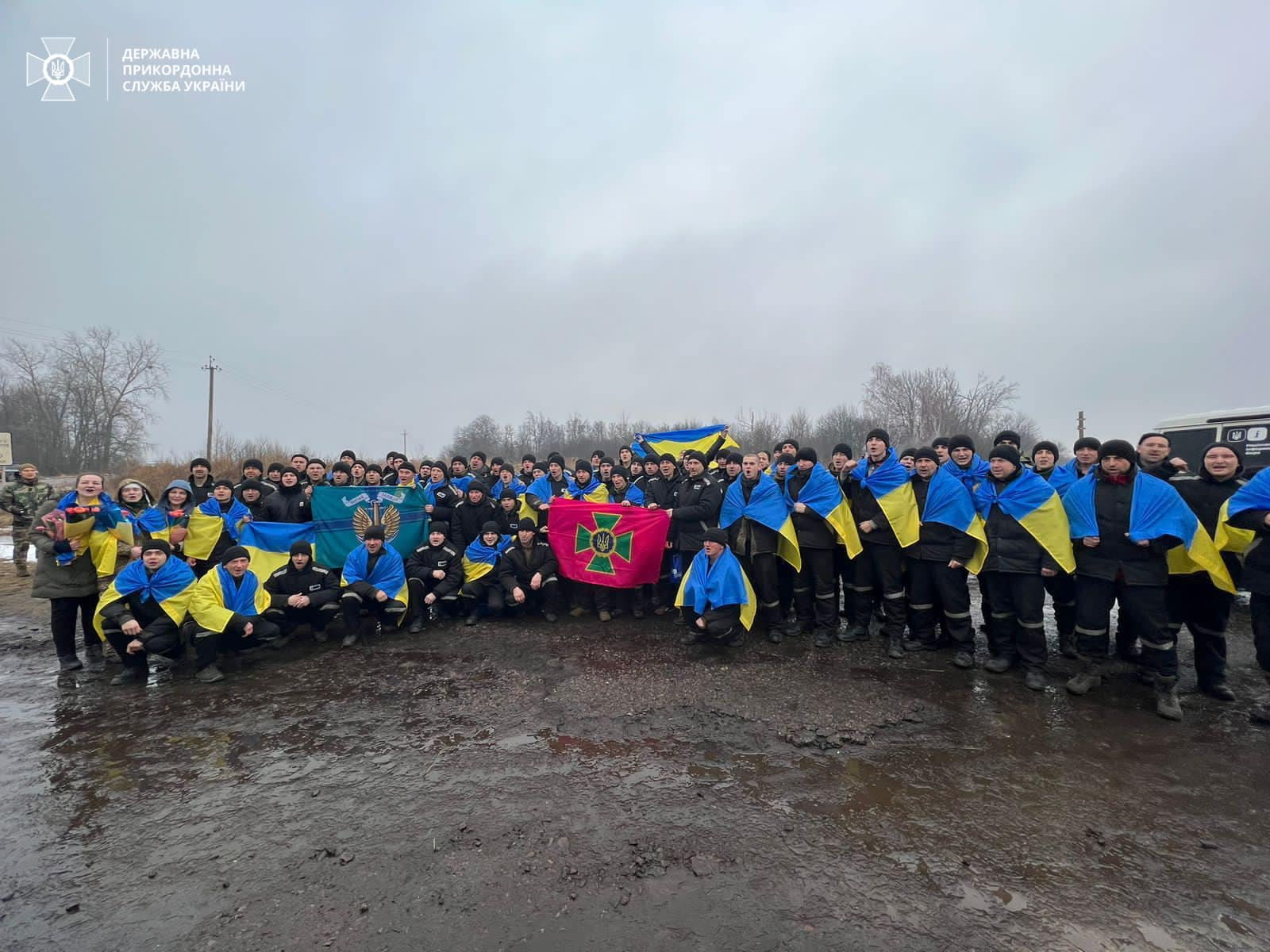
Ukraińscy żołnierze zwolnieni podczas wymiany jeńców między Ukrainą a Rosją; 130 żołnierzy wróciło do domu.

Sztab Ukrainy poinformował, że Rosjanie skupiali się na atakach w kierunkach Kupiańska, Łymanu, Bachmutu, Awdijiwki i Szachtarska, głównie w rejonie Orichowo-Wasyliwki, Dubowo-Wasyliwki, Bachmutu, Kamjanki, Awdijiwki i Marjinki; Ukraińcy odparli ponad 100 ataków. W rejonie kupiańskim i łymańskim siły rosyjskie prowadziły ataki w kierunku Hrianykiwki, Biłohoriwki, Spirnego, Wiimki, Newskego i Fiodorowki. W kierunku bachmuckim Rosjanie nadal atakowali Bachmut oraz prowadzili ofensywy w pobliżu Berchiwki, Dubowo-Wasyliwki, Orihowo-Wasyliwki, Bohdaniwki, Iwaniwskiego i Kliszczijiwki; w ciągu doby przeprowadzono ponad 30 ataków w okolicy Orihowo-Wasyliwki. W kierunkach awdijiwskim i szachtarskim armia rosyjska prowadziła ataki w kierunku Ołeksandropola, Kamjanki, Siewiernego, Wodiane, Marjinki i Nowomychajliwki w obwodzie donieckim; w pobliżu samej Marjinki przeprowadzono ponad 20 ataków. W ciągu doby siły rosyjskie przeprowadziły jeden atak rakietowy, 24 naloty, w tym jeden za pomocą drona (został zestrzelony) oraz ponad 60 ostrzałów. Ukraińskie lotnictwo dokonało siedmiu nalotów na miejsca koncentracji, z kolei artyleria trafiła w system rakiet ziemia–powietrze Buk-M1-2, pięć miejsc koncentracji, trzy magazyny paliw i smarów oraz radar artyleryjski Zoopark-1. Sztab podał także, że we wsi Uljanówka w obwodzie zaporoskim na polecenie administracji okupacyjnej do miejscowego hangaru przywożono zboże z sąsiednich gospodarstw. Rosjanie pod pozorem zakupu po znacznie obniżonych cenach konfiskowali je.
Według brytyjskiego Ministerstwa Obrony rosyjscy dowódcy prawdopodobnie stanęli przed dylematem podjęcia kolejnego szturmu na Wuhłedar lub wsparcia toczących się ciężkich walk w okolicach Bachmutu i Kreminnej. W opinii ISW Rosjanie nie będą w stanie wykorzystać operacyjnie zajęcia Bachmutu, a jeśli dojdzie do zajęcia miasta, prawdopodobnie szybko wstrzymają dalsze działania ofensywne. Zdaniem Instytutu „wojska rosyjskie będą musiały wybrać między dwoma odrębnymi kierunkami dalszych działań po zajęciu Bachmutu. Mogą spróbować przeć na zachód wzdłuż drogi T0504 w stronę Konstantynówki albo na północny zachód wzdłuż drogi E40 w kierunku okolic Słowiańska i Kramatorska”. Tymczasem siły rosyjskie prawdopodobnie zajęły wschodnią część Bachmutu na wschód od rzeki Bachmutka po zorganizowanym wycofaniu się sił ukraińskich. Rosjanie przeprowadzili ograniczone ataki wzdłuż linii Kupiańsk–Swatowe–Kreminna oraz kontynuowali ataki wzdłuż linii Awdijiwka–Donieck. Według jednego z rosyjskich źródeł siły ukraińskie próbowały prowadzić ataki przez rzekę Dniepr w obwodzie chersońskim.
Odbyła się kolejna duża wymiana jeńców między Ukrainą i Rosją. W wyniku wymiany na 90 Rosjan do domu wróciło 130 żołnierzy ukraińskich, w tym 126 mężczyzn i cztery kobiety.

### 8 marca
Według SG Ukrainy siły rosyjskie nadal skupiały się na atakach w kierunkach Kupiańska, Łymanu, Bachmutu, Awdijiwki i Szachtarska, gdzie Ukraińcy odparli ponad 110 ataków. W rejonie kupiańskim i łymańskim Rosjanie prowadzili ataki w kierunku Hrianykiwki, Spirnego i Biłohoriwki. W kierunku bachmuckim Rosjanie nadal atakowali Bachmut, z kolei siły ukraińskie odparły ataki w okolicy Orihowo-Wasyliwki, Dubowo-Wasyliwki, Bachmutu, Iwaniwskiego i Ołeksandro-Szultyne. W kierunkach awdijiwskim i szachtarskim Rosjanie przeprowadzili nieudane ataki w kierunku Kamjanki, Siewiernego, Perwomajskiego, Niewelskiego, Nowomychajliwki, Marjinki i Wuhłedaru. W ciągu ostatnich 24h armia rosyjska przeprowadziła dwa ataki rakietowe, 25 nalotów i 32 ostrzały systemów rakietowych. Lotnictwo ukraińskie zaatakowało 11 miejsc koncentracji wojsk i stanowisko przeciwlotnicze, natomiast artyleria ostrzelała dwa miejsca koncentracji i stanowisko dowodzenia. Sztab poinformował także, że armia rosyjska wyczerpała niemal cały zapas amunicji artyleryjskiej z magazynów w centralnej części Rosji. Amunicja była transportowana z innych regionów kraju na Ukrainę, jednak część z niej było w złym stanie ze względu na niewłaściwe przechowywanie; ok. 50% niektórych partii pocisków nosiło widoczne ślady rdzy. SG oszacował, że w warunkach intensywnych działań wojennych w ciągu 2–3 miesięcy Rosjanom może zacząć brakować amunicji.
Sekretarz generalny NATO Jens Stoltenberg nie wykluczył, że w najbliższych dniach może nastąpić upadek Bachmutu, prawie otoczonego przez siły rosyjskie. Jednocześnie zbagatelizował strategiczne znaczenie tego miasta i stwierdził, że jego zajęcie niekoniecznie będzie punktem zwrotnym w wojnie. Grupa Wagnera podała, że zajęła wschodnią część miasta. Z kolei prezydent Wołodymyr Zełenski zapewnił, że jego wojska były zdeterminowane, aby utrzymać miasto. Stacja CNN, powołując się na urzędników z państw zachodnich, podała, że siły ukraińskie w Bachmucie utraciły kontrolę nad częścią terenów w pobliżu miasta, pozwalając Rosjanom na częściowe okrążenie go z trzech stron, lecz tym samym zyskały czas na skuteczną obronę swoich pozycji. Utracone obszary nie były wcześniej ufortyfikowane przez Ukraińców. Według ISW wojska rosyjskie prawdopodobnie nie zdołają szybko przesunąć się na dalsze tereny, nawet jeśli uda im się zająć cały Bachmut; 50% miasta znajdowało się w rękach rosyjskich. Zdaniem ekspertów jeśli siły rosyjskie zajmą miasto, to ofensywa we wschodniej Ukrainie wkrótce osiągnie swoje apogeum, ponieważ Rosjanie nie mają odpowiedniej mocy bojowej ani posiłków, aby ruszyć dalej. Potwierdzono również, że Rosja zajęła cały wschodni Bachmut. Tymczasem siły rosyjskie kontynuowały ataki na linii Kupiańsk–Swatowe–Kreminna, wokół Bachmutu i na obrzeżach Doniecka. Rosyjskie źródła ponownie donosiły o ukraińskich atakach na wyspach w delcie Dniepru.
OSW potwierdził, że Rosjanie wyparli resztę Ukraińców ze wschodniego Bachmutu i ustanowili linię frontu na rzece Bachmutka. Trwały walki w północnej i południowej części miasta oraz na jego południowo-zachodnich obrzeżach. Siły ukraińskie powstrzymywały ataki przeciwnika w kierunku Czasiw Jaru oraz po obu stronach autostrady do Słowiańska. Jednostki rosyjskie atakowały także pozycje ukraińskie na południe i wschód od Siewierska oraz na północ i zachód od Awdijiwki. Na zachód od Doniecka najcięższe walki toczyły się w rejonie Marjinki, przy czym Rosjanie zintensyfikowali ataki na południe od niej. Siły ukraińskie odparły ataki na granicy obwodów charkowskiego i ługańskiego oraz na północny wschód od Kupiańska. Rosyjskie ataki rakietowe ograniczyły się do zaplecza ukraińskiego w północno-zachodnim obwodzie donieckim, z kolei artyleria kontynuowała ostrzał wzdłuż linii frontu. Zmniejszyła się częstotliwość ataków w obwodach mikołajowskim i dniepropetrowskim, jednak pod ostrzałem był Chersoń i prawobrzeżna część obwodu chersońskiego. Do ukraińskiej dywersji doszło w Berdiańsku.
Rząd USA rozważał wysłanie pocisków AIM-120 AMRAAM do uzbrojenia MiG-29 i Su-27 Sił Powietrznych Ukrainy. Unijni ministrowie obrony spotkali się i omówili zapotrzebowanie Ukrainy na amunicję artyleryjską. Zgodzili się na wspólny zakup dużych ilości pocisków, ponieważ producenci potrzebują większych zamówień, aby zabezpieczyć się finansowo i mieć możliwość budowy nowych fabryk. Nowe zamówienia na amunicję artyleryjską mogą zająć 2–3 lata, jeśli będą produkowane wyłącznie w obecnych fabrykach. Uzgodniono zakup nowych pocisków za 1 miliard euro i wysłanie istniejących materiałów za kolejny miliard. Natomiast Iran potajemnie dostarczał Rosji dużą liczbę nabojów, rakiet i pocisków moździerzowych. Według źródła publikacji dwa statki towarowe pływające pod rosyjską banderą opuściły w styczniu irański port, kierując się do Rosji przez Morze Kaspijskie, mając na swoim pokładzie ok. 100 milionów nabojów i ok. 300 tys. pocisków.

### 9 marca

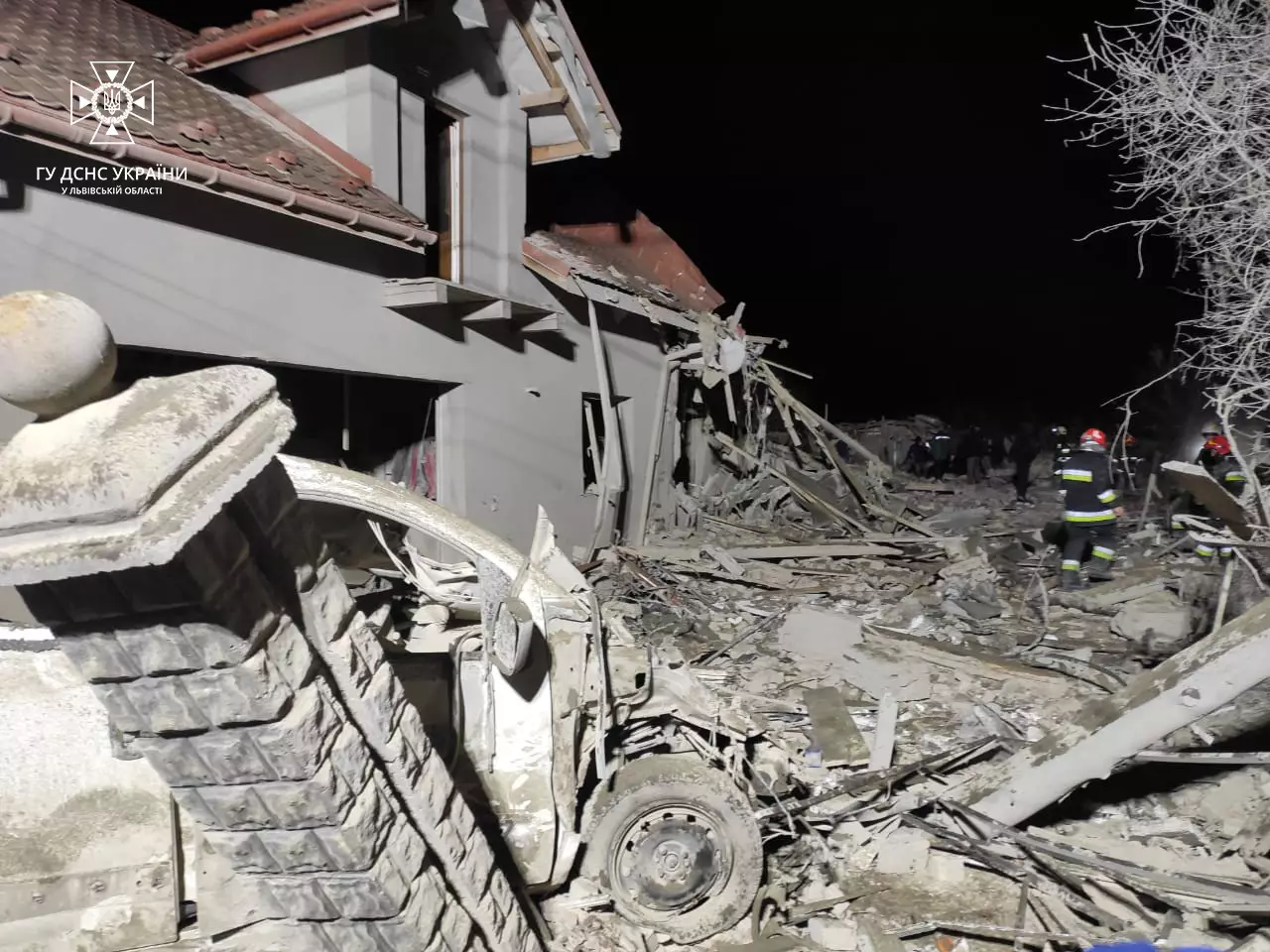
Państwowa Służba Ratunkowa usuwa skutki rosyjskiego ataku rakietowego w rejonie złoczowskim.

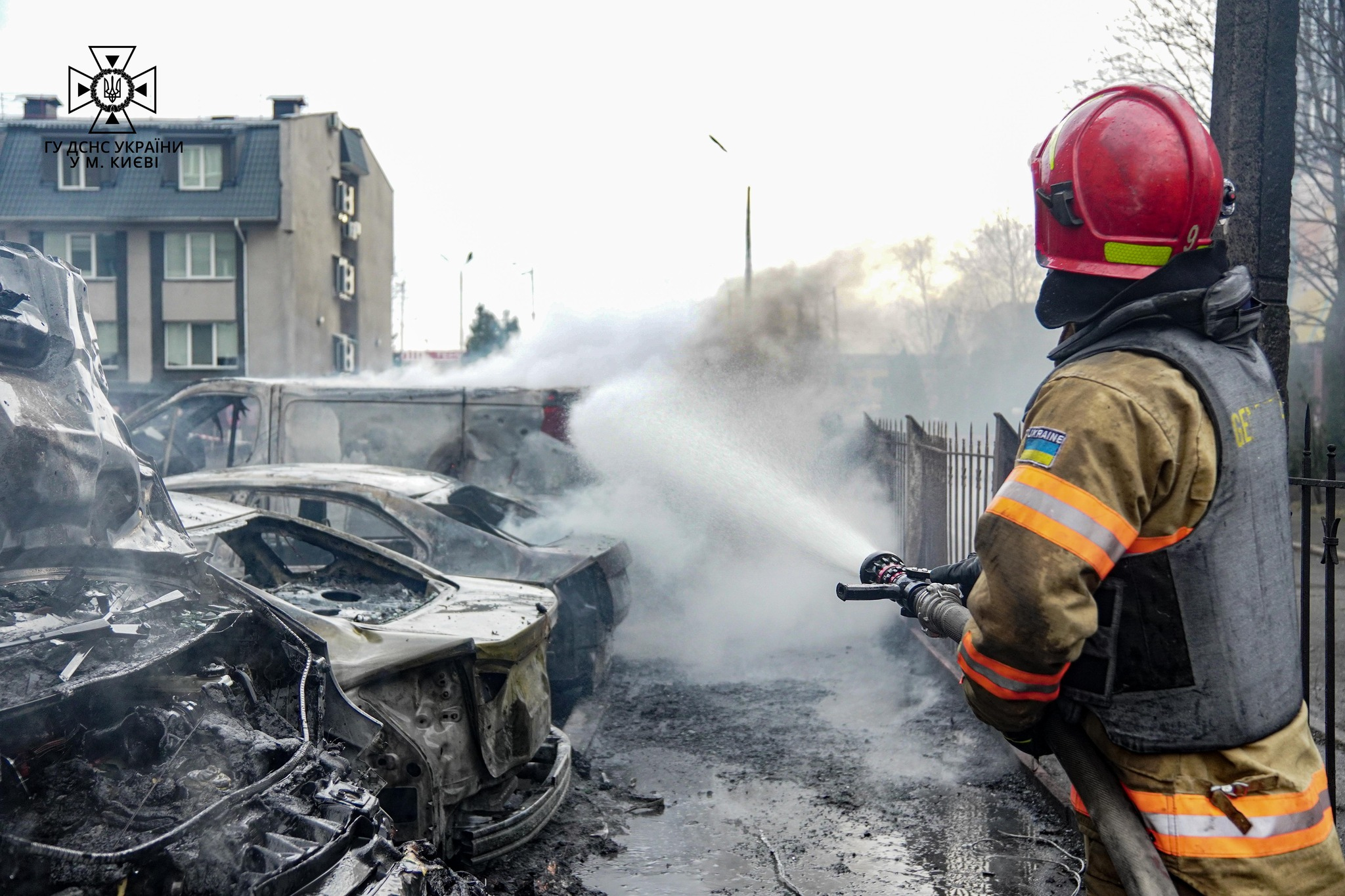
Skutki rosyjskiego ataku rakietowego w rejonie hołosijiwskim.

Sztab Ukrainy podał, że Rosjanie w dalszym ciągu próbowali okrążyć Bachmut oraz koncentrowali się na atakach w kierunkach Kupiańska, Łymanu, Bachmutu, Awdijiwki i Szachtarska; siły ukraińskie odparły 102 ataki. W kierunku bachmuckim armia rosyjska kontynuowała ataki na Bachmut, z kolei SZ Ukrainy odparły ataki w pobliżu Zalizniańskiego, Orihowo-Wasyliwki, Dubowo-Wasyliwki, Bachmutu i Iwaniwskiego. W kierunkach awdijiwskim i szachtarskim Rosjanie prowadzili nieudane ataki w okolicy Krasnohoriwki, Kamjanki, Wodiane, Siewiernego, Pierwomajskiego, Niewelskiego, Marjinki, Pobiedy, Nowomychajliwky i Wuhłedaru w obwodzie donieckim. W ciągu doby siły rosyjskie przeprowadziły 95 ataków rakietowych, 31 nalotów i 65 ostrzałów z systemów rakietowych. Ukraińskie lotnictwo dokonało 13 nalotów na miejsca koncentracji żołnierzy i stanowisko przeciwlotnicze. Artyleria uderzyła w stanowisko kontrolne, sześć miejsc koncentracji, dwa centra logistyczne, trzy magazyny amunicji, sześć stacji walki radioelektronicznej i dwa pojazdy przeciwlotnicze. W regionie Chersonia Rosjanie wystrzelili ponad 400 pocisków, w wyniku czego zginęły cztery osoby. Z kolei portal Centrum Narodowego Sprzeciwu poinformował, że w niektórych miastach na Krymie (np. w Krasnoperekopsku) zatwierdzono plany ewakuacyjne na wypadek ukraińskiej ofensywy, m.in. tworzono listy pracowników i ich rodzin, którzy podlegali priorytetowej ewakuacji.
W godzinach nocnych Rosja zaatakowała Ukrainę za pomocą ok. 81 pocisków (Ch-101, Ch-555, Ch-22, Ch-31P, Ch-59, Kalibr, S-300 i co najmniej sześciu pocisków Kindżał), wystrzelonych z samolotów Tu-95, Tu-22M3, Su-35 i MiG-31K oraz okrętów na Morzu Czarnym. Był to pierwszy atak na dużą skalę od trzech tygodni. Armia ukraińska podała, że zestrzelono 34 pociski i cztery z ośmiu dronów Shahed 136. Celem ataku była infrastruktura energetyczna i obszary mieszkalne w obwodach: odeskim, mikołajowskim, dniepropetrowskim, czernichowskim, charkowskim, zaporoskim, żytomierskim, kijowskim, iwanofrankiwskim, chmielnickim i tarnopolskim. Zginęło co najmniej 10 osób, m.in. w Złoczowie, Dnieprze, Chersoniu, Charkowie i Kijowie. W wielu ukraińskich miastach odnotowano przerwy w dostawie prądu; m.in. ok. 40% ludności cywilnej w Kijowie i Odessie zostało pozbawionych ciepła i prądu. Najbardziej dotknięte zostały obwody kijowski, odeski i charkowski. Atak spowodował również, że elektrownia jądrowa w Zaporożu została na krótko odcięta od ukraińskiej sieci elektrycznej i tymczasowo działała na rezerwowych generatorach Diesla (po raz szósty od przejęcia nad nią kontroli przez Rosjan 12 miesięcy temu). Rosja stwierdziła, że był to „masowy atak odwetowy”, będący odpowiedzią na atak w obwodzie briańskim w 2023 roku.
Zachodni urzędnicy szacowali, że w walkach wokół Bachmutu zginęło lub zostało rannych od 20 do 30 tys. rosyjskich żołnierzy, podczas gdy siły ukraińskie straciły ok. jednej piątej tej liczby. W opinii ISW Rosjanie prawdopodobnie posunęli się do przodu na północny zachód od Bachmutu, natomiast na wschodzie miasta mogli planować zastąpienie lub uzupełnienie sił Grupy Wagnera regularnymi oddziałami. Mimo ataków na Bachmut i wokół niego, nie udało się otoczyć miasta. Siły rosyjskie mogły przygotowywać się do wznowienia ofensywy wokół Wuhłedaru, chociaż problemy z personelem i amunicją prawdopodobnie nadal ograniczałyby postępy rosyjskie. Tymczasem
Rosjanie kontynuowali ataki na linii Kupiańsk–Swatowe–Kreminna, w Bachmucie, na przedmieściach Doniecka i w pobliżu Wuhłedaru. Ukraińscy urzędnicy poinformowali, że władze rosyjskie przygotowywały się do nowej mobilizacji na zajętych terenach obwodów donieckiego i ługańskiego, która będzie miała miejsce wiosną 2023 roku. Ponadto rosyjscy urzędnicy i władze okupacyjne kontynuowały wysiłki na rzecz integracji obszarów okupowanych z rosyjskim systemem politycznym i biurokratycznym.
Polska przekazała Ukrainie kolejne 10 czołgów Leopard 2A4. Minister obrony Mariusz Błaszczak stwierdził, że zakończono także proces szkolenia ukraińskich czołgistów. Prezydent Andrzej Duda w wywiadzie dla CNN powiedział, że Polska jest gotowa przekazać Ukrainie kilkanaście myśliwców MiG-29 w ramach międzynarodowej koalicji. Później słowacki minister obrony Jaroslav Naď poinformował, że również jego kraj rozważał przekazanie Ukrainie 10 samolotów MiG-29.
Szef litewskiego wywiadu wojskowego Elegijus Paulavicius powiedział w wywiadzie, że Rosja ma środki na kontynuowanie wojny na Ukrainie przez co najmniej dwa lata z „obecną intensywnością”. Odrzucił również skutki sankcji, ponieważ Rosja ma „długie łańcuchy pośredników” w pozyskiwaniu zachodniej technologii.

### 10 marca

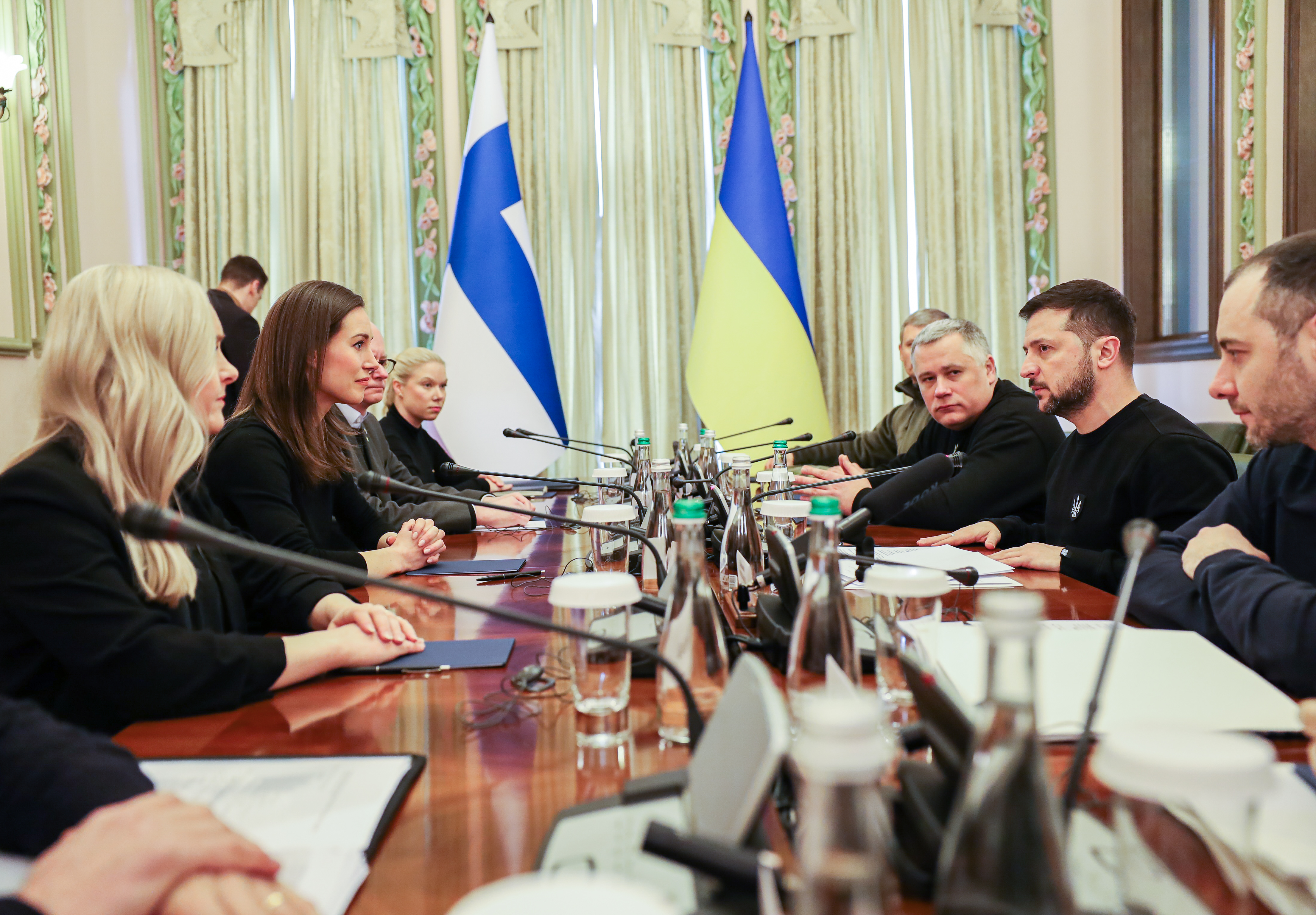
Spotkanie prezydenta Zełenskiego z premierem Finlandii Sanną Marin.

Ukraiński SG poinformował, że Rosjanie w dalszym ciągu próbowali zająć cały obwód doniecki i ługański, koncentrując się na atakach w kierunkach Łymanu, Bachmutu, Awdijiwki, Marjinki i Szachtarska; Ukraińcy odparli ponad 100 ataków. W kierunku łymańskim siły rosyjskie prowadziły ataki w kierunku Hrianykiwki, Masiutiwki, Newskego, Kreminnej, Biłohoriwki, Spirnego i Fedoriwki. W kierunku bachmuckim Rosjanie nieustannie atakowali, z kolei Ukraińcy odparli ataki w okolicy Zalizniańskiego, Paraskowijiwki, Dubowo-Wasyliwki, Bachmutu, Bohdaniwki i Iwaniwskiego. W kierunkach awdijiwskim, marjińskim i szachtarskim Rosjanie prowadzili nieudane ataki w pobliżu Kamjanki, Awdijiwki, Siewiernego, Wodiane, Pierwomajskiego, Niewelskiego, Krasnohoriwki, Marjinki i Nowomychajliwki w obwodzie donieckim. W ciągu ostatnich 24h armia rosyjska przeprowadziła cztery ataki rakietowe na obwód doniecki, 29 nalotów i 100 ostrzałów (odnotowano rannych wśród cywilów i została uszkodzona infrastruktura cywilna). Lotnictwo ukraińskie dokonało 12 nalotów na miejsca koncentracji i stanowisko przeciwlotnicze; artyleria ostrzelała pięć miejsc koncentracji, stanowisko przeciwlotnicze i skład amunicji. Sztab podał także, że w niektórych miejscowościach obwodu donieckiego Rosjanie wywierali presję na okolicznych mieszkańców, m.in. wjazd obywateli bez rejestracji był całkowicie zabroniony we Włodzimierzówce. Ustawiono też blokady dróg, a lokalni mieszkańcy mieli zakaz poruszania się po ulicach. Szef obwodowej administracji wojskowej Ołeksandr Prokudin poinformował, że w ciągu doby ostrzelano obwód chersoński 71 razy. W atakach zginęło trzech cywilów, a pięciu zostało rannych.
Siły rosyjskie poczyniły postępy w północno-zachodnim Bachmucie i rozpoczęły ataki na zachód i północny zachód od miasta. Rzecznik Wschodniego Zgrupowania Wojsk Serhij Czerewaty stwierdził, że intensywność walk w Bachmucie była bardzo duża. Brytyjskie MON podało, że w ciągu ostatnich czterech dni Grupa Wagnera przejęła na Ukrainie kontrolę nad większością wschodniego Bachmutu, a w centrum miasta linię frontu wyznaczała rzeka Bachmutka. Siły ukraińskie zajmowały zachodnią część miasta i zburzyły mosty na rzece, która przebiega przez pas otwartego terenu o szerokości 200–800 m pomiędzy obszarami zabudowanymi. Obszar ten był ostrzeliwany przez Ukraińców z ufortyfikowanych budynków, w wyniku czego stanowił duże wyzwanie dla sił Wagnera, atakujących frontalnie.
ISW, powołując się na dane wywiadu USA, podał, że Rosja mogła planować przeprowadzenie przewrotu w Mołdawii, wywołując antyrządowe demonstracje, które doprowadziłyby do ustanowienia prorosyjskiego rządu. W ramach kampanii dezinformacyjnej prowadzonej z Naddniestrza, Rosjanie rozpowszechniali informacje o rzekomej niestabilności Mołdawii, a ich celem było wywołanie nieufności wobec mołdawskich władz, Ukrainy i państw Zachodu. Siły rosyjskie nadal tworzyły umocnienia na terenach położonych daleko od linii frontu i na obszarach w Rosji. Tymczasem źródła rosyjskie podały, że Rosjanie przeprowadzili ograniczone ataki wzdłuż linii Swatowe–Kreminna. Donoszono również, że Grupa Wagnera wkroczyła do kompleksu przemysłowego Azom oraz oczyszczała wschodnią część miasta i przemieściła się na nowe pozycje w północno-zachodnim Bachmucie.
Według OSW Ukraińcy przerzucali kolejne siły w rejon na zachód od Bachmutu, a centrum obrony stał się Czasiw Jar. Rosjanie atakowali pozycje ukraińskie na północny wschód od tej miejscowości oraz wzdłuż autostrady w kierunku Słowiańska, lecz osiągnęli tylko niewielkie postępy. Kontynuowali także spychanie obrońców Bachmutu z północy i z południa miasta w stronę centrum. Niepowodzeniem zakończyły się próby przełamania pozycji ukraińskich na południowy zachód od miasta i na południe od Czasiw Jaru. Według ukraińskiego SG Rosjanie zbliżyli do Konstantynówki, mimo że bezskutecznie atakowali w okolicy miejscowości Ołeksandro-Szultyne. Wzrosła intensywność ataków na północ i zachód od Awdijiwki i na południe od Marjinki, gdzie Rosjanie odnotowali małe postępy. Niepowodzeniem zakończyły się ataki na miejscowości na zachód od Doniecka, na południe i wschód od Siewierska, na północny wschód od Kupiańska oraz ataki na Wuhłedar. Rosyjska artyleria kontynuowała ostrzał pozycji ukraińskich wzdłuż linii frontu. Głównym celem była prawobrzeżna część obwodu chersońskiego oraz Nikopol i okolice.

### 11 marca
SG Ukrainy podał, że Rosjanie koncentrowali się na atakach w kierunkach Łymanu, Bachmutu, Awdijiwki, Marjinki i Szachtarska, gdzie siły ukraińskie odparły 92 ataki. W kierunku bachmuckim armia rosyjska kontynuowała ataki na Bachmut, z kolei w kierunkach awdijiwskim, marjińskim i szachtarskim atakowano w kierunku Kamjanki, Siewiernego, Perwomajskiego, Niewelskiego, Krasnohoriwki i Marjinki w obwodzie donieckim. W ciągu doby Rosjanie przeprowadzili 12 nalotów i pięć ataków rakietowych, z których dwa trafiły w Zaporoże; użyto systemu obrony powietrznej S-300 do ataku na infrastrukturę cywilną, w rezultacie czego jeden budynek został zniszczony (nie odnotowano ofiar wśród cywilów). Przeprowadzili także 56 ostrzałów z systemów rakietowych, m.in. jeden na obiekt infrastruktury cywilnej w Chersoniu (dwie osoby zginęły, a trzy zostały ranne). Ukraińskie lotnictwo dokonało sześciu nalotów na miejsca koncentracji żołnierzy, a artyleria uderzyła w cztery miejsca koncentracji, skład amunicji i dwie stacje walki radioelektronicznej. Nad ranem siły rosyjskie ostrzelały za pomocą artylerii przygraniczne regiony obwodu sumskiego; w okolicy wsi Rożkowicze odnotowano 23 trafienia, prawdopodobnie z artylerii lufowej. Pięciokrotnie ostrzelano także Konstantynówkę, w wyniku czego zginęła jedna osoba, a trzy zostały ranne. Według ukraińskiego ministra spraw wewnętrznych Ihora Kłymenko od początku inwazji „Rosja zbombardowała Ukrainę ponad 40,5 tys. razy i zniszczyła ponad 152 tys. budynków mieszkalnych”.
Według ISW siły rosyjskie nie zrobiły jakichkolwiek potwierdzonych postępów w Bachmucie, mimo ciągłych ataków lądowych w mieście i wokół niego. Źródła ukraińskie i rosyjskie informowały „o ciężkich walkach w mieście, ale żołnierze Grupy Wagnera zostali prawdopodobnie w coraz większym stopniu unieruchomieni w rejonach miejskich, takich jak kompleks przemysłowy AZOM, i dlatego trudno im w istotny sposób przesunąć się naprzód”. Zdaniem Instytutu prezydent Władimir Putin stracił kontrolę nad przestrzenią informacyjną w swoim kraju, czego dowodem miały być sprzeczne doniesienia o sytuacji w Bachmucie, przeczące sobie nawzajem informacje odnośne do roli jaką pod oblężonym miastem odgrywają oddziały Grupy Wagnera, a także podważające spójność kremlowskiej narracji słowa rzecznik MSW, Mariji Zacharowej. Tymczasem źródła ukraińskie donosiły, że Ukraińcy posuwali się w kierunku Swatowego. Siły rosyjskie kontynuowały budowę fortyfikacji w obwodzie zaporoskim. Brytyjskie Ministerstwo Obrony podało, że choć Rosja ponosi na Ukrainie duże straty, ich skutki są bardzo zróżnicowane w poszczególnych regionach kraju; na obszarach wschodnich stosunek zabitych do populacji jest 30 razy wyższy niż w Moskwie. W niektórych miejscach najbardziej ucierpiały mniejszości etniczne, m.in. w Astrachaniu ok. 75% ofiar pochodziło z mniejszości kazachskiej i tatarskiej. W stosunku do populacji, najbogatsze miasta (Moskwa i Petersburg) wyszły względnie bez szwanku, co dotyczyło głównie rodzin elity kraju.
Premier Sanna Marin powiedziała, że Finlandia może omówić przeniesienie samolotów F/A-18 Hornet na Ukrainę, z zastrzeżeniem współpracy międzynarodowej, wymagań szkoleniowych i własnej sytuacji bezpieczeństwa w Finlandii. Prezydent Finlandii Sauli Niinistö zaprzeczył jakimkolwiek dyskusjom w tej sprawie. Fiński minister obrony Antti Kaikkonen stwierdził, że samoloty mogą być potrzebne w przyszłości.

### 12 marca
Według SG Ukrainy siły rosyjskie, mimo znacznych strat, prowadziły ataki w kierunkach Łymanu, Bachmutu, Awdijiwki, Marjinki i Szachtarska, gdzie Ukraińcy odparli 102 ataki. W kierunku kupiańskim i łymanskim Rosjanie prowadzili nieudane ataki w okolicach Dworicznej, Newskiego, Czerwonopopiwki, Kreminnej, Dibrowej, Biłohoriwki i Wierchniokamianskiego. W kierunku bachmuckim podejmowali próby zdobycia Bachmutu; siły ukraińskie odparły ataki w rejonie Wasiukiwki, Minkiwki, Orihowo-Wasyliwki i Iwaniwskego. W kierunkach awdijiwskim, marjińskim i szachtarskim prowadzili bezskuteczne ataki w pobliżu Kamjanki, Awdijiwki, Wodiane, Siewiernego, Pierwomajskiego, Marjinki i Pobiedy. W ciągu 24h Rosjanie przeprowadzili trzy ataki rakietowe, głównie na obiekty cywilne w Słowiańsku, oraz osiem nalotów i 49 ostrzałów z systemów rakietowych. Lotnictwo Ukrainy uderzyło w przeciwlotniczy kompleks rakietowy i sześć miejsc koncentracji, z kolei artyleria zaatakowała punkt kontrolny, dwa miejsca koncentracji, dwa magazyny amunicji oraz magazyn paliw i smarów. Sztab poinformował również, że w wyniku dużych strat osobowych Rosjanie wykorzystywali alternatywne źródła uzupełniania siły roboczej, m.in. w zeszłym tygodniu odnotowano ruch pociągu z wagonami do transportu więźniów w kierunku obwodu donieckiego; w jednym z wagonów znajdowały się skazane kobiety. Gubernator Serhij Hajdaj stwierdził, że „sytuacja na froncie ługańskim była stabilna”, a Rosjanie atakowali w rejonie Swatowego, Kreminnej i okolicznych miejscowości. Dodał także, że wojska rosyjskie atakujące w rejonie Kreminnej nie miały już czołgów T-90 i używały starszych czołgów T-72.
Rzecznik Wschodniego Zgrupowania SZ Ukrainy Serhij Czerewaty podał, że Bachmut w dalszym ciągu stanowił „epicentrum działań bojowych”. Dodał, że w ciągu ostatniej doby na całym odcinku frontu doszło do 161 ostrzałów i 39 starć, gdzie siły rosyjskie straciły 239 żołnierzy i ok. 300 rannych. Z kolei dowódca ukraińskiego pododdziału Denys Jarosławski stwierdził, że sytuacja w Bachmucie była „bardzo trudna. Ostrzeliwane były wszystkie drogi do miasta, istniało ryzyko okrążenia”. Według niego w Bachmucie trwały walki na ulicach, gdzie odbywały się starcia o każdy zaułek, lecz największym zagrożeniem było to, że gardło „kotła operacyjnego” wynosiło nieco ponad 4 km, więc ewentualne wycofanie sił ukraińskich było zagrożone rosyjskim ostrzałem. W opinii ISW siły rosyjskie przeprowadziły ograniczone ataki wzdłuż linii Kupiańsk–Swatowe–Kreminna oraz kontynuowały ataki w pobliżu Bachmutu, ale nie zakończyły ruchu zwrotnego, ani okrążenia miasta. Rosjanie przeprowadzili także ataki w pobliżu Awdijiwki i wzdłuż zachodnich obrzeży Doniecka.

### 13 marca

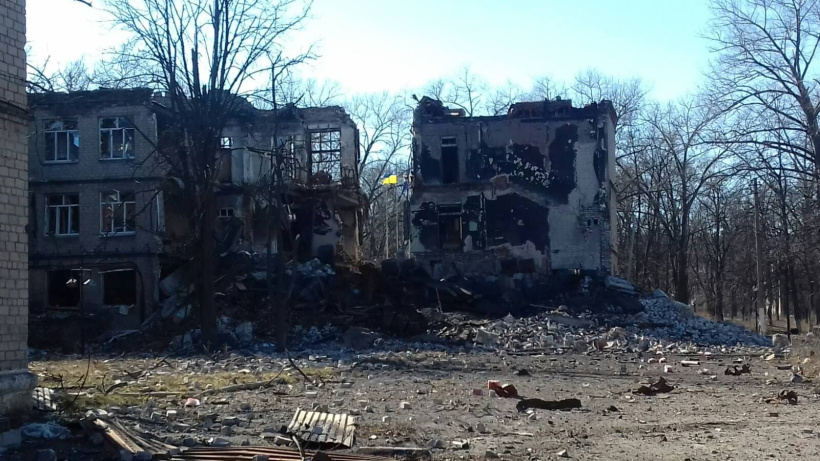
Szkoła w Awdijiwce po rosyjskim ostrzale; jedna osoba zginęła, a dwie zostały ranne.

Ukraiński Sztab podał, że Rosjanie, mimo dużych strat, kontynuowali ataki w kierunkach Łymanu, Bachmutu, Awdijiwki, Marjinki i Szachtarska; siły ukraińskie odparły 100 ataków. W kierunku kupiańskim i łymanskim siły rosyjskie prowadziły nieudane ataki w pobliżu Dworicznej, Hrianykiwki, Newskego, Czerwonopopiwki, Kreminnej, Dibrowej, Biłohoriwki i Berestowego. W kierunku bachmuckim próbowały zdobyć Bachmut; SZ Ukrainy odparły ataki w rejonie Wasiukiwki, Minkiwki, Orichowo-Wasyliwki, Dubowo-Wasyliwki, Bachmutu, Hryhoriwki i Iwanowskiego. W kierunkach awdijiwskim, marjińskim i szachtarskim Rosjanie prowadzili nieudane ataki w okolicy Kamjanki, Awdijiwki, Siewiernego, Pierwomajskiego, Niewelskiego, Marjinki, Pobiedy, Nowomychajliwki i Wuhłedaru. W ciągu doby armia rosyjska przeprowadziła pięć ataków rakietowych, głównie na obiekty infrastruktury cywilnej w obwodzie sumskim i donieckim (odnotowano zabitych i rannych wśród cywilów) oraz 35 nalotów i 76 ostrzałów z wyrzutni rakietowych. Lotnictwo ukraińskie dokonało 10 nalotów na miejsca koncentracji, natomiast artyleria uderzyła w pięć miejsc koncentracji, trzy magazyny amunicji i cztery stacje walki radioelektronicznej. W wyniku ostrzału miejscowości Kutsurub w obwodzie mikołajowskim zginęły dwie osoby, a trzy zostały ranne. Z kolei w Awdijiwce i wsi Znob-Nowhorodśke zginęły kolejne dwie osoby i dwie zostały ranne.
Dowódca wojsk lądowych SZ Ukrainy Ołeksandr Syrski stwierdził, że toczyły się „ciężkie walki” o centrum Bachmutu. Dodał, że Rosjanie „atakowali z kilku kierunków”, aby „nacierać w stronę centralnych dzielnic” miasta.
Według brytyjskiego MON w ostatnich tygodniach rosyjskie niedobory amunicji artyleryjskiej pogłębiły się do tego stopnia, że na wielu odcinkach frontu obowiązywała skrajna reglamentacja pocisków, a Rosja prawdopodobnie przeszła do wydawania starych zapasów amunicji, które wcześniej zostały zakwalifikowane jako niezdatne do użytku. W ocenie ISW rosyjski projekt ustawy zakładający podwyższenie wieku poboru do armii (z 18 do 21 lat i z 27 do 30 lat) świadczył o tym, że władze rosyjskie nie planowały powszechnej mobilizacji. Według doniesień rosyjskie wojsko wykorzystywało nowo utworzone „oddziały szturmowe” na różne sposoby w różnych sytuacjach taktycznych. Tymczasem Rosjanie kontynuowali ataki na całej linii Kupiańsk–Swatowe–Kreminna i osiągnęli marginalne postępy na północny wschód od Kupiańska i na wschód od Siewierska. Siły rosyjskie kontynuowały postępy w Bachmucie i wokół niego oraz kontynuowały ataki na linii frontu w obwodzie donieckim. Z kolei siły ukraińskie nadal przeprowadzały naloty na obszary we wschodnim obwodzie chersońskim. Ponadto rosyjscy okupanci wprowadzali nowe przepisy, aby ograniczyć używanie języka ukraińskiego w placówkach oświatowych.
OSW poinformował, że Rosjanie kontynuowali wypieranie Ukraińców wzdłuż autostrady w kierunku Słowiańska. Trwały walki o kontrolę nad leżącą na południe od niej Orichowo-Wasyliwką, zagradzającą drogę do kanału Doniec–Donbas. Siły rosyjskie bezskutecznie atakowały pozycje ukraińskie na północny wschód od Czasiw Jaru, jednak poczynili niewielkie postępy na południe od niego. W Bachmucie Rosjanie zbliżyli się do centrum miasta, a od północy wkroczyli na teren zakładów metalurgicznych AZOM, będącym jednym z głównych ośrodków obrony ukraińskiej. Armia rosyjska zintensyfikowała także ataki w rejonie Awdijiwki i osiągnęła sukcesy na północ od niej. Trwały walki o Krasnohoriwkę, broniącą dostępu do linii kolejowej, którą dociera zaopatrzenie dla Ukraińców. Rosjanie atakowali również na zachód od Awdijiwki i na jej południowych obrzeżach. Niepowodzeniem zakończyły się ataki na zachód od Doniecka oraz w rejonach Siewierska, Kreminnej i Kupiańska. W pobliżu Kreminnej, na granicy obwodów ługańskiego i charkowskiego oraz donieckiego i zaporoskiego prawdopodobnie uaktywniły się ukraińskie grupy dywersyjno-rozpoznawcze. W rosyjskich atakach rakietowych ucierpiał Słowiańsk, Konstantynówka, Łyman i Zaporoże. Rosyjska artyleria kontynuowała ostrzał wzdłuż linii frontu oraz ostrzeliwała Chersoń i okolice oraz nadmorskie części obwodu mikołajowskiego. Z kolei Ukraińcy ostrzelali m.in. Mariupol oraz położony na zachód Manhusz.

### 14 marca

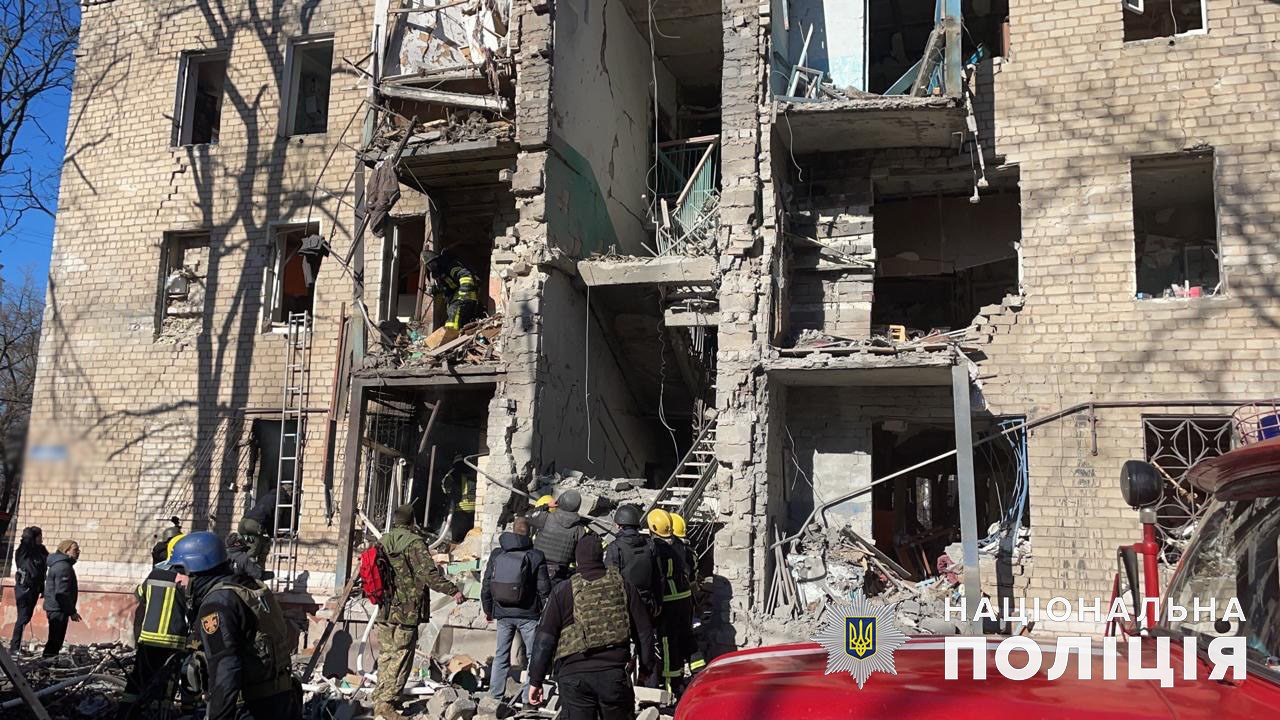
Budynek mieszkalny w Kramatorsku po rosyjskim uderzeniu pociskiem Ch-58. Zginęła jedna osoba, siedem zostało rannych; dziewięć budynków mieszkalnych, przedszkole i biuro banku zostały uszkodzone.

SG Ukrainy poinformował, że Rosjanie kontynuowali próby zajęcia obwodu donieckiego i ługańskiego, w wyniku czego atakowali w kierunkach Łymanu, Bachmutu, Awdijiwki, Marjinki i Szachtarska, gdzie armia ukraińska odparła ponad 90 ataków. W kierunku bachmuckim siły rosyjskie kontynuowały zdobywanie Bachmutu, gdzie trwały walki pozycyjne; siły ukraińskie odparły ataki w okolicy Jahidnego, Chromowego i Orichowo-Wasyliwki. W kierunkach awdijiwskim, marjińskim i szachtarskim Rosjanie prowadzili nieudane ataki w kierunku Kamjanki, Newelskego, Nowokalynowego, Severnego, Perwomajskego, Nowomychajliwki, Pobiedy i Wodiane. W ciągu 24h siły rosyjskie przeprowadziły 12 ataków rakietowych, 40 nalotów i ponad 100 ostrzałów; uderzenia rakietowe miały miejsce m.in. w Kramatorsku, Zatoce i Iwaniwce, gdzie odnotowano zabitych i rannych. Lotnictwo ukraińskie dokonało łącznie 15 nalotów na miejsca koncentracji, stanowiska przeciwlotnicze i inne obiekty; artyleria zaatakowała trzy miejsca koncentracji, trzy punkty kontrolne i stanowisko przeciwlotnicze. Sztab podał również, że w Gorłówce Rosjanie mieli przeprowadzić kolejną falę mobilizacji (ok. 500 osób) w celu uzupełnienia oddziałów tymczasowo wycofanych ze strefy walk w związku z utratą zdolności bojowej. FR zwiększyła liczebność wojsk w obwodzie donieckim, gdzie w ciągu ostatnich kilku dni dodatkowy 1000 żołnierzy stacjonował w okupowanej Jałcie.
Prezydent Wołodymyr Zełenski, po naradzie z ukraiński dowódcami wojskowymi, oświadczył, że jej uczestnicy opowiedzieli się za dalszą obroną Bachmutu; „Po rozpatrzeniu przebiegu operacji obronnej na kierunku bachmuckim wszyscy wchodzący w skład dowództwa naczelnego wyrazili wspólne stanowisko na temat dalszego utrzymania i obrony Bachmutu”. Rosjanie zdołali zająć tereny w północno-wschodniej części miasta i na wschód od Krasnohoriwki.
Według rzecznika Kancelarii Prezydenta FR Dmitrija Pieskowa, „ze względu na obecną pozycję reżimu kijowskiego” Rosja jest zmuszona do kontynuowania działań militarnych na Ukrainie. Z kolei minister obrony Siergiej Szojgu nakazał podwojenie rosyjskiej produkcji pocisków o wysokiej precyzji. Premier Ukrainy Denys Szmyhal poinformował, że ukraiński rząd przeznaczy wszystkie podatki na obronę i bezpieczeństwo, w tym na nowe uzbrojenie i wyposażenie armii. Pieniądze pójdą m.in. na rozwój ukraińskiego przemysłu obronnego, produkcję amunicji, nowe programy rakietowe i wyposażenie armii w drony oraz rozminowywanie obszarów wyzwolonych.
Ministerstwo Obrony Wielkiej Brytanii podało, że władze rosyjskie wprowadzały coraz ostrzejsze ograniczenia w podróżach zagranicznych dla urzędników i pracowników sektora publicznego; niektórzy rosyjscy urzędnicy musieli oddać swoje paszporty FSB, a osoby zatrudnione bliżej centrum władzy stanęły w obliczu bardziej surowych ograniczeń. Zdaniem Ministerstwa „środki te miały prawdopodobnie na celu zapobieżenie ucieczce lub dezercji coraz bardziej niezadowolonych urzędników”. ISW stwierdziło, że przekazanie Ukrainie samolotów MiG-29 przez Polskę wskazuje, że lotnictwo ukraińskie będzie mogło użyć ich podczas kontrofensywy, jeśli zostaną dostarczone na czas. Tymczasem Rosjanie przeprowadzili ograniczone ataki na północny wschód od Kupiańska i wzdłuż linii Swatowe–Kreminna oraz posuwali się naprzód w Bachmucie i kontynuowali ataki wzdłuż linii Awdijiwka–Donieck i w zachodnim obwodzie donieckim. Siły rosyjskie kontynuowały także wzmacnianie w okupowanym obwodzie zaporoskim. Źródła ukraińskie podały, że Rosjanie kontynuowali budowę umocnień wzdłuż granicy rosyjsko-ukraińskiej w celu przygwożdżenia sił ukraińskich do północnych obszarów przygranicznych.
Według Sił Powietrznych USA, dron MQ-9 Reaper rozbił się w międzynarodowej przestrzeni powietrznej nad Morzem Czarnym na skutek zderzenia się z rosyjskim myśliwcem przechwytującym Su-27, w wyniku czego został uszkodzony. Amerykański dron został użyty w ramach rozpoznania powietrznego NATO w związku z rosyjską inwazją na Ukrainę. Siły Powietrzne oskarżyły Rosję o spowodowanie kolizji. Rosyjskie Ministerstwo Obrony wyparło się odpowiedzialności za katastrofę drona i podało, że „naruszyłby strefę tymczasowego reżimu użytkowania przestrzeni powietrznej ustanowioną do przeprowadzenia specjalnej operacji wojskowej na Ukrainie”. Wydarzenie wywołało ponowne napięcia między Rosją a Stanami Zjednoczonymi. Analitycy ISW ocenili, że strącenie amerykańskiego drona przez rosyjski myśliwiec „nie spowoduje eskalacji (wiodącej) do bezpośredniego konfliktu między Rosją i Stanami Zjednoczonymi”.

### 15 marca
Według ukraińskiego Sztabu FR kontynuowała ataki, skupiając się na kierunkach Łymanu, Bachmutu, Awdijiwki, Marjinki i Szachtarska oraz nie zważając na straty; Ukraińcy odparli ponad 75 ataków. W kierunku kupiańskim i łymanskim Rosjanie prowadzili nieudane ataki w okolicy Hrianykiwki, Biłohoriwki i Spirnego. W kierunku bachmuckim nie ustawały próby ataków na Bachmut; siły ukraińskie odparły ataki w rejonie Orichowo-Wasyliwki i Bohdaniwki. W kierunkach awdijiwskim, marjińskim i szachtarskim siły rosyjskie prowadziły bezskuteczne ataki w pobliżu Stepowego, Kamjanki, Awdijiwki, Siewiernego, Perwomajskigo, Niewelskiego, Marjinki i Wuhłedaru. W ciągu doby Rosjanie dokonali trzech ataków rakietowych, w szczególności na infrastrukturę cywilną w Charkowie, oraz 29 nalotów i 79 ostrzałów z systemów rakietowych. Ukraińskie lotnictwo przeprowadziło 16 nalotów na miejsca koncentracji żołnierzy, natomiast artyleria ostrzelała punkt kontrolny, trzy miejsca koncentracji, dwie stacje radarowe, stację walki radioelektronicznej i kompleks rakiet przeciwlotniczych.
Ukraiński polityk Pawło Żebriwski poinformował, że w Bachmucie doszło do przegrupowania; do miasta przybyły formacje ukraińskich sił specjalnych, podległe wywiadowi wojskowemu i inne jednostki przygotowane do prowadzenia walk ulicznych; wcześniej w Bachmucie walczyły oddziały zmechanizowane. Nie było także problemów z zaopatrzeniem, ponieważ kontrolowano dwie drogi do miasta, trasę do Czasiw Jaru i Konstantynówki oraz jedną drogę gruntową; trasa do Słowiańska nie mogła być wykorzystywana ze względu na rosyjski ostrzał. Według Żebriwskiego ewentualne wycofanie wojsk z Bachmutu nie oznaczałoby szybkiej ofensywy Rosjan w Donbasie, „ponieważ za Bachmutem została przygotowana druga linia obrony”. W opinii ISW walki o każdy dom w Bachmucie i próba okrążenia miasta postępowały powolnie. Eksperci uznali informację o zdobyciu wioski Zaliznianśke, 9 km na północny zachód od Bachmutu, za znak, że najemnicy Wagnera, których szef Prigożyn od wielu dni narzekał na brak amunicji, mogli przejmować tylko odległe cele, które nie przyspieszyły okrążenia miasta.
Podczas wideokonferencji Grupy Kontaktowej ds. Obrony Ukrainy sekretarz obrony USA Lloyd Austin poinformował, że do tej pory dziewięć krajów zobowiązało się dostarczyć Ukrainie ponad 150 czołgów Leopard 2. Ukroboronprom, z pomocą „kraju NATO”, rozpoczął produkcję amunicji gładkolufowej 125 mm do ukraińskich czołgów z czasów sowieckich. Produkowane były również pociski moździerzowe 120 mm oraz pociski artyleryjskie 122 mm i 152 mm. Produkcja pocisków była rozproszona w wielu miastach. Była to część większych wysiłków podejmowanych przez Ukrainę w celu produkcji amunicji, ponieważ zachodni darczyńcy sięgnęli do własnych zapasów.
Brytyjskie MON podało, że w ciągu ostatniego tygodnia rosyjskie próby szturmu na Wuhłedar prawdopodobnie zwolniły, jednak rosyjskie wojsko może chcieć je kontynuować ze względu na rywalizację z Grupą Wagnera, robiącą postępy w Bachmucie. W opinii ISW tempo ofensywy rosyjskiej na wschodzie Ukrainy spowolniło; m.in. ofensywa „w obwodzie ługańskim prawdopodobnie zbliża się do maksymalnego punktu, jeśli już go nie osiągnęła, aczkolwiek Rosja zaangażowała na linii Swatowe–Kreminna większość elementów co najmniej trzech dywizji”. W zeszłym tygodniu siły rosyjskie osiągnęły „minimalne zdobycze wzdłuż całej linii frontu w obwodzie ługańskim”, z kolei Ukraińcy zdołali „przeprowadzić kontrataki i odzyskać terytoria” w tym obwodzie. Według źródeł ukraińskich spadła także ilość ataków na oblegany przez Rosjan Bachmut, a ogólna ofensywa Grupy Wagnera na miasto zbliża się do kulminacji. Ponadto władze rosyjskie prawdopodobnie zleciły rosyjskiemu Ministerstwu Obrony rekrutację 400 tys. żołnierzy kontraktowych, począwszy od 1 kwietnia br. Tymczasem Rosjanie kontynuowali posuwanie się w okolicach Bachmutu i przeprowadzali ataki wzdłuż linii Awdijiwka–Donieck oraz przeprowadzili ograniczone ataki na linii Swatowe–Kreminna. Z kolei ukraińscy partyzanci zabili rosyjskiego kolaboranta podczas ataku IED w Melitopolu. Według Międzynarodowej Agencji Energetycznej dochody Rosji ze sprzedaży ropy spadły w ciągu roku o 42%.

### 16 marca
SG poinformował, że Rosja skupiała się na atakach w kierunkach Łymanu, Bachmutu, Awdijiwki, Marjinki i Szachtarska, gdzie siły ukraińskie odparły ponad 70 ataków. W kierunku kupiańska i łymanska Rosjanie prowadzili nieudane ataki w rejonach Hrianykiwki, Kreminnej, Werchniokamjanśkego i Spirnego. W kierunku bachmuckim próbowali atakować Bachmut, natomiast Ukraińcy odparli ataki w pobliżu Orichowo-Wasyliwki, Bachmutu, Iwaniwskiego i Hryhoriwki. W kierunkach awdijiwskim, marjińskim i szachtarskim siły rosyjskie prowadziły bezskuteczne ataki w okolicy Kamjanki, Awdijiwki, Pierwomajskiego, Niewelskiego i Marjinki. W ciągu 24h Rosjanie przeprowadzili pięć ataków rakietowych, 18 nalotów i 73 ostrzały z wyrzutni rakietowych. Lotnictwo ukraińskie dokonało siedmiu nalotów na miejsca koncentracji, a artyleria trafiła w pięć punktów kontrolnych, pięć miejsc koncentracji, magazyn paliwa i smarów, dwie stacje radiolokacyjne, stację walki radioelektronicznej i przeciwlotniczy kompleks rakietowy. Sztab podał także, że nadal trwało przymusowe paszportowanie ludności w obwodzie zaporoskim; głównie w Melitopolu władze okupacyjne wraz z rosyjską Federalną Służbą Podatkową zabroniły jakichkolwiek płatności i rozliczeń obywatelom nieposiadającym rosyjskiego numeru podatnika, który można otrzymać jedynie posiadając paszport FR. Rosyjscy żołnierze ostrzelali Konstantynówkę z wyrzutni rakietowych 9A52-4 Tornado i BM-27 Uragan, w wyniku czego sześć osób zostało rannych, w tym zagraniczny ochotnik, oraz uszkodzonych zostało ponad 20 domów, szkoła i inne obiekty cywilne.
Brytyjskie Ministerstwo Obrony potwierdziło informacje ukraińskich mediów i zachodnich analityków, że Rosjanie uzyskali przyczółki na zachód od rzeki Bachmutka, w pobliżu centrum Bachmutu. W ciągu dnia Rosjanie 42 razy próbowali atakować pozycje ukraińskie pod Bachmutem, Orichiwem, Wasyliwką, Bohdaniwką i Iwaniwskim; tylko w okolicy Bachmutu doszło do 24 starć. W kierunku bachmuckim pozycje ukraińskie zostały ostrzelane 256 razy (sam Bachmut 53 razy) z artylerii różnego typu i z systemów rakietowych. Według przedstawiciela misji Wielkiej Brytanii przy OBWE Iana Stubbsa, od maja 2022 roku w okolicach Bachmutu zginęło lub zostało rannych 20–30 tys. rosyjskich żołnierzy. W tym samym czasie Rosjanie posunęli się naprzód o ok. 25 km, co oznaczało co najmniej 800 zabitych na każdy kilometr.
Polska ogłosiła, że w najbliższych dniach dostarczy Ukrainie cztery samoloty MiG-29. Pozostała część polskiej floty MiG-29 była serwisowana, aby także była gotowa do przekazania w późniejszym czasie. Całkowita liczba samolotów do wysłania nie jest jasna, ponieważ różne źródła podawały od 11 do wszystkich.
Prezydent Wołodymyr Zełenski oświadczył, że „rosyjska agresja zbliża się do momentu, w którym może się załamać”. Według brytyjskiego wywiadu i amerykańskich analityków wojskowych, rosyjskie ofensywy straciły na intensywności ze względu na duże straty w żołnierzach i zasobach; skala działań rosyjskich była najniższa co najmniej od stycznia, a w dłuższej perspektywie Rosjanie będą musieli wybierać pomiędzy prowadzeniem ataków a obroną. Ukraiński pułkownik Ołeksij Dmytraszkiwski poinformował, że liczba codziennych rosyjskich ataków na froncie spadła z 90–100 do 20–29.
Sąd Najwyższy Federacji Rosyjskiej wydał zakaz działalności Legionu Wolności Rosji. Jednostka, która została wcielona do ukraińskich Sił Zbrojnych, została również zaklasyfikowana przez władze rosyjskie jako „organizacja terrorystyczna”. Według ISW rosyjska FSB próbowała spenetrować rosyjską bazę przemysłu obronnego w sposób przypominający zaangażowanie KGB w radziecką bazę wojskową i przemysłową. Zachodnie agencje informacyjne potwierdziły, że chińskie firmy sprzedawały nieokreślonym rosyjskim podmiotom sprzęt wojskowy i podwójnego zastosowania. Sprzedaż była niewielka, ale mogła złagodzić obciążenie rosyjskiego przemysłu obronnego i obejść zachodnie próby ograniczenia rosyjskiego dostępu do mikroczipów. Tymczasem siły rosyjskie przeprowadziły ograniczone ataki na północny wschód od Kupiańska i wzdłuż linii Swatowe–Kreminna oraz kontynuowały ataki w okolicach Bachmutu, wzdłuż linii Awdijiwka–Donieck i w zachodnim obwodzie donieckim. Źródła rosyjskie donosiły, że siły ukraińskie przeprowadziły zlokalizowane ataki w obwodzie zaporoskim. Natomiast źródła ukraińskie podały, że Rosjanie zwiększyli swoją obecność na Morzu Czarnym.

### 17 marca

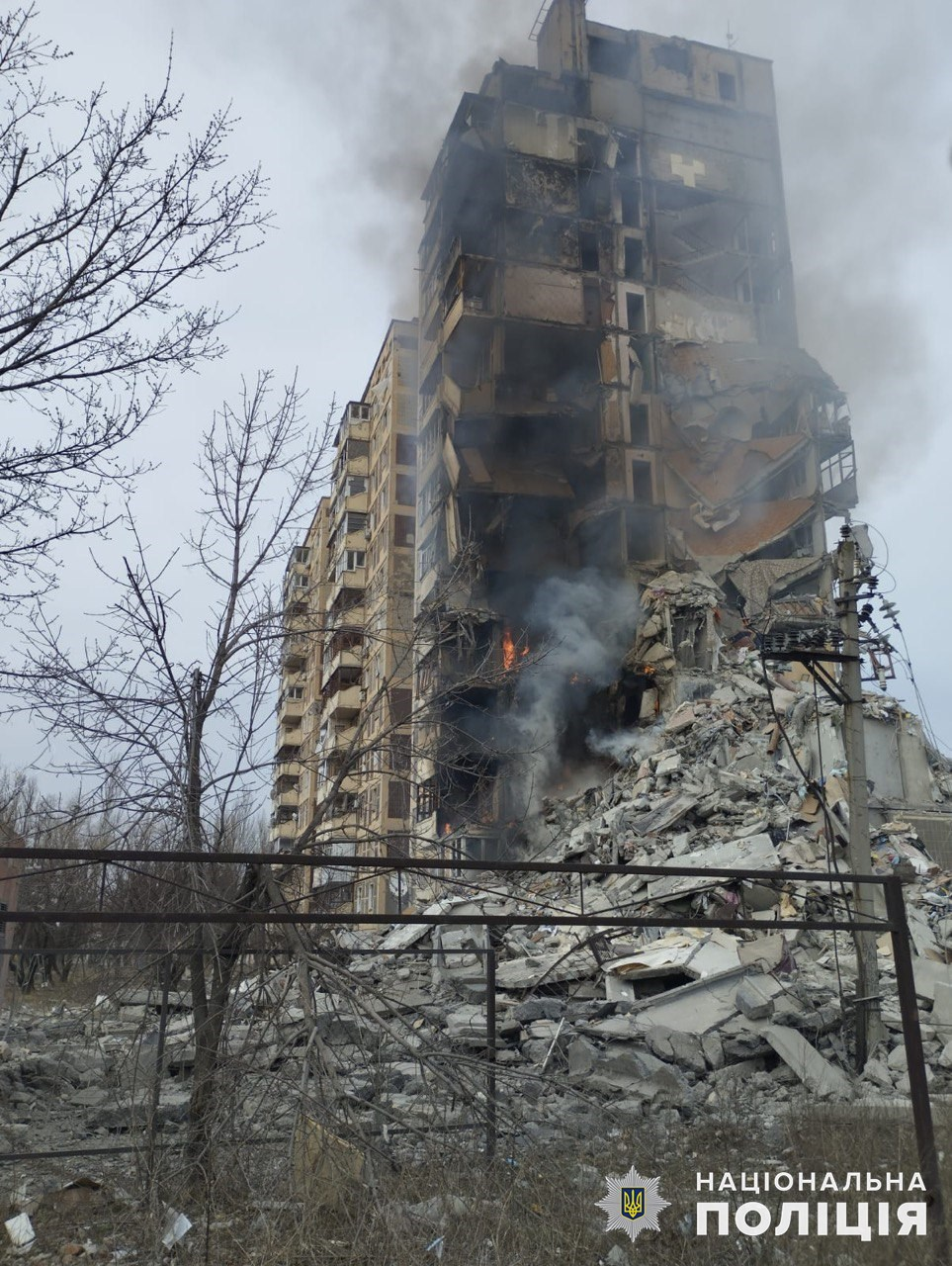
Najwyższy budynek mieszkalny w Awdijiwce po rosyjskim ostrzale i nalocie.

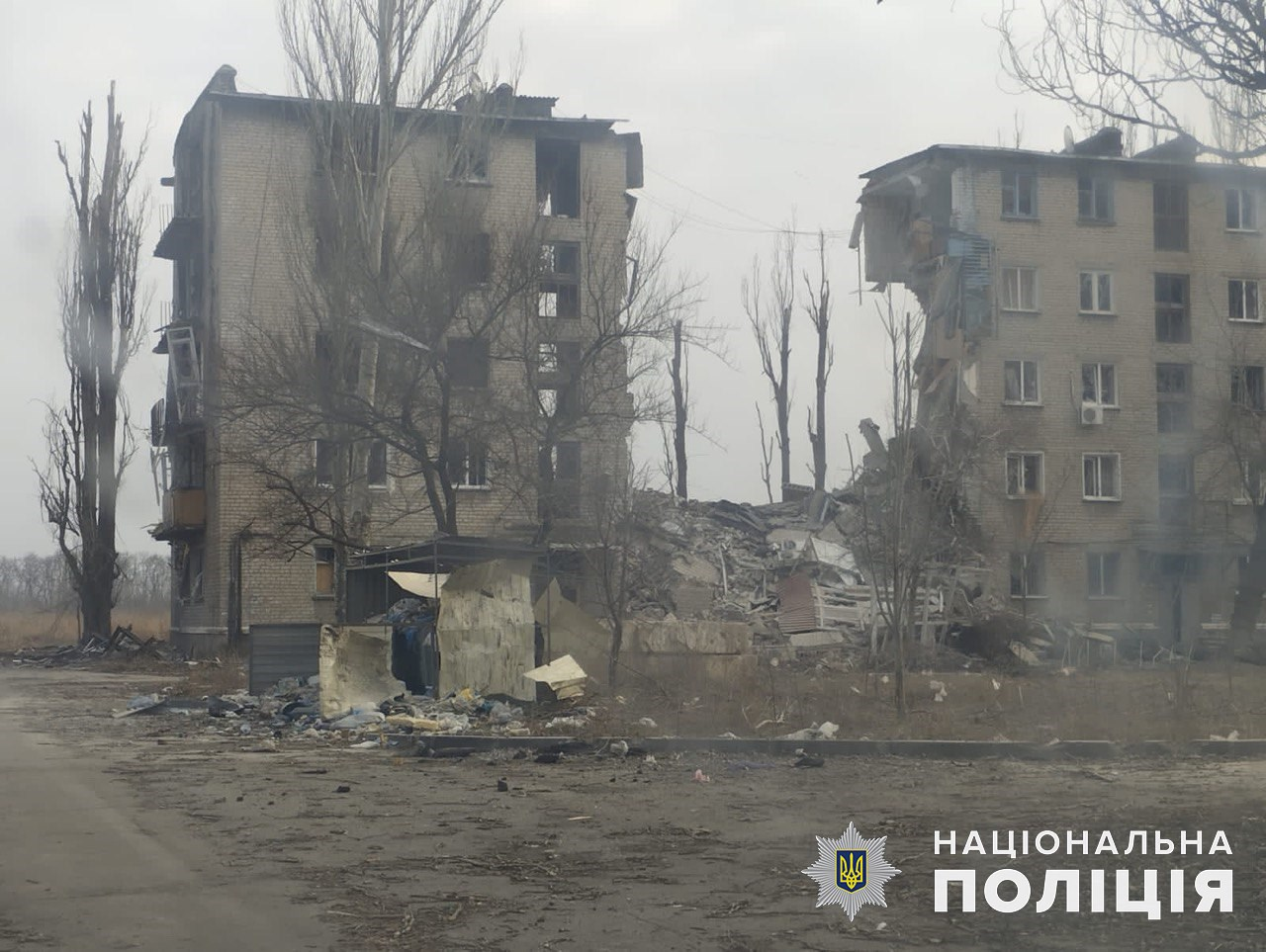
Awdijiwka po rosyjskim ostrzale i nalocie.

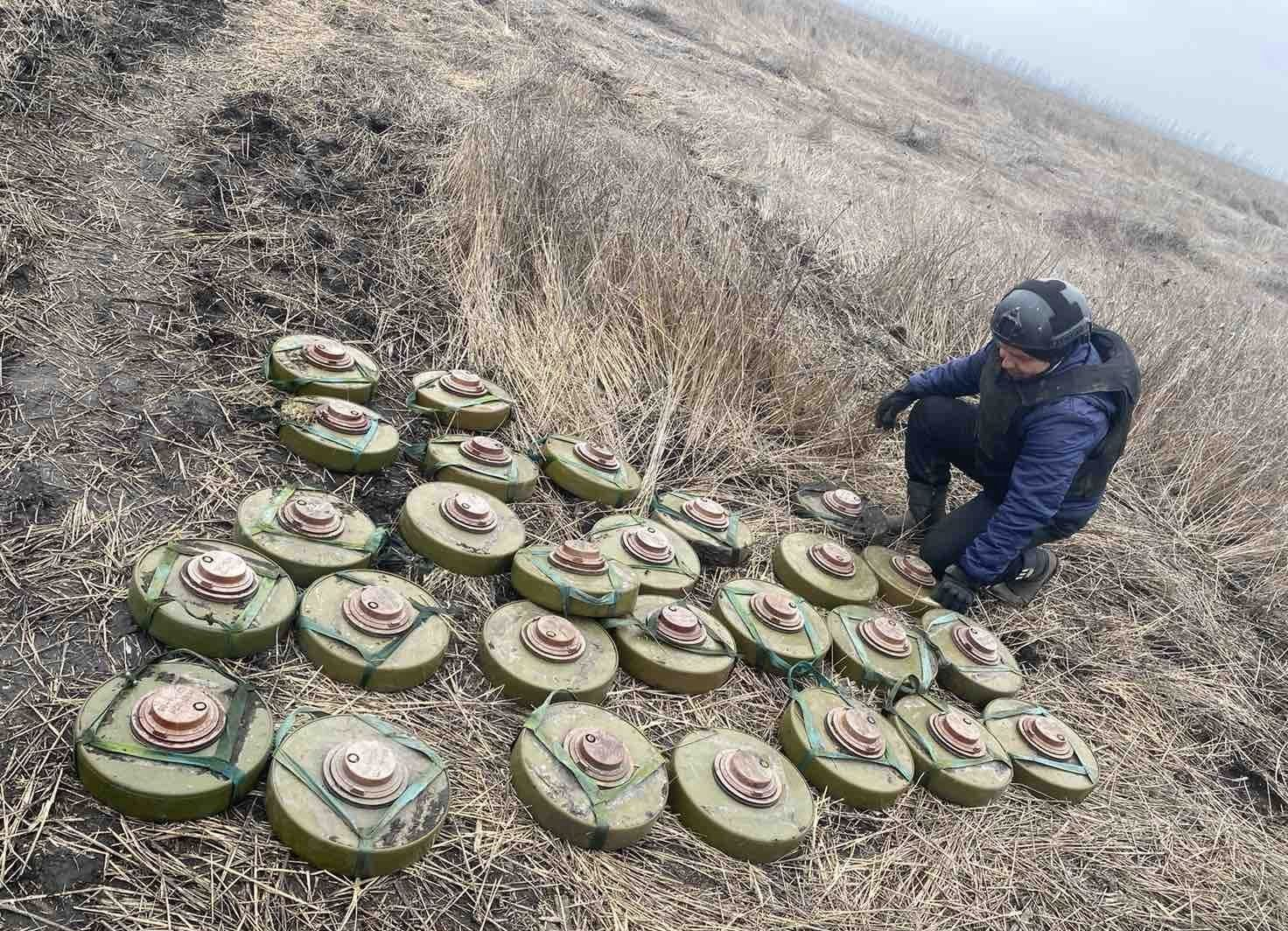
Miny przeciwpancerne zebrane do utylizacji przez DSNS w obwodzie charkowskim. Służby poinformowały o znalezieniu 69 obiektów w regionie w dniu 17 marca br. oraz 52 928 obiektów w całym okresie od 8 września 2022 roku.

Według ukraińskiego Sztabu siły rosyjskie koncentrowały się na atakach w kierunkach Łymanu, Bachmutu, Awdijiwki, Marjinki i Szachtarska, gdzie odparto ponad 100 ataków. W kierunku bachmuckim Rosjanie w dalszym ciągu atakowali Bachmut; w tym samym czasie SZ Ukrainy odparły ataki w okolicy Kliszczijiwki i Iwaniwskiego. W kierunkach awdijiwskim, marjińskim i szachtarskim siły rosyjskie prowadziły nieudane ataki w kierunku Kamjanki, Newelskego, Awdijiwki, Marjinki i Pierwomajskiego. W ciągu ostatniej doby Rosjanie przeprowadzili jeden atak rakietowy, 57 ostrzałów i 34 naloty, w tym 11 za pomocą dronów Shahed 136 (10 zestrzelono); jeden trafił w obiekt infrastruktury przemysłowej. Lotnictwo ukraińskie dokonało sześciu uderzeń na miejsca koncentracji, z kolei artyleria zaatakowała dwa miejsca koncentracji i jedno stanowisko przeciwlotnicze. SG poinformował również, że władze okupacyjne w obwodzie ługańskim ogłosiły rozpoczęcie dużych ćwiczeń wojskowych z udziałem całej poborowej populacji męskiej ze Starobielska, Szczastii, Nowego Ajdaru, Nowopskowa i Nyżniotepłego, którzy mieli paszporty z napisami „ŁRL” i „Federacja Rosyjska”; w ten sposób Rosjanie próbowali ukryć mobilizację w tych miejscowościach. Ponadto pomiędzy Iszuniem i Wojinką na terytorium Krymu rozpoczęto budowę umocnień i okopów; w pracach brała przymusowo udział ludność cywilna. Siły rosyjskie przeprowadzili cztery naloty na Awdijiwkę, gdzie zginęły dwie osoby, a osiem zostało rannych.
W godzinach wieczornych Rosjanie zaatakowali dronami Shahed 136 w rejonie Kijowa i Dniepru. Trafienia odnotowano w obiektach infrastruktury krytycznej w Nowomoskowsku. Obrona przeciwlotnicza poinformowała, że zniszczono 11 z 16 dronów. Atak został przeprowadzony z dwóch kierunków, ze wschodniego wybrzeża Morza Azowskiego i obwodu briańskiego.
Premier Słowacji Eduard Heger zapowiedział przekazanie Ukrainie 13 myśliwców MiG-29 z zapasów Słowacji; odrzutowce były jednak w różnym stanie gotowości do wysłania.
W ocenie ISW podczas wizyty w Rosji (20–22 marca) Xi Jinping prawdopodobnie chciał przedyskutować z Władimirem Putinem i urzędnikami rosyjskimi możliwości uchylania się od sankcji, aby wesprzeć sprzedaż do Rosji oraz zaopatrzenie w chiński sprzęt. Ponadto wizyta Xi w Moskwie będzie prawdopodobnie sposobem „promowania chińskich starań, których celem jest przedstawianie Chin jako bezstronnego mediatora” w negocjacjach pomiędzy Rosją i Ukrainą. Tymczasem Rosjanie przeprowadzili ograniczone ataki na linii Kupiańsk–Swatowe–Kreminna oraz kontynuowali ataki w Bachmucie i jego okolicach. Kontynuowano także ataki na obrzeżach Doniecka. Źródła rosyjskie podały, że siły rosyjskie odparły ataki ukraińskie wzdłuż linii frontu na południu Ukrainy.
Według OSW Rosjanie osiągnęli postępy po obu stronach autostrady w kierunku Słowiańska. Wojska ukraińskie powstrzymały siły rosyjskie na północny wschód i na południe od Czasiw Jaru, lecz miały coraz większe problemy z dostarczaniem zaopatrzenia do Bachmutu, w którym Rosjanie także odnotowali postępy w kierunku centrum miasta. Po zajęciu przez Rosjan Krasnohoriwki na północ od Awdijiwki trwały starcia w rejonie linii kolejowej, będącej główną trasą zaopatrzenia miasta. Siły ukraińskie odparły próby ataków rosyjskich na zachód od Doniecka, na południowych obrzeżach Wuhłedaru i na północny wschód od Kupiańska. Nieznana była sytuacja pomiędzy Kreminną a Łymanem, gdzie walki toczyły się po wschodniej stronie rzeki Żerebeć. Kierunki ataków Rosjan wskazywały na tworzenie się łuku na południe, wschód i północ od Siewierska. Według źródeł rosyjskich Ukraińcy podjęli próbę rozpoznania bojem w dwóch kierunkach na południe od Orichiwa. Rosjanie przeprowadzali ataki rakietowe na zaplecze ukraińskie w północno-zachodnim obwodzie donieckim; głównym celem był Kramatorsk. Artyleria rosyjska kontynuowała ostrzał wzdłuż linii frontu, głównie Konstantynówki. Celami rosyjskiego ostrzału był także Chersoń i okoliczne miejscowości oraz okolice Oczakowa. Z kolei Ukraińcy ostrzelali m.in. instalacje wojskowe w Doniecku i w pobliżu Mariupola.
Międzynarodowy Trybunał Karny wydał nakazy aresztowania prezydenta Rosji Władimira Putina i komisarz ds. praw dziecka w Rosji, Mariji Lwowej-Biełowej. Sąd karny zarzucał obu osobom odpowiedzialność za bezprawną deportację ukraińskich dzieci do Rosji i popełnienie w związku z tym zbrodni wojennych. Rzecznik Dmitrij Pieskow stwierdził, że Rosja nie uznaje jurysdykcji Międzynarodowego Trybunału Karnego i tego rodzaju decyzje są dla Rosji nieistotne.

### 18 marca

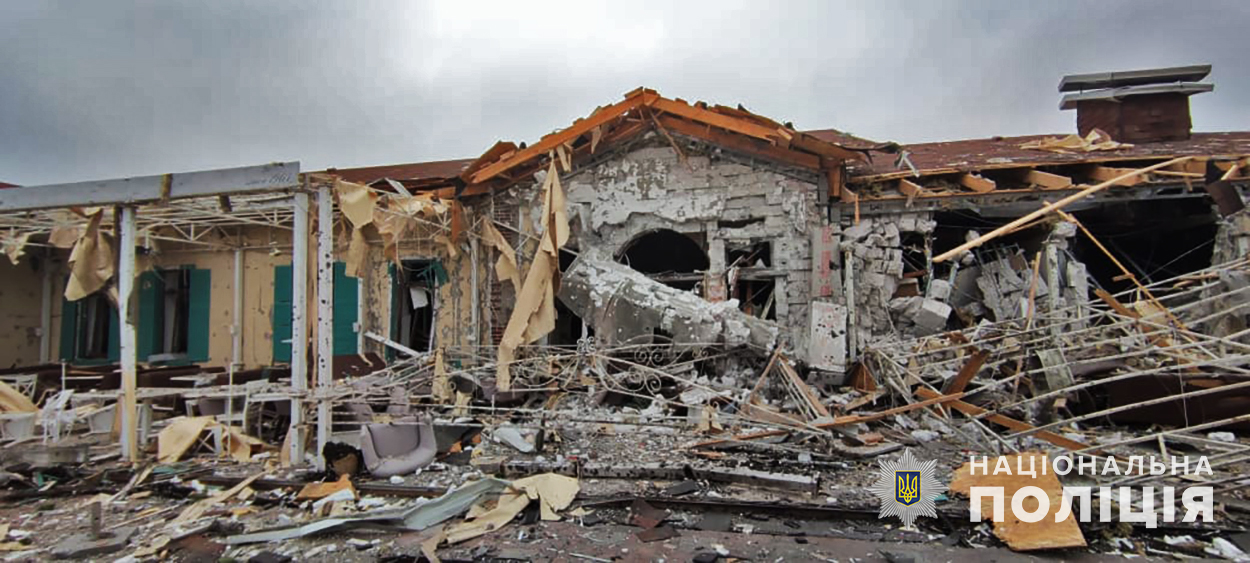
Restauracja „Monica Bellucci” w Zaporożu po rosyjskim ostrzale ok. 3:15.

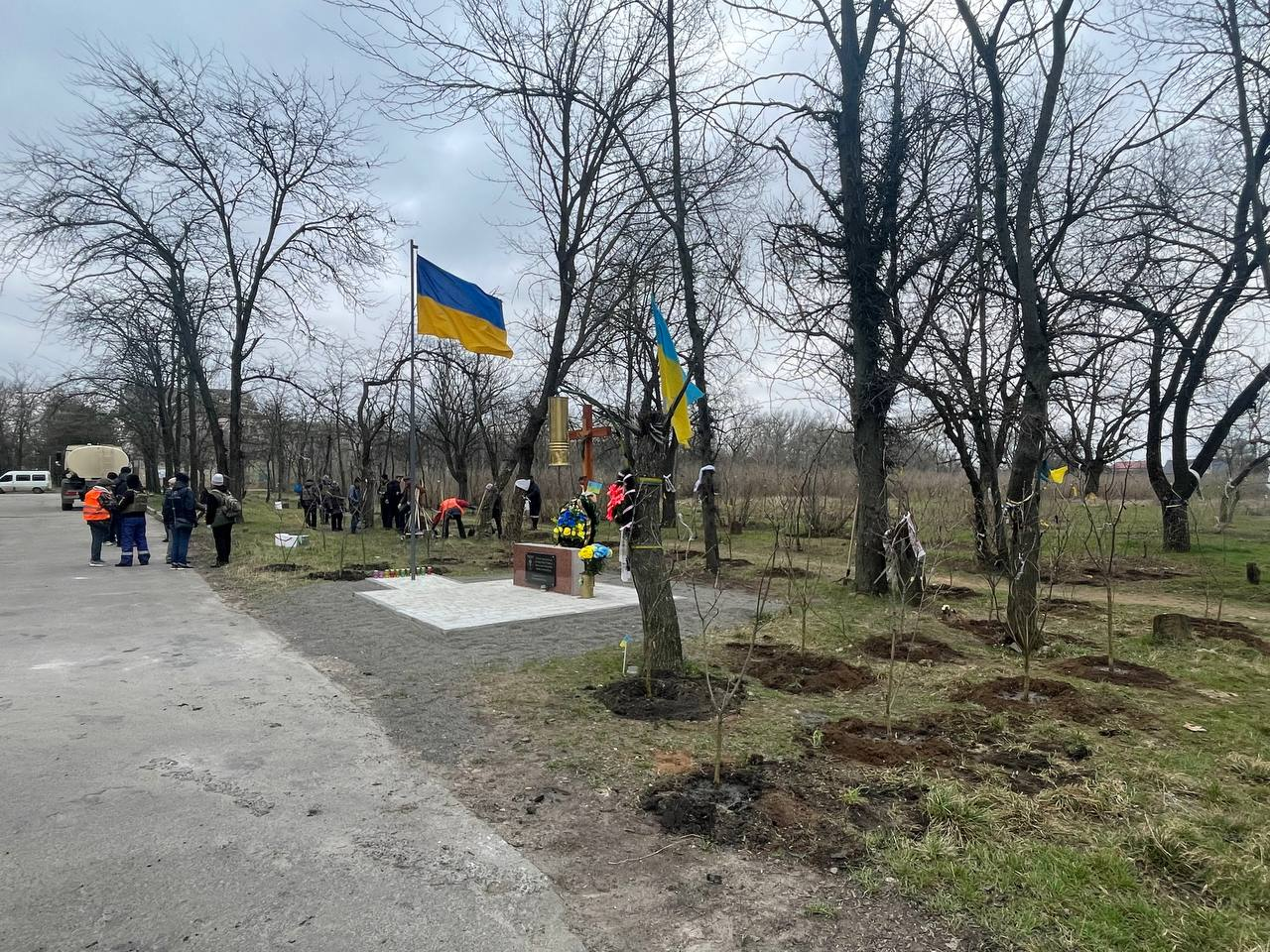
Pomnik żołnierzy obrony terytorialnej Chersonia, którzy wyszli z lekką bronią przeciwko rosyjskiemu konwojowi wojskowemu 1 marca 2022 roku.

Sztab Ukrainy podał, że Rosjanie skupiali się na atakach w kierunkach Łymanu, Bachmutu, Awdijiwki, Marjinki i Szachtarska, gdzie Ukraińcy odparli 83 ataki; Bachmut pozostawał „epicentrum działań wojennych”. W kierunku kupiańskim i łymanskim siły rosyjskie prowadziły nieudane ataki w okolicy Kreminnej, Dibrowej, Wierchnokamianskiego i Spirnego. W kierunku bachmuckim Ukraińcy odparli liczne ataki w północnej części Bachmutu oraz w rejonie Orihowo-Wasyliwki, Hryhoriwki i Bohdaniwki. W kierunkach awdijiwskim, marjińskim i szachtarskim Rosjanie prowadzili bezskuteczne ataki w pobliżu Krasnohoriwki, Kamjanki, Awdijiwki, Wodiane, Pierwomajskiego i Marjinki, którą atakowano 15 razy. W ciągu doby armia rosyjska przeprowadziła 11 ataków rakietowych, w tym cztery na obiekty cywilne w Zaporożu, oraz 16 nalotów i 99 ostrzałów z systemów rakietowych. Ukraińskie lotnictwo dokonało 10 nalotów na miejsca koncentracji, natomiast artyleria uderzyła w siedem miejsc koncentracji wojsk. Rosjanie ostrzelali Kramatorsk za pomocą amunicji kasetowej, w wyniku czego dwie osoby zginęły, a pięć zostało rannych. Sześć dronów Shahed 136 zaatakowało obwód lwowski, a trzy zostały zestrzelone przez ukraińską obronę przeciwlotniczą. Trzy kolejne drony uderzyły w budynki niemieszkalne w Jaworowie.
W Bachmucie sytuacja wojsk ukraińskich była trudna, jednak w ciągu ostatniej doby przeprowadziły one ograniczone kontrataki na północy i południu oraz zlikwidowały próby przejścia na zachód przez Bachmutiwkę, co ustabilizowało sytuację. Straty w mieście były wysokie po obu stronach. Rzecznik Wschodniego Zgrupowania Wojsk Serhij Czerewaty stwierdził, że Ukraińcy zdołali powstrzymać pod miastem rosyjskie oddziały, w wyniku czego udawało się „dostarczać do Bachmutu niezbędną amunicję, żywność, sprzęt i lekarstwa. Udawało nam się również wywozić rannych z miasta”.
Według brytyjskiego MON decyzja okupacyjnej administracji obwodu zaporoskiego, aby uznać Melitopol za „stolicę” regionu, świadczyła o niewielkich szansach Rosjan na zajęcie Zaporoża. Zdaniem Ministerstwa Rosjanie byli świadomi, że „zajęcie 700-tysięcznego miasta, położonego ok. 35 km od linii frontu, prawdopodobnie okaże się niemożliwe”. W opinii ISW Jewgienij Prigożyn, szef Grupy Wagnera, próbował usprawiedliwić niezdolność swoich sił do otoczenia Bachmutu, mówiąc m.in. o planowanej ukraińskiej kontrofensywie „na pięciu kierunkach”; jednocześnie „Prigożyn mógł sugerować, że rosyjska ofensywa na Ukrainie była bliska wygaśnięcia”. Rzeczniczka rosyjskiego MSZ Marija Zacharowa powtórzyła, że Rosja nie porzuciła swoich maksymalistycznych celów na Ukrainie. Tymczasem siły rosyjskie przeprowadziły ograniczone ataki wzdłuż linii Kupiańsk–Swatowe–Kreminna, w okolicach Bachmutu i na obrzeżach Doniecka. Rosjanie w dalszym ciągu tworzyli umocnienia obronne wzdłuż linii komunikacyjnych na Krymie i w jego pobliżu. Ponadto rosyjskie władze okupacyjne kontynuowały starania o rusyfikację Ukraińców na zajętych terenach.
Amerykański wywiad potwierdził, że na Ukrainie użyto chińskiej amunicji. Podejrzewano także, że używały jej siły rosyjskie. Rodzaj amunicji nie został określony. Nie wiadomo, czy Chiny bezpośrednio dostarczyły amunicję, czy też została ona od Chin zakupiona. Inny raport wskazywał, że chińska firma, powiązana z chińskim rządem, dostarczyła siłom rosyjskim 1000 karabinów szturmowych, kamizelki kuloodporne i części do dronów.
Prezydent Turcji Recep Tayyip Erdoğan oświadczył, że inicjatywa czarnomorska ws. zboża między Ukrainą a Rosją, która miała wygasnąć 18 marca br., została przedłużona.

### 19 marca
Według SG Ukrainy Rosja kontynuowała ataki w kierunkach Łymanu, Bachmutu, Awdijiwki, Marjinki i Szachtarska, gdzie Ukraińcy odparli 69 ataków. W kierunku kupiańskim i łymanskim siły rosyjskie przeprowadziły nieudane ataki w pobliżu Nowoseliwskiego, Kreminnej i Biłohoriwki. W kierunku bachmuckim Ukraińcy odparli ataki w rejonie Bachmutu, Iwaniwskiego, Bohdaniwki i Hryhoriwki. W kierunkach awdijiwskim, marjińskim i szachtarskim Rosjanie prowadzili nieudane ataki w okolicy Kamjanki, Awdijiwki, Siewiernego, Wodiane, Berdyczowa i Marjinki. Armia rosyjska przeprowadziła sześć ataków rakietowych, 13 nalotów i 56 ostrzałów z wyrzutni rakietowych, w szczególności na infrastrukturę cywilną w obwodzie donieckim i zaporoskim (odnotowano zabitych i rannych wśród cywili). Lotnictwo Ukrainy uderzyło w trzy systemy przeciwlotnicze Buk-M1-2, w siedem miejsc koncentracji i magazyny amunicji; artyleria ostrzelała przeciwlotniczy system rakietowy Tor, trzy miejsca koncentracji i trzy stacje walki radioelektronicznej. Sztab podał także, że obwodzie chersońskim Rosjanie grozili obywatelom karami za brak rosyjskiego paszportu; m.in. w punktach kontrolnych grożono miejscowej ludności bezprawnym pozbawieniem wolności i aktami przemocy w przypadku braku rosyjskich paszportów podczas kontroli dokumentów. Wojska rosyjskie za pomocą BM-21 Grad ostrzelały budynek mieszkalny w Kamieńsku w obwodzie zaporskim, w wyniku czego zginęły trzy osoby, a dwie zostały ranne. Z kolei przedstawiciel rady obwodu chersońskiego Serhij Khlan poinformował, że ukraińska armia przeprowadziła atak rakietowy na wieś Nowotrojićke (niedaleko od miasta Geniczesk) niemal 100 km za linią frontu, niszcząc rosyjską bazę wraz ze sprzętem i personelem; w ataku zginęło ok. 90 rosyjskich żołnierzy.
Brytyjskie Ministerstwo Obrony podało, że w ciągu ostatnich trzech tygodni Rosjanie w bardzo wolnym tempie zrobili niewielkie postępy wokół Awdijiwki, wciąż bronionej przez siły ukraińskie. Zdaniem Ministerstwa „pod względem taktycznym sytuacja była zbliżona do tej wokół położonego bardziej na północ Bachmutu. Wojska ukraińskie kontynuowały zorganizowaną obronę miasta, ale ich linie zaopatrzeniowe na zachód były coraz bardziej zagrożone przez operację Rosjan, zmierzającą do okrążenia” miasta. Atak na okolice Awdijiwki był prowadzony głównie przez 1 Korpus Armijny DRL, czyli żołnierzy pochodzących z tych terenów. Według ISW w ostatnich tygodniach tempo rosyjskich ataków na Ukrainie zmalało, co może oznaczać, że wiosenna ofensywa wkrótce wygaśnie. Tymczasem Ukraińcy przeprowadzili lokalny kontratak na zachód od Bachmutu; jednocześnie po stronie rosyjskiej podniosły się głosy obawiające się poważnej kontrofensywy sił ukraińskich mającej na celu odbicie części miasta. Rzecznik SZ Ukrainy Serhij Czerewaty potwierdził, że Rosjanie przeprowadzili 25 ataków w rejonie Bachmutu, ale osiągnęli jedynie niewielkie zdobycze terytorialne w pobliżu Bohdaniwki. Siły rosyjskie kontynuowały ograniczone ataki wzdłuż linii Kupiańsk–Swatowe–Kreminna oraz wzdłuż obrzeży Doniecka, jednocześnie dokonując niewielkich postępów. Rosjanie kontynuowali także tworzenie umocnień obronnych na całej południowej Ukrainie.
Według Financial Times państwa EU zajmujące się produkcją amunicji borykały się z niedoborem prochu strzelniczego, materiałów wybuchowych i trotylu, co mogło zagrozić realizacji planu zwiększenia dostaw amunicji dla Ukrainy, w tym pocisków artyleryjskich 155 mm.

### 20 marca
Sztab Ukrainy podał, że Rosjanie koncentrowali się główne na atakach w kierunkach Łymanu, Bachmutu, Awdijiwki, Marjinki i Szachtarska; siły ukraińskie odparły 120 ataków. W kierunku bachmuckim siły rosyjskie nadal atakowały Bachmut, z kolei Ukraińcy odparli ataki w pobliżu Bohdaniwki, Iwaniwskiego, Predteczynego i Piwnicznego. W kierunkach awdijiwskim, marjińskim i szachtarskim Rosjanie prowadzili nieudane ataki w okolicy Berdyczowa, Awdijiwki, Siewiernego, Pierwomajskiego i Nowomychajliwki. W ciągu 24h siły rosyjskie przeprowadziły 21 nalotów, 57 ostrzałów z wyrzutni rakietowych oraz dziewięć ataków rakietowych, m.in. na infrastrukturę cywilną Słowiańska i Kramatorska (nie odnotowano ofiar wśród cywilów). Lotnictwo ukraińskie dokonało 12 nalotów na miejsca koncentracji wojsk, a artyleria zaatakowała kolejne trzy rejony koncentracji. Ukraiński wywiad wojskowy poinformował, że w dalszym ciągu spadała częstotliwość rosyjskich ataków rakietowych, co wynikało z rosnącego wyczerpywania się arsenału pocisków. Około 22:00 został przeprowadzony masowy nalot dronów na Dżankoj na Krymie. Ukraińskie Ministerstwo Obrony poinformowało, że rosyjskie pociski manewrujące Kalibr, przeznaczone dla Floty Czarnomorskiej, zostały zniszczone podczas transportu kolejowego w Dżankoju. Rosja stwierdziła, że zestrzelono ukraińskie drony na Krymie.
Stany Zjednoczone zapowiedziały kolejny pakiet pomocy wojskowej dla Ukrainy w wysokości 350 milionów dolarów, który będzie obejmował m.in. amunicję do M142 HIMARS, pociski artyleryjskie 155 mm i przeciwradarowe AGM-88 HARM, systemy moździerzowe 81 mm i 60 mm z amunicją oraz broń przeciwpancerną AT-4. Unia Europejska ogłosiła, że zatwierdzono trójfazowy plan działania, mający na celu dostarczenie Ukrainie w ciągu najbliższych 12 miesięcy co najmniej milion pocisków artyleryjskich o wartości dwóch miliardów euro. Norwegia poinformowała, że dostarczyła Ukrainie osiem ze swoich 36 czołgów Leopard 2A4. Norwegia zapowiedziała także, że dostarczy do czterech pojazdów eskortujących oraz amunicję i części zamienne.
W opinii ISW Xi Jinping spotkał się z Władimirem Putinem i przedstawił powściągliwą wizję stosunków rosyjsko-chińskich. Putin wzmagał także próby zmobilizowania reszty świata przeciwko Zachodowi. Tymczasem źródła rosyjskie twierdziły, że siły ukraińskie i rosyjskie prowadziły ataki na północny wschód od Kupiańska. Rosjanie kontynuowali niewielkie postępy w okolicach Bachmutu, a w południowej części miasta posunęli się do ulicy Korsunskogo. Wojska rosyjskie kontynuowały także ataki w pobliżu Swatowego i Kreminnej oraz wzdłuż linii Awdijiwka–Donieck, gdzie osiągnęli marginalne postępy w pobliżu Awdijiwki. Źródła rosyjskie donosiły, że Rosjanie budowali umocnienia i odpierali ukraińskie działania rozpoznawcze w obwodzie zaporoskim.
Według OSW Ukraińcy powstrzymali rosyjski atak wzdłuż autostrady M03, a walki utknęły na podejściach do wzniesień odgradzających Rosjan od Słowiańska i Kramatorska. Odepchnięto także siły rosyjskie od drogi Chromowe–Czasiw Jar, jednak nie wpłynęło to na zwiększenie możliwości zaopatrywania Bachmutu. Ukraińcy skutecznie blokowali ataki po zachodniej stronie kanału Doniec–Donbas w kierunku Konstantynówki. Rosjanom udało się nieznacznie zepchnąć jednostki ukraińskie w stronę Czasiw Jaru, od północy i północnego wschodu, a także poczynić kolejne postępy w Bachmucie. Z doniesień ukraińskiego SG wynikało, że Rosjanie przecięli linię kolejową na północ od Awdijiwki i wyszli na północno-zachodnie obrzeża miasta. Ponawiali też ataki na pozycje ukraińskie na zachód od Awdijiwki od południa. Pod kontrolą Ukraińców pozostawał 10 km pas na zachód od Awdijiwki, a przebiegająca przez jego środek główna droga zaopatrzenia miasta znalazła się pod rosyjskim ostrzałem. Niepowodzeniem zakończyły się rosyjskie ataki w zachodniej części Marjinki, na wschód od Siewierska, na południowy zachód od Kreminnej i na granicy obwodów ługańskiego i charkowskiego. Rosjanie przeprowadzili kolejne ataki rakietowe na Zaporoże oraz na zaplecze ukraińskie w obwodach donieckim (Kramatorsk) i charkowskim (Wełykyj Burłuk). Artyleria rosyjska kontynuowała ostrzał wzdłuż linii frontu, z kolei artyleria ukraińska m.in. zniszczyła rosyjskie zgrupowanie w rejonie miejscowości Nowotrojićke w obwodu chersońskim.

### 21 marca

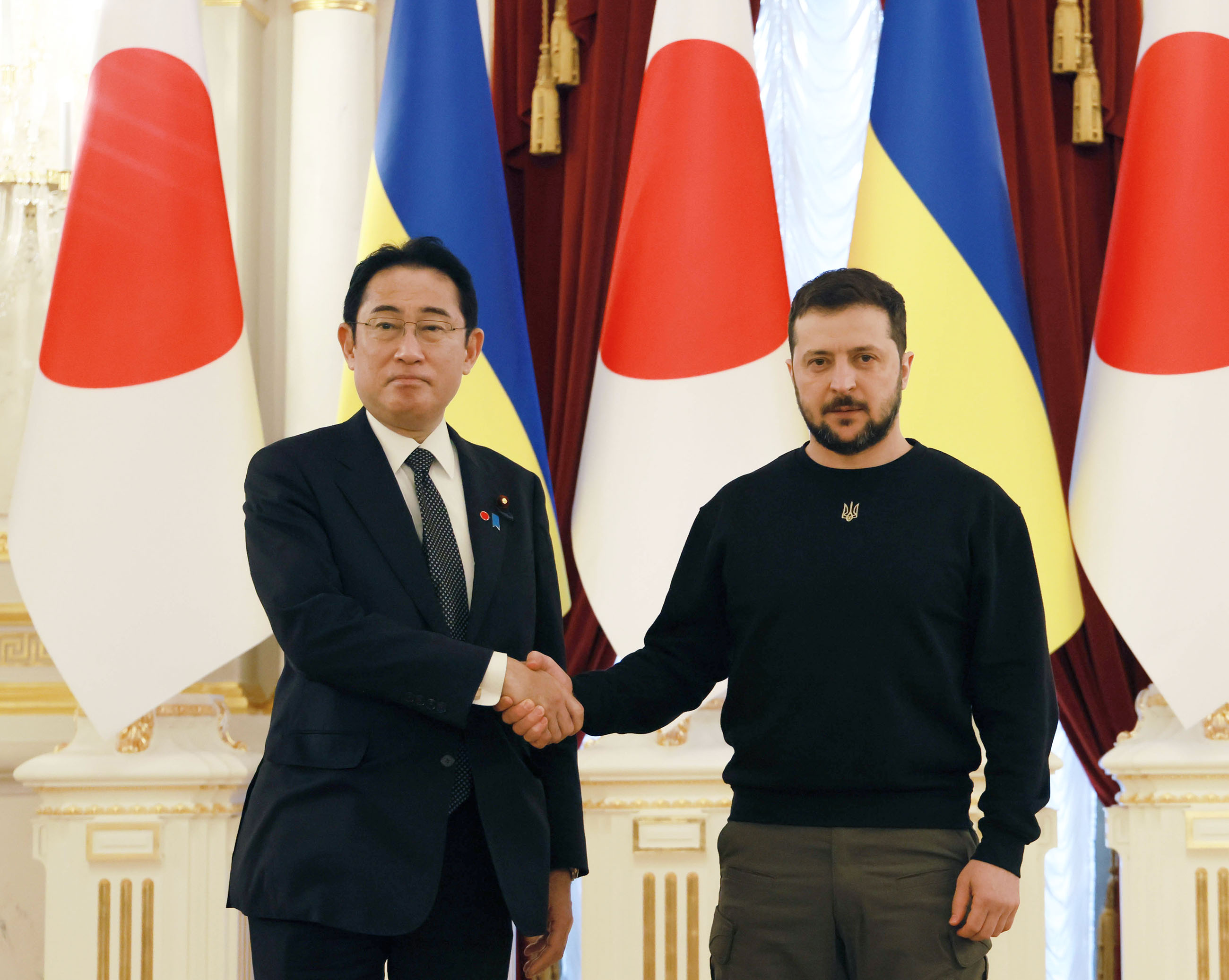
Spotkanie prezydenta Zełenskiego z premierem Japonii Fumio Kishidą.

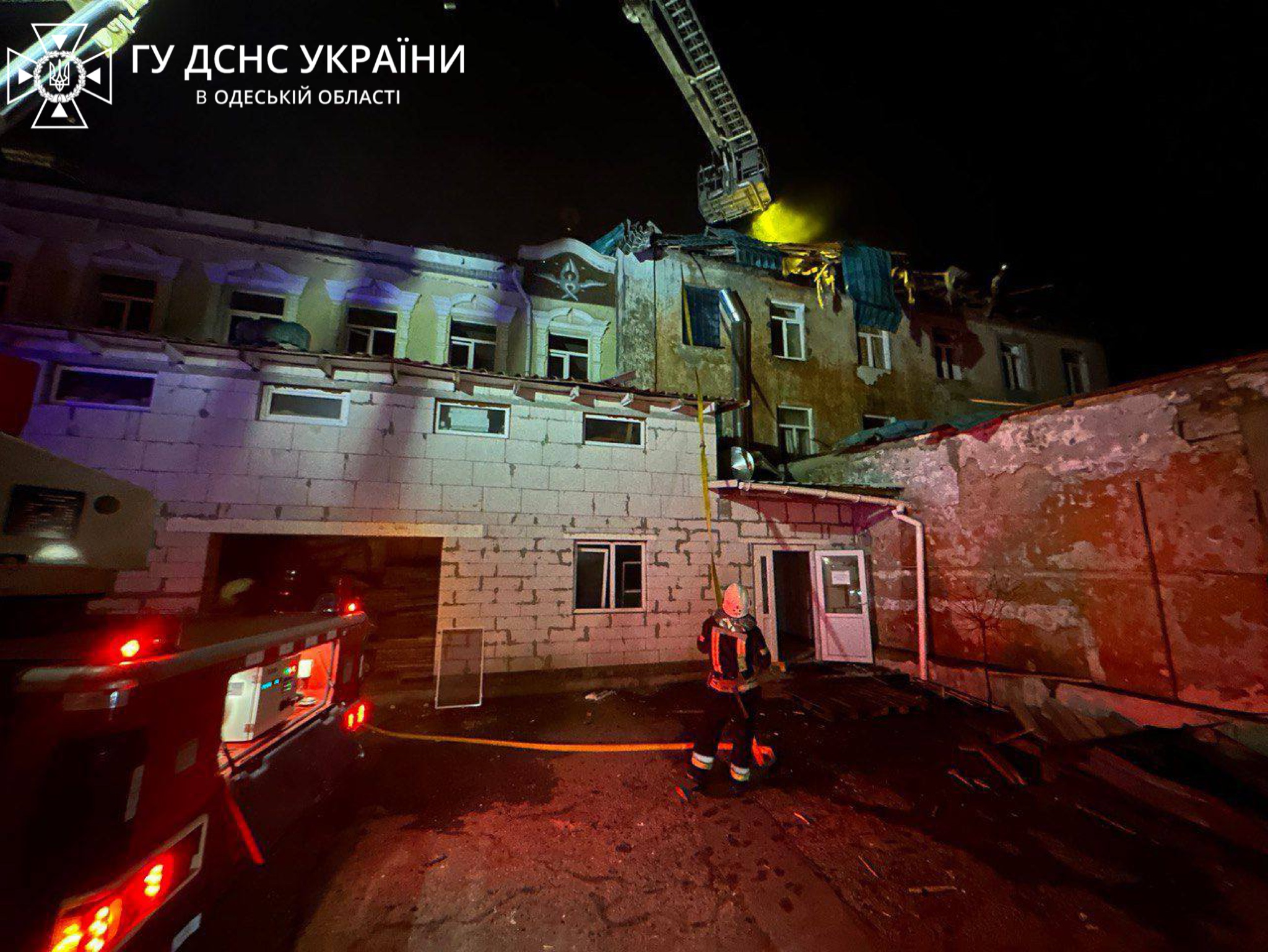
Schronisko dla pielgrzymów klasztoru UKP PM w Odessie po wieczornym rosyjskim ataku rakietowym.

Według SG Ukrainy armia rosyjska skupiała się na atakach w kierunkach Łymanu, Bachmutu, Awdijiwki, Marjinki i Szachtarska oraz broniła się na pozostałych kierunkach; ukraińskie SZ odparły 114 ataków na wschodniej części frontu. W kierunku kupiańskim i łymanskim Rosjanie prowadzili nieudane ataki w rejonie Kreminnej, Dibrowej, Biłohoriwki i Wesełego. W kierunku bachmuckim Ukraińcy odpierali ataki w okolicy Orihowo-Wasyliwki, Hryhoriwki, Bohdaniwki, Iwaniwskiego, Bachmutu, Kliszczijiwki i Majorska. W kierunkach awdijiwskim, marjińskim i szachtarskim siły rosyjskie prowadziły bezskuteczne ataki w okolicy Nowobachmutiwki, Krasnohoriwki, Berdyczowa, Awdijiwki, Siewiernego, Wodiane, Pierwomajskiego, Marjinki (ok. 20 ataków) i Pobiedy. W ciągu ostatniej doby Rosjanie przeprowadzili 10 ataków rakietowych, 32 naloty i 90 ostrzałów, głównie na obiekty cywilne. Lotnictwo ukraińskie dokonało sześciu nalotów na miejsca koncentracji; artyleria zniszczyła magazyn amunicji, dwa przeciwlotnicze kompleksy rakietowe i stację radiolokacyjną. Około 19:40 nad obwodem odeskim obrona przeciwlotnicza zestrzeliła dwa pociski manewrujące Ch-59 wystrzelone przez rosyjskie myśliwce Su-35 znad Morza Czarnego; został uszkodzony jeden budynek oraz odnotowano ofiary śmiertelne.
Generał armii Mykoła Małomuż stwierdził, że w Bachmucie zginęli najbardziej doświadczeni żołnierze rosyjskiej armii, co w przyszłości może utrudnić Rosjanom posuwanie się w innych kierunkach. Według brytyjskiego Ministerstwa Obrony siły rosyjskie prawdopodobnie straciły możliwość zdobycia przewagi w walkach o Bachmut z powodu przenoszenia części jednostek na inne odcinki frontu. W ostatnich dniach Ukraińcy rozpoczęli kontratak wokół Bachmutu w celu odciążenia zagrożonego szlaku zaopatrzeniowego wiodącego drogą H32. Wokół centrum miasta nadal toczyły się walki (siły ukraińskie odparły próby wkroczenia Rosjan do centrum), a ukraińscy żołnierze byli otoczeni od północy i od południa.
Siłom rosyjskim udało się uczynić niewielkie postępy w kierunku Terny (niedaleko Kreminnej) na wschodzie Ukrainy. Rzecznik ukraińskich SZ Serhij Czerewaty poinformował, że region znajdował się pod ciężkim ostrzałem artyleryjskim. Według ISW Putin fałszywie przedstawiał dostarczanie Ukrainie przez Zachód amunicji ze zubożonym uranem jako znaczącą eskalację, aby wzmocnić operacje informacyjne mające na celu powstrzymanie zachodniej pomocy dla Ukrainy. Tymczasem siły rosyjskie kontynuowały ograniczone ataki wzdłuż linii Kupiańsk–Swatowe–Kreminna. Rosjanie nie zdobyli żadnych potwierdzonych terenów w okolicach Bachmutu oraz kontynuowali ataki na obrzeżach Doniecka.
Aby przyspieszyć dostawy, rząd USA ogłosił, że zamiast nowszych czołgów M1A2 dostarczy Ukrainie starsze czołgi M1A1, które zostały zmodernizowane tak, aby oferowały „bardzo podobne możliwości do M1A2”; czołgi mają być gotowe w ciągu 8-10 miesięcy. Z kolei rząd Wielkiej Brytanii dostarczy Ukrainie pociski ze zubożonym uranem. Mimo że Chiny oficjalnie zakazały sprzedaży swoich dronów do Rosji i Ukrainy, są one używane przez obie walczące strony, zwłaszcza drony producenta DJI. Według rosyjskich danych celnych chińskie drony i części zamienne zostały sprowadzone za 12 mln dolarów. Sekretarz stanu USA Antony Blinken stwierdził, że nie było dowodów na to, aby Chińczycy udzielali znaczącego wsparcia militarnego Rosji w jej agresji na Ukrainę.

### 22 marca

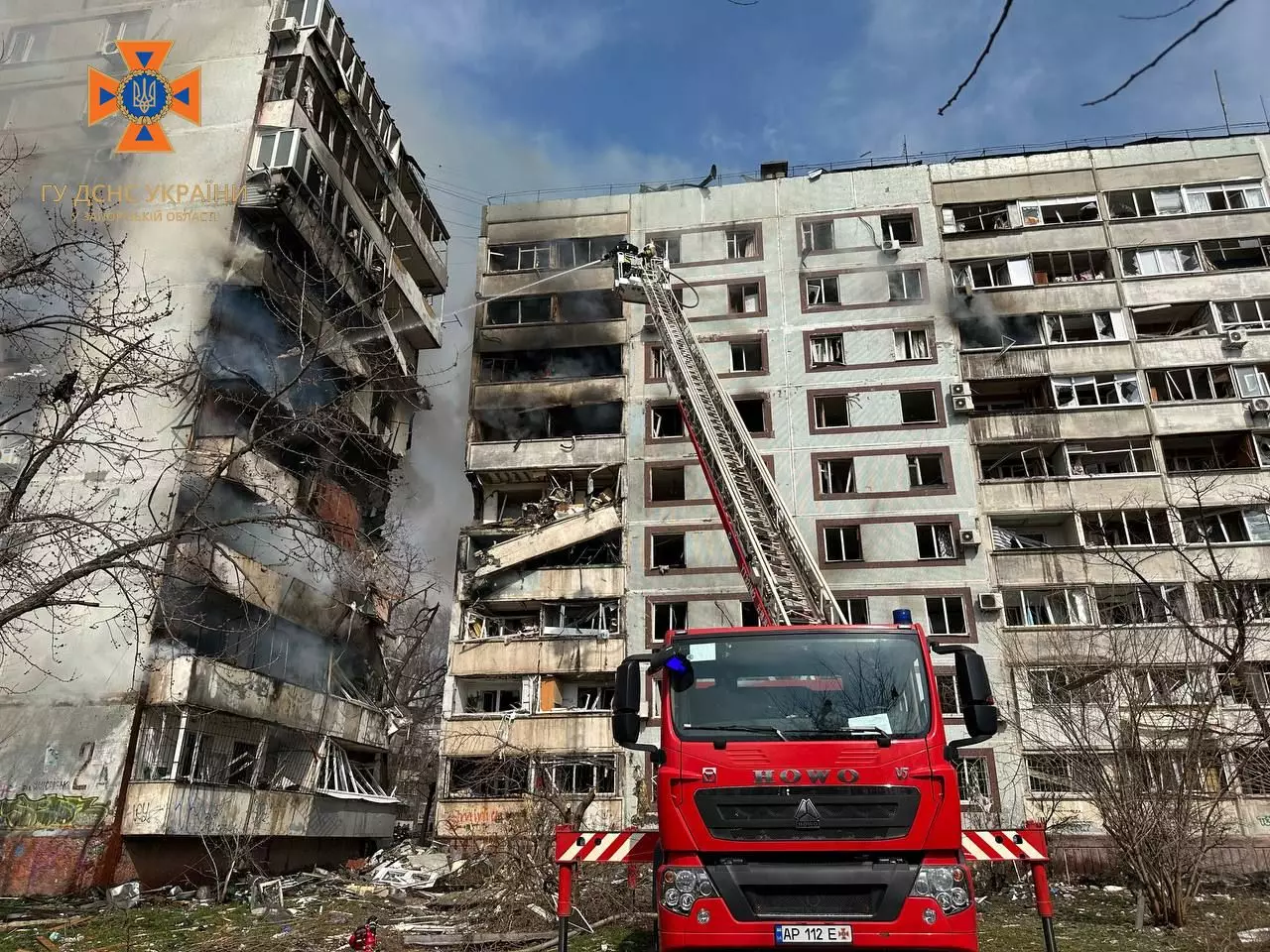
Domy w Zaporożu po rosyjskim ataku rakietowym.

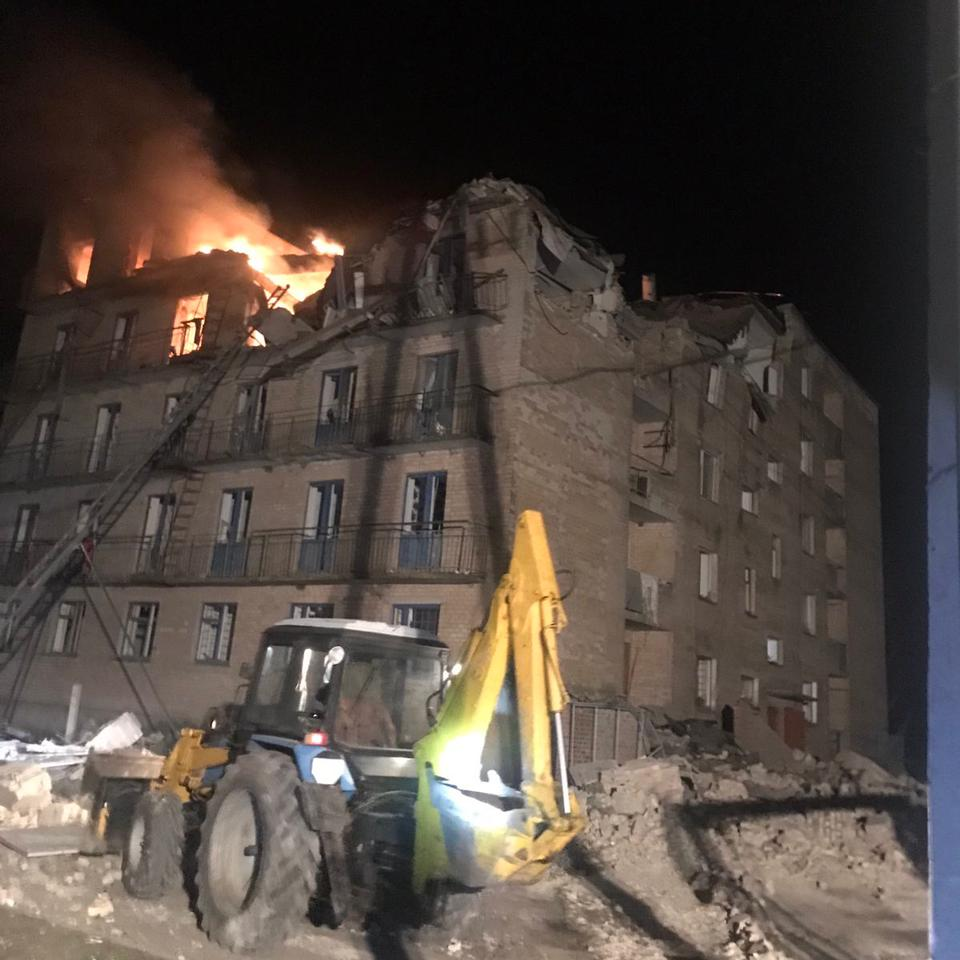
Akademik w Rzyszczowie po nocnym rosyjskim ataku dronów.

Sztab Ukrainy poinformował, że FR kontynuowała próby pełnego zajęcia obwodów donieckiego i ługańskiego, atakując w kierunkach Łymanu, Bachmutu, Awdijiwki, Marjinki i Szachtarska; Ukraińcy odparli 83 ataki na wschodnim odcinku frontu. W kierunku kupiańskim i łymanskim Rosjanie przeprowadzili nieudane ataki w okolicy Makiejewki, Biłohoriwki i Werchniokamjanśkego. W kierunku bachmuckim SZ Ukrainy odpierły ataki w rejonie Bachmutu, Bohdaniwki i Predteczyny. W kierunkach awdijiwskim, marjińskim i szachtarskim siły rosyjskie prowadziły bezskuteczne ataki w rejonie Nowokalynowego, Stepowego, Berdyczowa, Awdijiwki, Sewernego, Wodiane, Perwomajskego, Marjinki i Pobiedy. W ciągu 24h Rosjanie przeprowadzili jeden atak rakietowy, 48 nalotów, głównie na obiekty infrastruktury krytycznej w obwodzie żytomierskim i kijowskim, oraz 75 ostrzałów z wyrzutni rakietowych. Lotnictwo ukraińskie uderzyło w stanowisko przeciwlotnicze i 12 miejsc koncentracji wojsk, z kolei artyleria trafiła jeden punkt kontrolny, trzy miejsca koncentracji, magazyn amunicji i stację walki radioelektronicznej.
W godzinach porannych Rosja użyła 21 dronów Shahed 136, wystrzelonych z obwodu briańskiego. 16 z nich zostało zestrzelonych przez obronę przeciwlotniczą. W wyniku ataków dronów odnotowano zabitych i rannych wśród cywilów. W kilku regionach Ukrainy, w tym w Rzyszczowie i Zaporożu odnotowano ostrzały osiedli mieszkaniowych; zginęło co najmniej 14 cywilów. W wyniku ataku na budynek mieszkalny w Zaporożu zginęła jedna osoba, a ok. 30 zostało rannych. Z kolei dziewięć osób zginęło i dziewięć zostało rannych w akademiku w Rzyszczowie, zaatakowanym przez drony kamikadze.
Prezydent Wołodymyr Zełenski odwiedził siły walczące w Bachmucie, rozdając medale i odwiedzając rannych żołnierzy. Była to druga wizyta prezydenta w rejonie Bachmutu, pierwsza miała miejsce 20 grudnia 2022 roku.
Brytyjskie MON podało, że od początku marca br. trwały ciężkie walki na odcinku Swatowe-Kreminna w obwodzie ługańskim. Wojska rosyjskie częściowo odzyskały kontrolę nad bezpośrednimi podjazdami do Kreminnej oraz próbowały ponownie zająć Kupiańsk, węzeł logistyczny w obwodzie charkowskim. Rosjanie w niektórych miejscach posunęli się naprzód o kilka kilometrów. W ocenie ISW Rosjanie poczynili niewielkie postępy w południowym Bachmucie, lecz tempo ich operacji zwalniało, ponieważ dowództwo rosyjskie podejmowało próby ofensyw na innych odcinkach frontu. Z kolei Ukraińcy przeprowadzili kontrataki na północno-zachodnich i południowo-zachodnich obrzeżach miasta. Siły rosyjskie zwiększały wówczas tempo swoich operacji ofensywnych wokół Awdijiwki, dążąc do otoczenia miejscowości. Tymczasem Rosjanie przeprowadzili ograniczone ataki wzdłuż linii Swatowe–Kreminna i kontynuowali ataki w Bachmucie i wokół niego oraz na obrzeżach Doniecka. Ukraińscy urzędnicy podali, że siły ukraińskie nadal oczyszczały obszar na wschodnim brzegu Dniepru.
OSW podał, że najcięższe walki toczyły się w rejonie Bachmutu, jednak intensywność rosyjskich ataków zmniejszyła się i stanowiła ok. ¼ ogólnej aktywności. Siły ukraińskie odparły ataki wzdłuż autostrady do Słowiańska, na północ i północny wschód od Czasiw Jaru oraz na południowy zachód od Bachmutu. Ukraińcy odparli również atak w okolicach Predteczyny na wschodnich obrzeżach Konstantynówki oraz na północny i południowy zachód od Awdijiwki. Według niektórych źródeł wojska rosyjskie po raz pierwszy uderzyły na Awdijiwkę od południowego zachodu. Niepowodzeniem zakończyły się ataki w kierunku zachodnim pomiędzy Awdijiwką a Gorłówką, na zachód od Doniecka, na wschód od Siewierska, na południowy zachód od Kreminnej i na granict obwodów ługańskiego i charkowskiego. Niektóre źródła podawały, że Rosjanie opanowali tereny na wschodnim brzegu rzeki Oskoł w rejonie Dworicznej. Siły rosyjskie kontynuowały ataki rakietowe w obwodzie donieckim, m.in. na Słowiańsk. Artyleria rosyjska ostrzeliwała pozycje ukraińskie wzdłuż linii frontu oraz na przygranicznych obszarach obwodów charkowskiego i sumskiego. Głównym celem był Chersoń i inne miejscowości leżące na prawym brzegu Dniepru.
Radio Swoboda, powołując się na zdjęcia opublikowane przez Conflict Intelligence Team (CIT), podało, że Rosja zaczęła przerzucać swoje czołgi T-54/T-55 z Centralnej Bazy Rezerw i Składowania Czołgów, znajdującej się w mieście Arsenjew w Kraju Nadmorskim. Czołgi pochodziły z końca lat 40. XX wieku i są najstarszymi czołgami nadal trzymanymi w rezerwie. Obserwatorzy uważali, że prawdopodobnie zostaną wysłane na front.
Międzynarodowy Fundusz Walutowy rozważał pożyczkę dla Ukrainy na 15,6 mld dolarów. Pakiet musi zostać zatwierdzony przez zarząd MFW, co może zająć kilka tygodni. Jeśli zostanie zatwierdzony, będzie to pierwsza pożyczka dla kraju w stanie wojny.

### 23 marca

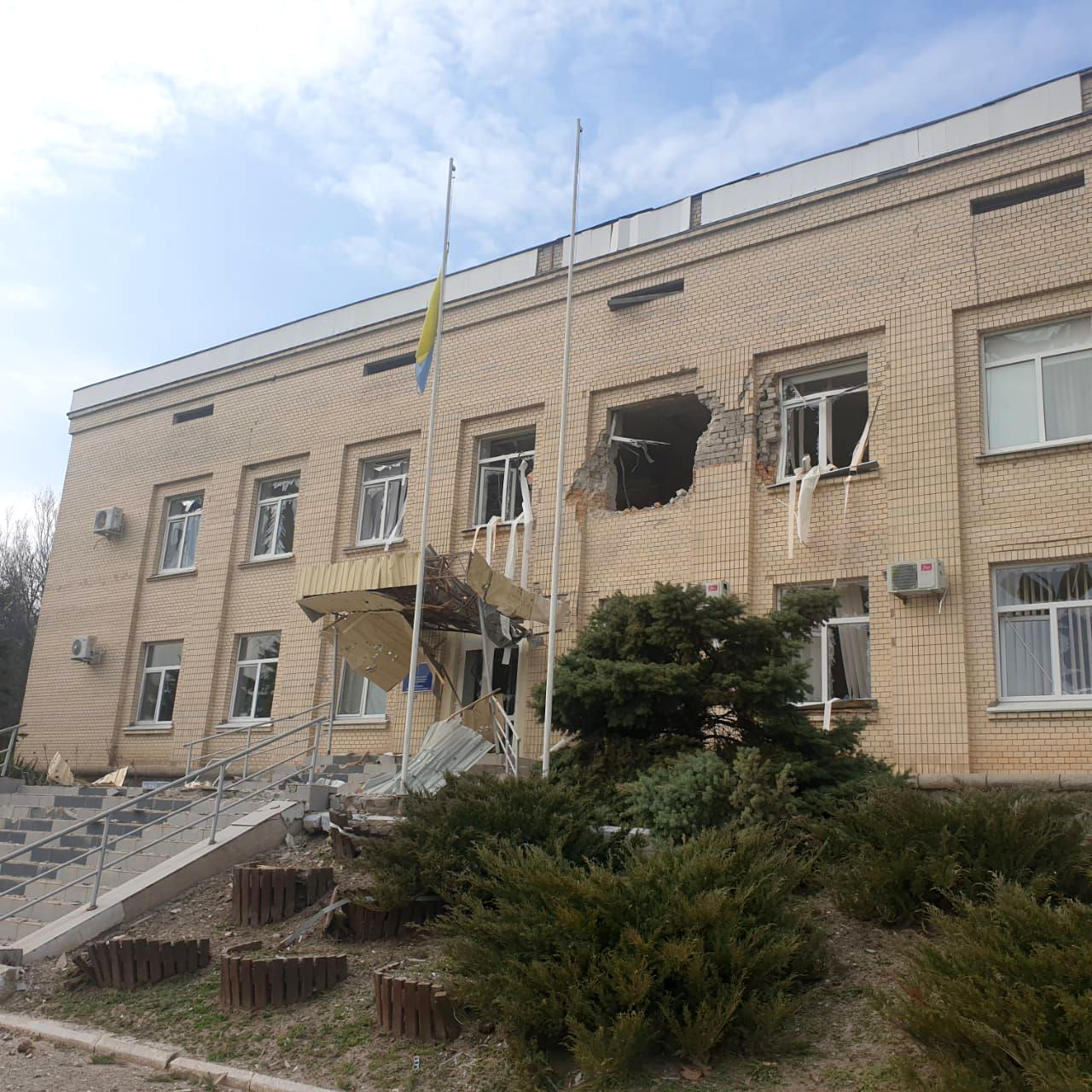
Berysławska Obwodowa Administracja Państwowa po rosyjskim ostrzale.

Według SG Ukrainy Rosjanie skupiali się na atakach w kierunkach Łymanu, Bachmutu, Awdijiwki, Marjinki i Szachtarska, gdzie siły ukraińskie odparły ponad 79 ataków. W kierunku bachmuckim Rosja nadal atakowała Bachmut; w rejonie miasta doszło do największej liczby starć bojowych w ciągu ostatnich 24h. Ukraińcy odparli ataki w okolicy Orihowo-Wasyliwki, Bohdaniwki i Predteczyny. W kierunkach awdijiwskim, marjińskim i szachtarskim Rosjanie prowadzili nieudane ataki w pobliżu miejscowości Nowokalinowe, Nowobachmutiwka, Stepowe, Awdijiwka, Siewierne, Pierwomajskie, Marjinka i Nowomychajliwka. Siły rosyjskie przeprowadziły w ciągu ostatniej doby cztery ataki rakietowe, 37 nalotów i 82 ostrzały z systemów rakietowych. Lotnictwo Ukrainy dokonało 12 nalotów na miejsca koncentracji, natomiast artyleria uderzyła w stanowisko dowodzenia, jedno miejsce koncentracji, kompleks rakiet przeciwlotniczych i dwa magazyny paliwa i smarów. Według źródeł ukraińskich w wyniku rosyjskiego ostrzału zginęło co najmniej 10 cywilów, m.in. w Konstantynówce, Biłozerce i Białopolu. Ostrzelano także Kramatorsk, gdzie zniszczono ciepłownię, siedem domów, przedszkole i ambulatorium, oraz Chersoń (uszkodzono regionalny ośrodek kardiologiczny) i Berysław, gdzie częściowo zniszczono m.in. administrację regionalną i muzeum historyczne.
Rzeczniczka sił ukraińskich na południu kraju Natalia Humeniuk poinformowała, że Ukraina „prowadziła działania, których celem było odepchnięcie rosyjskich okupantów na odległość 20–30 km od rzeki Dniepr, w głąb kontrolowanej przez wroga wschodniej części obwodu chersońskiego”.
Sztab Generalny SZ Ukrainy ocenił, że potencjał militarny Rosjan w rejonie Bachmutu zmniejszał się. W ostatnich dniach intensywność walk o miasto spadła, czego powodem były duże straty Rosjan walczących w tym rejonie. Ukraiński analityk wojskowy Ołeh Żdanow stwierdził, że „siły ukraińskie mniej lub bardziej ustabilizowały sytuację w Bachmucie”, a siły rosyjskie „mogły posunąć się o kilkaset metrów na północy i południu miasta, lecz tak naprawdę nic to nie dało”. Natomiast dowódca wojsk lądowych generał Ołeksandr Syrski oświadczył, że Rosja straciła znaczne siły pod Bachmutem, a „jego armia wkrótce wykorzysta tę okazję, tak jak podczas zeszłorocznych kontrofensyw”.
Prezydent Wołodymyr Zełenski zaapelował o pociski dalekiego zasięgu i samoloty, przemawiając do przywódców krajów europejskich. Ukraina otrzymała cztery pierwsze samoloty MiG-29 ze Słowacji.
Według ukraińskiego SG siły rosyjskie i służby bezpieczeństwa na zajętych terenach obwodu chersońskiego rozpoczęły poszukiwanie ludności, która jest lub była zatrudniona przez ukraińskie organy ścigania, a także weteranów wojskowych i innych Ukraińców z doświadczeniem wojskowym. W opinii ISW liczba rosyjskich ataków rakietowych na cele wojskowe i cywilne na Ukrainie zmalała, co wskazywało na wyczerpywanie się zapasów pocisków precyzyjnych. Wadym Skibicki oświadczył, że według danych ukraińskiego wywiadu Rosjanie dysponowali wówczas ok. 15% zapasów pocisków w porównaniu ze stanem sprzed rozpoczęcia inwazji, a liczba Kalibrów, rakiet Ch-101 i Ch-555 stanowiła mniej niż 10%. Według ekspertów siły rosyjskie mogą zmienić taktykę ataków rakietowych, koncentrując się na ukraińskich obiektach wojskowych. Tymczasem Rosjanie przeprowadzili ograniczone ataki na północny wschód od Kupiańska i wzdłuż linii Svatowe–Kreminna oraz kontynuowali ataki na Bachmut i wokół Awdijiwki. Z kolei siły ukraińskie kontynuowały naloty poza rzekę Dniepr w obwodzie chersońskim.

### 24 marca

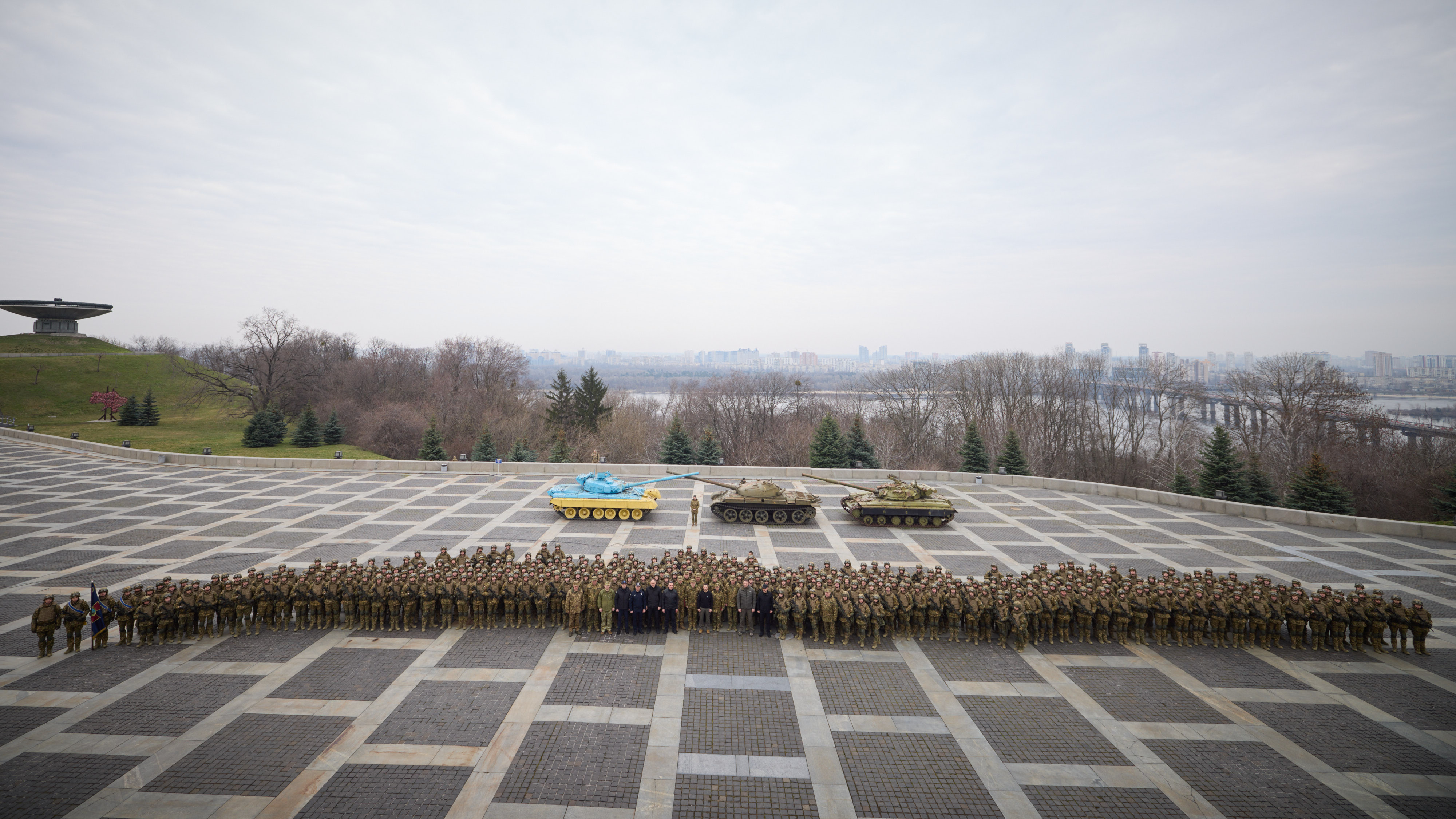
Prezydent Wołodymyr Zełenski wziął udział w uroczystościach z okazji 9. rocznicy powstania Gwardii Narodowej Ukrainy oraz ukończenia studiów przez oficerów Akademii Narodowej Gwardii Narodowej Ukrainy i Kijowskiego Instytutu Gwardii Narodowej Ukrainy.

Ukraiński Sztab oświadczył, że Rosjanie koncentrowali się na prowadzeniu ataków w kierunkach Łymanu, Bachmutu, Awdijiwki, Marjinki i Szachtarska, gdzie odparto 59 ataków. W kierunku kupiańskim i łymanskim siły rosyjskie przeprowadziły nieudane ataki w pobliżu Hrianykiwki, Sinkiwki, Dibrowej, Biłohoriwki i Spirnego. W kierunku bachmuckim kontynuowano ataki na Bachmut oraz Orichowo-Wasyliwkę, Bohdaniwkę, Iwaniwskie i Stupoczki. W kierunkach awdijiwskim, marjińskim i szachtarskim Rosjanie prowadzili nieudane ataki w okolicy Stepowego, Awdijiwki, Sewernego, Marjinki, Nowomychajliwki i Wuhłedaru. W ciągu doby armia rosyjska przeprowadziła 11 ataków rakietowych, 50 nalotów i 75 ostrzałów na pozycje ukraińskie i infrastrukturę cywilną (odnotowano ofiary wśród cywilów). Lotnictwo Ukrainy dokonało 17 nalotów na miejsca koncentracji, natomiast artyleria zaatakowała dwa punkty kontrolne, cztery miejsca koncentracji, dwa przeciwlotnicze systemy rakietowe, skład amunicji, jednostkę artylerii i dwie stacje walki radioelektronicznej. Sztab poinformował także, że Rosjanie nadal wywierali presję na miejscową ludność na zajętych terenach, m.in. 22 marca żołnierze Rosgwardii przeprowadzili nalot na Czapłynkę, gdzie podczas kontroli szczególną uwagę zwracano na dokumenty, pojazdy i telefony. Pięć osób zginęło w rosyjskim nalocie na Konstantynówkę oraz jedna w Biłozerce. Siły rosyjskie wielokrotnie ostrzeliwały Chersoń za pomocą artylerii i „Gradów”, w wyniku czego dwie osoby zginęły, a sześć zostało rannych. W ciągu 24h obwód chersoński został ostrzelany 67 razy.
Rzecznik Wschodniego Zgrupowania SZ Ukrainy Serhij Czerewaty poinformował, że w kierunku Bachmutu najemnicy z Grupy Wagnera ponosili duże straty i wzmacniali ich regularne oddziały powietrznodesantowe. Dodał, że ciągu ostatniej doby na całym odcinku frontu pod miastem siły rosyjskie przeprowadziły 276 ostrzałów, w tym 69 na Bachmut. Doszło również do 32 starć bojowych. Według Czerewatego w walkach zginęło 332 Rosjan, a 188 zostało rannych.
Brytyjskie Ministerstwo Obrony podało, że rosyjska ofensywa na Bachmut w znacznej mierze przystopowała ze względu na wyniszczenie sił rosyjskich. Duże straty podczas obrony miasta ponieśli też Ukraińcy. Rosja najprawdopodobniej skupiła się na Awdijiwce oraz na okolicach Kreminnej i Swatowego, gdzie Rosjanie dążyli do ustabilizowania linii frontu. Według ISW władze Rosji próbowały przygotować rosyjską opinię publiczną na ewentualne porażki, ponieważ zauważono, że ukraińskie SZ stopniowo przejmowały inicjatywę na froncie. Niezależni analitycy wojskowi zwrócili uwagę na ogromne straty ponoszone przez Rosjan i niedobór amunicji. Tymczasem siły rosyjskie przeprowadziły ograniczone ataki wzdłuż linii Kupiańsk–Swatowe–Kreminna i w rejonie miasta Awdijiwka–Donieck. Trwały zarówno walki o Bachmut, jak i o Awdijiwkę. Na północ od Bachmutu i na zachód od Zalizianskego siły rosyjskie posuwały się naprzód. Na froncie łymansko-kupiańskim toczyły się ciężkie walki. Według Jewgienija Prigożyna Ukraina miała prawie 200 tys. rezerwistów na froncie wschodnim, ale ISW podało, że liczby te były przesadzone w celu uzyskania większego ilości sprzętu i posiłków.
Według OSW główne walki miały miejsce w okolicach Bachmutu i Awdijiwki, gdzie siły rosyjskie próbowały okrążyć obie miejscowości. W okolicach Bachmutu walki toczyły się głównie w północno-zachodnich okolicach miasta, gdzie Ukraińcom udawało się utrzymać pozycje na linii wsi Chromowe, Bohdaniwka i Orichowo-Wasyliwka. W samym mieście trwały walki uliczne, głównie w południowej części, gdzie Rosjanie bezskutecznie próbowali opanować odcinek drogi wiodącej do Konstantynówki. Pod Awdijiwką, w ciągu ostatnich dwóch dni Rosjanie nie odnotowali większych postępów i nie udało im się pogłębić oskrzydlenia pozycji ukraińskich. Ukraińcy dysponowali także kilkoma drogami zaopatrzeniowymi. Trwały też walki na zachód od Kreminnej, gdzie Rosjanie zrobili niewielkie postępy w kierunku Oskołu. Celami ataków rakietowych były Kramatorsk i Awdijiwka. Ponadto ostrzelano z moździerzy, artylerii i systemów rakietowych szereg miejscowości położonych w obwodach czernihowskim, sumskim i charkowskim oraz w strefie przyfrontowej.

### 25 marca
SG Ukrainy stwierdził, że Rosja koncentrowała się na prowadzeniu ataków w kierunkach Łymanu, Bachmutu, Awdijiwki i Marjinki; siły ukraińskie odparły ponad 85 ataków. W kierunku łymanskim Rosjanie prowadzili nieudane ataki pod Sinkiwką, Kreminną, Biłohoriwką i Wiimką. W kierunku bachmuckim kontynuowali ataki na Bachmut i rejon Bohdaniwki i Predteczyny. W kierunkach awdijiwskim i marjińskim siły rosyjskie przeprowadziły nieudane ataki w kierunku Awdijiwki, Sewernego, Wodiane, Perwomajskiego, Marjinki i Nowomychajliwki. W ciągu 24 godzin Rosjanie przeprowadzili cztery ataki rakietowe, 34 naloty i ponad 70 ostrzałów, w szczególności na cywilną infrastrukturę (odnotowano rannych wśród cywili). Ukraińskie lotnictwo dokonało 11 nalotów na miejsca koncentracji; artyleria ostrzelała trzy punkty kontrolne i pięć miejsc koncentracji. Ponadto w Berdiańsku administracja okupacyjna wydała miejscowym mieszkańcom polecenie uzyskania od władz miasta przepustek na poruszanie się po zajętych terenach obwodu zaporoskiego w terminie do 1 kwietnia; przepustki były oddzielne dla osób i pojazdów. W Chersoniu Rosjanie uderzyli w punkt pomocy humanitarnej, raniąc dwie osoby. Ostrzelano także przygraniczne miejscowości obwodu charkowskiego, m.in. Kupiańsku, Wołczańsku i wsi Strelecha zostały zniszczone domy prywatne; jedna osoba zginęła.
Naczelny dowódca Ukrainy Wałerij Załużny napisał na Facebooku, że siłom ukraińskim w Bachmucie udało się „ustabilizować sytuację”. Rzecznik Wschodniego Zgrupowania Ukrainy Serhij Czerewaty podał, że „walki o miasto wciąż były bardzo intensywne”. Dodał także, że w kierunku bachmuckim doszło do 18 starć bojowych i 178 ostrzałów (w tym 40 na Bachmut) z pomocą artylerii, lotnictwa i systemów rakietowych. Według Czerewatego w walkach zginęło 182 Rosjan a 218 zostało rannych.
Prezydent Zełenski stwierdził, że Ukraina nie może jeszcze rozpocząć kontrofensywy, ponieważ czeka na dostawy uzbrojenia od sojuszników, a „nie może wysyłać swoich obrońców do kontrofensywy bez wystarczającej ilości uzbrojenia”. Dodał również, że ukraińska armia cierpi na niedostatki, głównie amunicji. Prezydent Władimir Putin zapowiedział rozmieszczenie rosyjskiej taktycznej broni jądrowej na Białorusi; wówczas na Białorusi znajdowała się niewielka liczba pocisków Iskander, a do 1 lipca br. planowane było ukończenie „magazynowania” taktycznej broni jądrowej. Zdecydowano o tym w ramach porozumienia między rządami obu krajów.
Według Ministerstwa Obrony Wielkiej Brytanii Rosja prawdopodobnie otrzymywała regularne dostawy niewielkiej ilości dronów Shahed 136 z Iranu. Od początku marca 2023 roku Rosja wykorzystała na Ukrainie co najmniej 71 dronów, które były wysyłane z Kraju Krasnodarskiego i obwodu briańskiego. W opinii ISW poprzez rozmieszczenie broni jądrowej na Białorusi Putin dążył do wykorzystania zachodnich obaw dotyczących eskalacji nuklearnej; według ekspertów był to element operacji informacyjnej, który „w sensie militarnym nie wpływa na ryzyko konfliktu jądrowego”. Tymczasem rosyjskie siły konwencjonalne mogły interweniować w ofensywie Grupy Wagnera wokół Bachmutu, aby zapobiec przedwczesnej jej kulminacji. Zdaniem rosyjskich blogerów wojennych Rosjanie nie mieli wysokiego stopnia kontroli ogniowej nad ukraińskimi liniami komunikacyjnymi do Bachmutu, Awdijiwki i innych obszarów frontu. Siły rosyjskie przeprowadziły ograniczone ataki wzdłuż linii Kupiańsk–Swatowe–Kreminna oraz kontynuowały ataki w okolicach Bachmutu, zdobywając ograniczone tereny w mieście. Rosjanie zrobili także ograniczone postępy w pobliżu Kowaliwki i Werchniokamjanśkego. Siły rosyjskie prawdopodobnie przeprowadziły masową rotację sił w Nowej Kachowce.

### 26 marca
Sztab Ukrainy poinformował, że FR skupiała się na atakach w kierunkach Kupiańska, Łymanu, Bachmutu, Awdijiwki i Marjinki, gdzie odparto 60 ataków. W kierunku kupiańskim i łymanskim Rosjanie prowadzili nieudane ataki w okolicach Synkiwki, Biłohoriwki i Wesełego. W kierunku bachmuckim kontynuowano ataki na Bachmut oraz rejony Bohdaniwki i Iwaniwki. W kierunkach awdijiwskim i marjińskim siły rosyjskie przeprowadziły nieudane ataki w kierunku Nowobachmutiwki, Nowokalynowego, Awdijiwki, Siewiernego, Perwomajskiego, Niewelskiego, Krasnohoriwki i Marjinki. W ciągu doby Rosja przeprowadziła dwa ataki rakietowe, 23 naloty i 38 ostrzałów z wyrzutni rakietowych na pozycje ukraińskie i cywilną infrastrukturę. Lotnictwo ukraińskie dokonało trzech nalotów na miejsca koncentracji, a artyleria zaatakowała jeden punkt kontrolny, cztery miejsca koncentracji, stację walki radioelektronicznej i skład amunicji. SG podał również, że siły rosyjskie w dalszym ciągu ponosiły ciężkie straty; m.in. w Trojićke w ciągu ostatniej doby do kostnicy centralnego szpitala rejonowego przywieziono ok. 100 ciał zmarłych Rosjan, a ok. 140 ciężko rannych żołnierzy trafiło do szpitala.
Rosyjska agencja informacyjna poinformowała o „całkowitym zajęciu” zakładów AZOM w Bachmucie przez jednostki Wagnera. Rzecznik Wschodniego Zgrupowania Armii Ukrainy Serhij Czerewaty potwierdził, że „udało się ustabilizować sytuację w rejonie Bachmutu, jednak walki ciągle trwały, a przeciwnik podejmuje ataki”; w kierunku bachmuckim doszło do 17 starć bojowych oraz 268 ostrzałów. Dodał także, że Ukraińcy zniszczyli w ciągu ostatniach 24h czołg, kilka jednostek artylerii, punkt dowodzenia i 10 magazynów amunicji.
Według ISW prezydent Putin nie był skłonny do negocjacji i nie przyjmuje do wiadomości rzeczywistej sytuacji na froncie, dążąc do tych samych celów, które wyznaczył na początku inwazji na Ukrainę. Tymczasem Rosjanie przeprowadzili ograniczone ataki na linię Swatowe–Kreminna oraz kontynuowali ataki wzdłuż linii Awdijiwka–Donieck, osiągając niewielkie postępy w Marjince. Rzecznik Serhij Czerewaty poinformował, że siły rosyjskie i ukraińskie stoczyły 10 bitew na kierunku kupiańsko-łymanskim. Siły rosyjskie kontynuowały także ataki na Bachmut i rutynowe ostrzały obwodu zaporoskiego, chersońskiego i dniepropetrowskiego. Rzeczniczka południowej armii ukraińskiej stwierdziła, że siłom rosyjskim na południu Ukrainy brakuje zapasów rakiet i dronów. Ponadto źródła rosyjskie poinformowały o utworzeniu ochotniczego batalionu „Uragan”, nieregularnej formacji 1. Brygady Dywersyjno-Rozpoznawczej „Wilki”, która działa w rejonie Awdijiwki.

### 27 marca

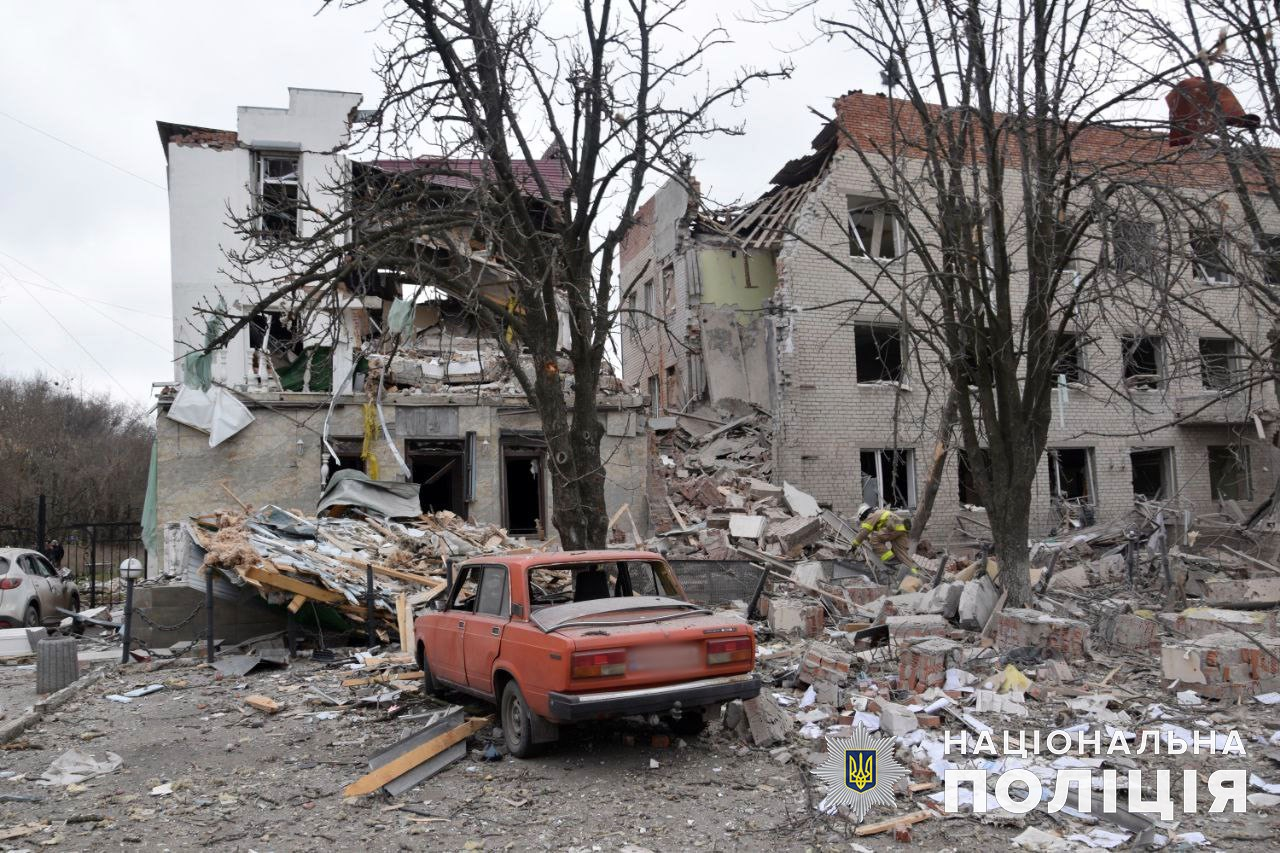
Centrum Słowiańska po rosyjskim uderzeniu dwiema rakietami S-300; dwie osoby zginęły, a 32 zostały ranne.

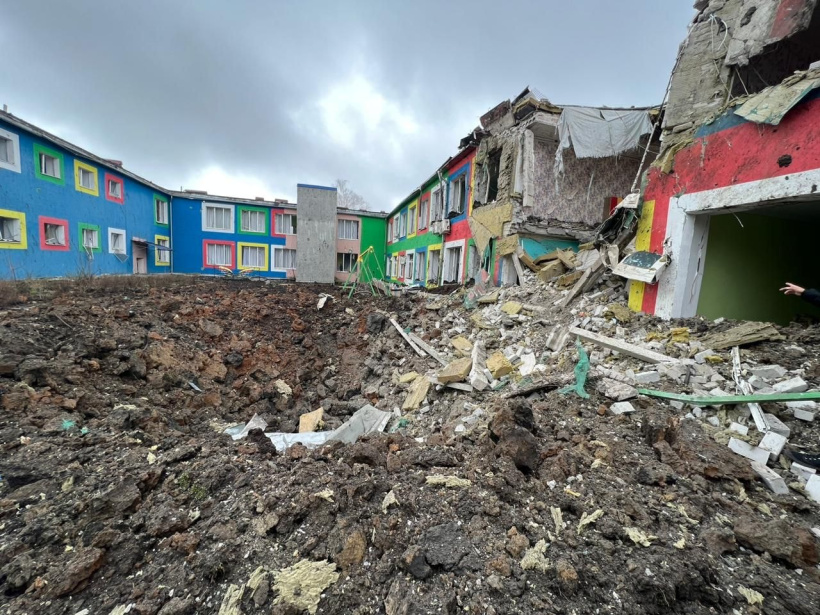
Sierociniec w Drużkiwce po rosyjskim uderzeniu rakietami S-300.

Według ukraińskiego Sztabu Rosjanie atakowali głównie w kierunkach Łymanu, Bachmutu, Awdijiwki i Marjinki, lecz najcięższe walki miały miejsce w Bachmucie, Awdijiwce i Marjince; armia ukraińska odparła 62 ataki. W kierunku kupiańskim i łymanskim siły rosyjskie prowadziły nieudane ataki w okolicy Krohmalnego, Kreminnej, Biłohoriwki, Wierchniokamianskiego i Berestowego. W kierunku bachmuckim kontynuowano ataki na Bachmut oraz rejony Orihowo-Wasyliwki, Bohdaniwki, Iwaniwskiego i Ozarianiwki. W kierunkach awdijiwskim i marjińskim Rosjanie przeprowadzili nieudane ataki w kierunku Stepowego, Awdijiwki, Siewiernego, Pierwomajskiego, Niewelskiego i Marjinki. W ciągu 24h siły rosyjskie przeprowadziły 12 ataków rakietowych, 24 naloty i 55 ostrzałów. Ukraińskie lotnictwo dokonało 9 nalotów na miejsca koncentracji i jeden na przeciwlotniczy kompleks rakietowy, z kolei artyleria uderzyła w trzy punkty kontrolne, miejsce koncentracji, jednostkę artylerii, magazyn amunicji, magazyn paliw i smarów. SG podał także Rosjanie nadal zaostrzali środki na zajętych terytoriach; w ostatnim czasie wprowadzano coraz więcej ograniczeń w swobodnym przemieszczaniu się obywateli Ukrainy między obszarami zaludnionymi, głównie w rejonie gorłowskim obwodu donieckiego i w rejonie kachowskim obwodu chersońskiego, gdzie nie można wjeżdżać do niektórych miejscowości bez lokalnej rejestracji.
O 10:30 Rosjanie przeprowadzili atak rakietowy na Słowiańsk za pomocą systemów S-300, w wyniku czego zginęły co najmniej dwie osoby, a 32 zostały ranne; zniszczono budynki administracyjne i biurowe, pięć wieżowców, siedem budynków prywatnych i 10 samochodów. W godzinach nocnych Ukraina (głównie obwód kijowski) została zaatakowana za pomocą dronów Shahed 136; ukraińska obrona przeciwlotnicza poinformowała, że zestrzelono 14 z 15 dronów.
Dowódca wojsk lądowych generał Ołeksandr Syrski poinformował, że „trwała najintensywniejsza faza walk o Bachmut. Sytuacja była stabilnie trudna. Wróg ponosił znaczne straty w ludziach, uzbrojeniu i sprzęcie wojskowym, ale kontynuował działania ofensywne” oraz ocenił, że obrona była uwarunkowana „koniecznością wojskową i opierała się na umiejętnym wykorzystaniu możliwości obronnych miasta, utworzonych umocnień i obiektów obronnych”. Z kolei mer Witalij Barabasz poinformował, że w wyniku „zaostrzenia sytuacji” wokół Awdijiwki (w pobliżu miasta toczyły się ciężkie walki), do miasta nie mogą wjechać wolontariusze i przedstawiciele prasy.
Brytyjskie MON podało, że w ostatnich dniach Rosja priorytetowo traktowała operację mającą na celu okrążenie Awdijiwki, jednak Rosjanie poczynili tam niewielkie postępy kosztem ciężkich strat w sprzęcie. Rosyjski 10. Pułk Pancerny (część 3 Korpusu Armijnego) prawdopodobnie stracił dużą część swoich czołgów, próbując otoczyć miasto od południa. Zdaniem Ministerstwa straty jednostki były „w dużej mierze spowodowane błędnymi taktycznie atakami frontowymi, podobnymi do tych, które miały miejsce (...) w okolicach Wuhłedaru”. W ocenie ISW najemnicy z Grupy Wagnera i regularne wojska zbliżały się do centrum Bachmutu. Dodatkowo rosyjskie dowództwo zaangażowało elementy Grupy Wagnera do ataku na Awdijiwkę, potencjalnie w celu wzmocnienia niedawnych ograniczonych postępów w tym rejonie. Tymczasem Rosjanie kontynuowali ataki wzdłuż linii Kupiańsk–Swatowe–Kreminna i osiągnęli niewielkie postępy wokół Swatowego, posuwając się do Raihorodki. Siły rosyjskie kontynuowały ataki w okolicach Bachmutu i wzdłuż linii Awdijiwka–Donieck. Zdaniem Instytutu Rosja coraz częściej rozmieszczała elementy formacji konwencjonalnych wzdłuż całej linii frontu, w tym na południu Ukrainy, oraz kontynuowała formowanie nowych batalionów ochotniczych podległych formacjom nieregularnym.
Według OSW we wszystkich kierunkach zmniejszyła się częstotliwość rosyjskich ataków. Po nieudanych próbach przełamania ukraińskiej obrony w okolicy autostrady z Bachmutu do Słowiańska, Rosjanie wstrzymali działania w tym kierunku. Kontynuowano ataki na Czasiw Jar z dwóch kierunków, od północnego wschodu i południowego zachodu, co świadczyło o umocnieniu się Rosjan po zachodniej stronie kanału Doniec–Donbas. W Bachmucie Rosjanie poczynili dalsze postępy w rejonie przemysłowym i na południu miasta. Pod ukraińską kontrolą było centrum i zachodnia część miasta. Nieudane próby przełamania ukraińskiej obrony na północ i zachód od Awdijiwki skutkowało próbą rozszerzenia przez Rosjan obszaru działań w kierunku północnym. Nieznaczne postępy wojska rosyjskie odnotowały na zachód od Doniecka, spychając obrońców w Marjince i na jej obrzeżach oraz podchodząc pod leżącą na północ od niej Krasnohoriwkę. Nie przyniosły zmian starcia pomiędzy Kreminną a Siewierskiem oraz na północny wschód od Kupiańska, gdzie najcięższe walki toczyły się w Syńkiwce, leżącej 8 km od centrum miasta. Rosyjskie ataki rakietowe skupiły się na ukraińskiej części obwodu donieckiego, gdzie głównym celem był Kramatorsk. Ostrzelano również Słowiańsk i Awdijiwkę. Rosyjska artyleria kontynuowała ostrzał pozycji ukraińskich wzdłuż linii frontu i w rejonach przygranicznych.
Ukraina otrzymała od Niemiec 18 czołgów podstawowych Leopard 2A6 i ok. 40 bojowych wozów piechoty Marder 1, które zostały obiecane w styczniu 2023 roku. Wsparcie wojskowe dla Ukrainy ze strony RFN wyniosło dotychczas 2,7 mld euro. Na cały 2023 rok zaplanowano wsparcie wojskowe o wartości ponad 5,4 mld euro, natomiast później rząd federalny zobowiązał się do przekazania ponad 15 miliardów na pomoc wojskową dla Ukrainy.

### 28 marca
SG Ukrainy podał, że siły rosyjskie koncentrowały się na atakach w kierunkach Łymanu, Bachmutu, Awdijiwki i Marjinki, lecz walki toczyły się głównie w Biłohoriwce, Bachmucie, Awdijiwce, Marjince; SZ Ukrainy odparły 57 ataków. W kierunku kupiańskim i łymanskim Rosjanie prowadzili nieudane ataki w okolicy Krokhmalnego, Nowoseliwskiego, Stelmachiwki, Biłohoriwki, Wierchnokamianskiego i Berestowkago. W kierunku bachmuckim kontynuowano ataki na Bachmut. W kierunkach awdijiwskim i marjińskim siły rosyjskie przeprowadziły nieudane ataki w kierunku Nowokalynowego, Krasnohoriwki, Stepowego, Perwomajskego i Marjinki. W ciągu doby Rosjanie przeprowadzili trzy ataki rakietowe, 18 nalotów i 50 ostrzałów na pozycje ukraińskie i infrastrukturę cywilną. Lotnictwo ukraińskie dokonało pięciu nalotów na miejsca koncentracji; artyleria zniszczyła stanowisko dowodzenia, sześć miejsc koncentracji, kompleks rakiet przeciwlotniczych i magazyn amunicji. Ponadto odnotowano przypadki odmowy wykonywania rozkazów, m.in. 23 marca za odmowę wykonania misji bojowej ok. 70 osób z oddziałów ochotniczych formacji „Newski” i „Weterani” zostało rozbrojonych i wywiezionych do Makiejewki. 25 marca personel kompanii rozpoznawczej działającej w kierunku Awdijiwki odmówił wykonania rozkazu. W wyniku ataku rakietowego na Bogoduchów zostali ranni cywile oraz uszkodzono domy prywatne. Przeprowadzono także nalot na Białopole; uszkodzony został budynek użyteczności publicznej i dwa domy prywatne, jedna osoba została ranna.
Minister obrony Ołeksij Reznikow poinformował, że pierwsze brytyjskie czołgi podstawowe Challenger 2 dotarły na Ukrainę.
Dowódca sił lądowych generał Ołeksandr Syrski stwierdził, że najważniejsze zadanie sił ukraińskich w Bachmucie polegało na „zmęczeniu przeważających sił przeciwnika i zadaniu mu ciężkich strat. To pozwoli stworzyć warunki, które będą sprzyjać wyzwoleniu ukraińskiej ziemi i przyspieszyć nasze zwycięstwo”. Rzecznik Wschodniego Zgrupowania Wojsk Serhij Czerewaty podał, że odcinek bachmucki został ostrzelany łącznie 194 razy, w tym 70 razy sam Bachmut; doszło także do 14 starć bojowych. Według Czerewatego w walkach pod miastem zginęło 86 rosyjskich żołnierzy, a 117 zostało rannych. Brytyjskie Ministerstwo Obrony podało, że w Bachmucie trwały walki, choć rosyjskie ataki były na zmniejszonym poziomie w porównaniu do poprzednich tygodni. Jednym z ważniejszych sukcesów ostatnich operacji ukraińskich było odepchnięcie Grupy Wagnera z trasy 0506, gdyż ta wiejska droga stała się krytyczną linią zaopatrzenia dla ukraińskich żołnierzy, a najemnicy Grupy Wagnera znajdowali się w odległości kilkuset metrów od niej.
Według ISW Rosjanie w ciągu ostatniego tygodnia zajęli kolejnych 5% terytorium Bachmutu i wówczas kontrolowali ok. 65%. powierzchni miasta. Z kolei najemnicy z Grupy Wagnera prawdopodobnie zajęli obszar zakładów AZOM na północy miasta i odnotowywali sukcesy w zajmowaniu kolejnych części Bachmutu. Tymczasem siły rosyjskie kontynuowały ataki w Bachmucie i wokół niego oraz wzdłuż linii Kupiańsk–Swatowe–Kreminna i linii Awdijiwka–Donieck.
Źródła rosyjskie podały, że siły ukraińskie przeprowadziły zlokalizowane ataki w obwodzie zaporoskim. Ponadto rosyjscy urzędnicy kontynuowali wysiłki na rzecz rozszerzenia biurokratycznej i administracyjnej kontroli nad zajętymi terenami Ukrainy.

### 29 marca
Według Sztabu Ukrainy Rosja skupiała się głównie na atakowaniu w kierunkach Łymanu, Bachmutu, Awdijiwki i Marjinki, gdzie odparto ponad 60 ataków; ataki miały miejsce głównie w Biłohoriwce, Bachmucie, Awdijiwce, Marjince. W kierunku łymańskim Rosjanie prowadzili nieudane ataki w rejonie Stelamichiwki i Wiimki. W kierunku bachmuckim kontynuowano ataki na Bachmut i okolicę Orihowo-Wasyliwki; Ukraińcy odparli 28 ataków. W kierunkach awdijiwskim i marjińskim Rosjanie prowadzili bezskuteczne ataki w kierunku Nowokalynowego, Stepowego, Awdijiwki, Siewiernego, Perwomajskiego i Marjinki. Armia rosyjska w ciągu 24h przeprowadziła pięć ataków rakietowych, 25 nalotów i 34 ostrzały; m.in. w wyniku nalotów na Berysław i Drużkowki zostali ranni cywile oraz uszkodzono domy prywatne i obiekty cywilne. Lotnictwo ukraińskie dokonało pięciu nalotów na miejsca koncentracji, z kolei artyleria zaatakowała trzy miejsca koncentracji, stację walki radioelektronicznej, magazyn amunicji oraz dwa magazyny paliwa i smarów. Sztab podał także, że w miejscowościach na Krymie Rosjanie nadal wywierali presję na obywatelach Ukrainy, naruszając prawa człowieka. Głównie w Krasnoperekopsku FSB prowadziło działalność kontrwywiadowczą, której towarzyszyły upokarzające czynności filtracyjne, w tym rozbieranie, przesłuchiwanie i bicie ludności cywilnej. We wschodniej Ukrainie siły rosyjskie przeprowadziły ataki na linię frontu między Kupiańskiem a Kreminną oraz posunęli się naprzód w południowym i południowo-zachodnim Bachmucie, jak również na północ od Wodiane i Wesełego (niedaleko Awdijiwki). W ciągu dnia Rosjanie otworzyli ogień 45 razy do różnych miejscowości w obwodzie chersońskim, w wyniku czego zginęła jedna osoba, a jedna została ranna.
Ukraińska armia przyznała, że wojska rosyjskie odniosły „pewne sukcesy” w walkach w rejonie Bachmutu, jednakże Ukraińcy w dalszym ciągu utrzymywali swoje pozycje obronne. Przewodniczący Kolegium Połączonych Szefów Sztabów SZ USA generał Mark Milley poinformował, że w Bachmucie „walczyło ok. 6 tys. zawodowych najemników z rosyjskiej Grupy Wagnera i ok. 20–30 tys. innych najemników tej formacji, w tym zwerbowanych w więzieniach”. Dodał również, że najemnicy ponosili „ogromne straty” w rejonie miasta.
Brytyjski minister obrony Ben Wallace, powołując się na najnowsze amerykańskie szacunki, podał, że od początku inwazji zginęło lub zostało rannych ponad 220 tys. rosyjskich żołnierzy i najemników. Brytyjskie MON podało, że Rosja przygotowywała się do rozpoczęcia wielkiej kampanii rekrutacyjnej do wojska, której celem było przyjęcie dodatkowych 400 tys. żołnierzy; przedstawiano ją jako kampanię do poszukiwania ochotniczego, zawodowego personelu, a nie nowej obowiązkowej mobilizacji. Zdaniem Ministerstwa „było bardzo mało prawdopodobne, aby kampania przyciągnęła 400 tys. prawdziwych ochotników. Ponadto odbudowa siły bojowej Rosji będzie wymagała czegoś więcej niż tylko personelu; Rosja potrzebuje więcej amunicji i dostaw sprzętu wojskowego niż ma obecnie do dyspozycji”. W opinii ISW siły rosyjskie kontynuowały ataki w Bachmucie i wokół niego oraz wzdłuż linii Kupiańsk–Swatowe–Kreminna i linii Awdijiwka–Donieck. Z kolei okupacyjne władze rosyjskie kontynuowały działania mające na celu integrację zajętych terytoriów z rosyjskim systemem administracyjnym i prawnym.
Szef MAEA Rafael Grossi odwiedził Zaporoską Elektrownię Jądrową, aby sprawdzić jej stan w obliczu wzmożonych walk w regionie i zaapelował o podjęcie wszelkich możliwych działań w celu ochrony elektrowni.

### 30 marca
Sztab Ukrainy poinformował, że FR koncentrowała się na atakach w kierunkach Kupiańska, Łymanu, Bachmutu, Awdijiwki i Marjinki, jednak najcięższe walki toczyły się w Biłohoriwce, Bachmucie, Awdijiwce, Marjince; siły ukraińskie odparły ponad 80 ataków. W kierunkach kupiańskim i łymanskim Rosjanie prowadzili nieudane ataki w pobliży Stelmachiwki i Berestowego. W kierunku bachmuckim kontynuowano ataki na Bachmut, gdzie odparto 22 ataki. W kierunkach awdijiwskim i marjińskim siły rosyjskie prowadziły bezskutecznie ataki w kierunku Nowobachmutiwki, Nowokalynowego, Stepowego, Awdijiwki, Siewiernego, Wodiane, Krasnohoriwki i Marjinki. W ciągu 24h Rosja przeprowadziła 11 ataków rakietowych, 4 naloty i 43 ostrzały z systemów rakietowych. Lotnictwo Ukrainy dokonało sześciu nalotów na miejsca koncentracji, natomiast artyleria trafiła punkt kontrolny, sześć miejsc koncentracji, dwa składy amunicji i dwa składy paliwa i smarów. W godzinach nocnych wojska rosyjskie, przy pomocy systemu obrony powietrznej S-300, wystrzeliły dziewięć rakiet w infrastrukturę cywilną Charkowa. Do nalotów wykorzystano także 10 dronów Shahed 136, z których dziewięć zostało zestrzelonych przez obronę przeciwlotniczą. W wyniku ataku pięć osób zostało rannych.
Wiceminister obrony Hanna Malar podała, że straty armii rosyjskiej są kilkakrotnie wyższe niż straty ukraińskie. W niektórych dniach na froncie ginie 10 Rosjan na jednego zabitego Ukraińca. Dodała, że po stronie Ukrainy „nie obywa się bez strat. (...) Jednak straty wroga są kilkakrotnie większe, choć ma on przewagę pod względem liczby ludzi i uzbrojenia”. W opinii ISW ogłoszony dekretem Putina wiosenny zaciąg do wojska, w ramach którego planowane jest powołanie 147 tys. poborowych, zaangażuje zasoby rosyjskiego Ministerstwa Obrony potrzebne do szkolenia zmobilizowanych rezerwistów przed wysłaniem ich na wojnę. Zdaniem ekspertów „może to w rzeczywistości zmniejszyć rosyjskie zdolności do szkolenia rezerwistów i innego personelu zrekrutowanego w ramach kampanii kryptomobilizacji”; Rosja nie jest w stanie wyszkolić równocześnie poborowych i zmobilizowanych rezerwistów. Tymczasem siły rosyjskie przeprowadziły ograniczone ataki na północ od Kupiańska i wzdłuż linii Swatowe–Kreminna oraz kontynuowały ataki w Bachmucie i wokół niego, a także wzdłuż linii Awdijiwka–Donieck. Ponadto rosyjskie władze kontynuowały przygotowania do wyborów we wrześniu 2023 roku poprzez dalszą integrację zajętych terytoriów z rosyjskim aparatem prawnym.
Reporter The Wall Street Journal Evan Gershkovich został aresztowany w Rosji pod zarzutem szpiegostwa przez Federalną Służbę Bezpieczeństwa, w pobliżu Jekaterynburga na Uralu. Relacjonował wojnę na Ukrainie i pisał o spowolnieniu rosyjskiej gospodarki w wyniku zachodnich sankcji.

### 31 marca

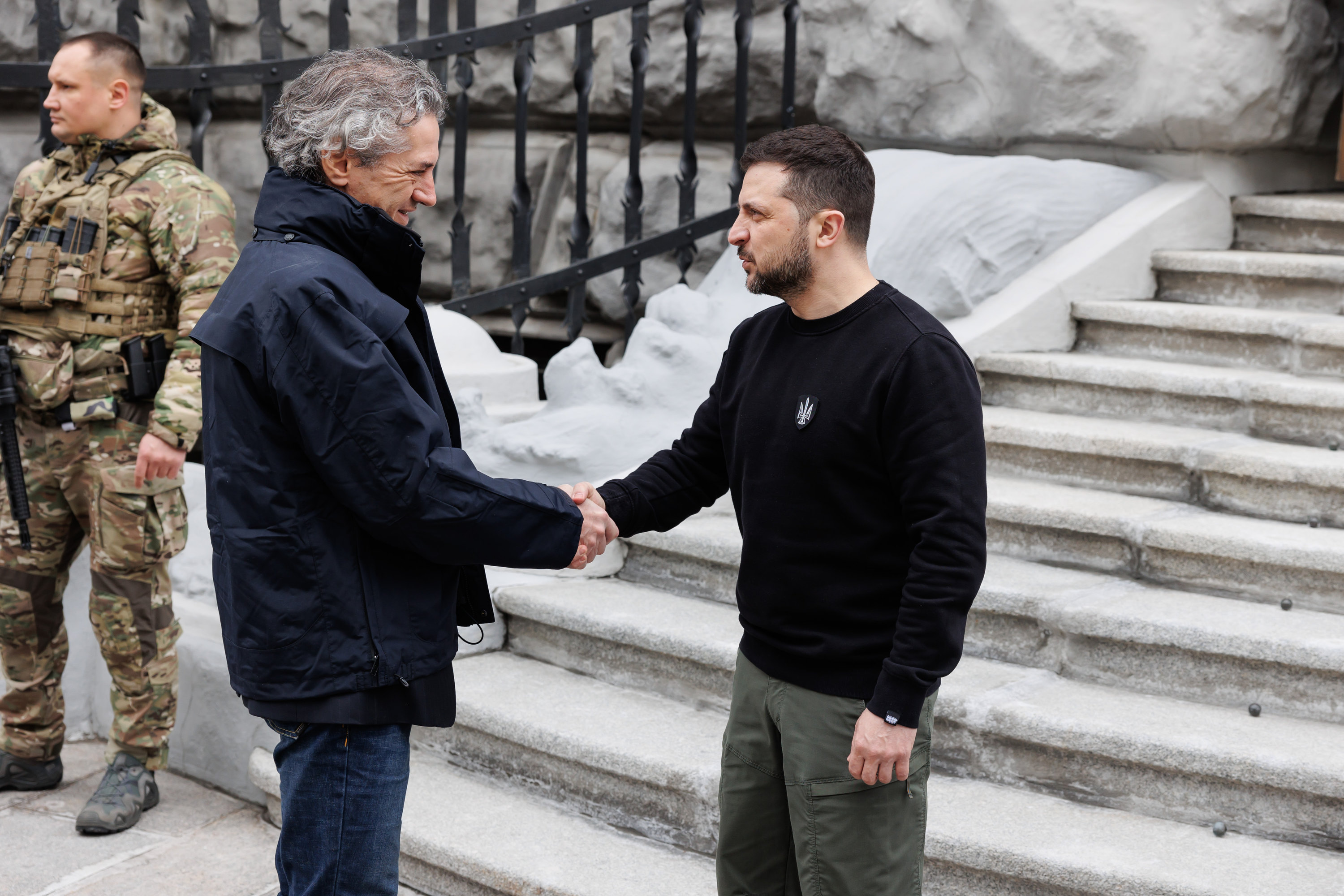
Spotkanie prezydent Zełenskiego z premierem Słowenii Robertem Golobem.

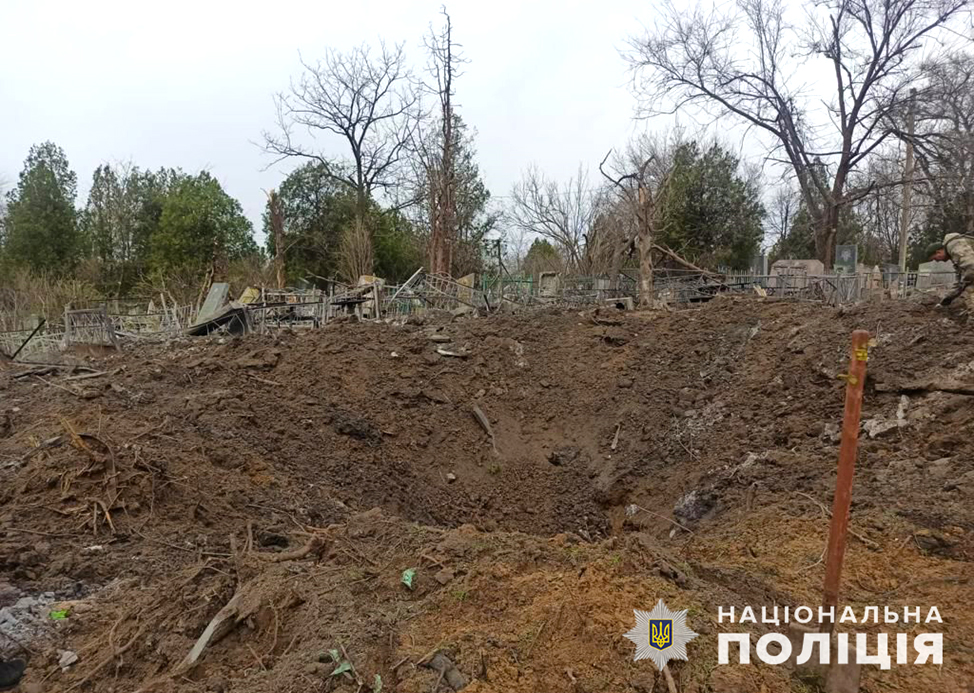
Cmentarz w Zaporożu po rosyjskim uderzeniu pociskiem Iskander.

Ukraiński Sztab podał, że Rosjanie skupiali się na atakach w kierunkach Łymanu, Bachmutu, Awdijiwki i Marjinki, gdzie odparto 70 ataków; najcięższe walki toczyły się w Biłohoriwce, Bachmucie, Awdijiwce, Marjince. W kierunku łymańskim siły rosyjskie przeprowadziły nieudane ataki w pobliżu Makiejewki, Kreminnej, Czerwopopiwki, Dibrowej i Biłohoriwki. W kierunku bachmuckim kontynuowano ataki na Bachmut. W kierunkach awdijiwskim i marjińskim Rosjanie prowadzili bezskutecznie ataki w okolicy Nowobachmutiwki, Awdijiwki, Perwomajskiego i Marjinki. W ciągu doby armia rosyjska przeprowadziła pięć ataków rakietowych, 16 nalotów (użyto również sześć dronów Shahed 136, jednak wszystkie zostały zestrzelone przez obronę przeciwlotniczą) i 39 ostrzałów z systemów rakietowych. Lotnictwo ukraińskie dokonało 10 nalotów na miejsca koncentracji. Artyleria zniszczyła dziewięć miejsc koncentracji, magazyn paliwa i smarów, dwa przeciwlotnicze systemy rakietowe, jednostkę artylerii i stację walki radioelektronicznej. Sztab podał także, że w obwodzie ługańskim po udanym ukraińskim ostrzale pozycji rosyjskich wzmocniono działania kontrwywiadowcze wobec ludności, m.in. przeprowadzano kontrole, a w niektórych miejscowościach wyłączono łączność komórkową. W jednym z rejonów ludzie byli wysiedlani ze swoich domów, a następnie kwaterowano tam żołnierzy. FR przeprowadziła kolejny atak rakietowy na cele cywilne przy użyciu pocisków balistycznych, m.in. na Zaporoże, w rezultacie czego dwie osoby odniosły lekkie obrażenia. Ostrzelano również Awdijiwkę, gdzie zginęły dwie osoby, w tym dziecko, a dwie zostały ranne.
Międzynarodowy Fundusz Walutowy zatwierdził pakiet wsparcia dla Ukrainy w wysokości 15,6 miliarda dolarów, aby pomóc w ożywieniu gospodarczym kraju.
Brytyjskie Ministerstwo Obrony poinformowało, że osobiste dowodzenie działaniami (od 11 stycznia 2023) na Ukrainie przez szefa Sztabu Generalnego Walerija Gierasimowa nie poprawiło sytuacji Rosji. Zdaniem Ministerstwa „po 80 dniach widać, że projekt ten zakończył się niepowodzeniem. Na kilku osiach frontu w Donbasie siły rosyjskie osiągnęły jedynie marginalne korzyści kosztem dziesiątek tysięcy ofiar, w dużej mierze trwoniąc tymczasową przewagę kadrową uzyskaną w wyniku jesiennej częściowej mobilizacji”. Według ISW prezydent Władimir Putin zatwierdził nową koncepcję rosyjskiej polityki zagranicznej, która prawdopodobnie ma na celu wsparcie prób Kremla promowania potencjalnej antyzachodniej koalicji. Tymczasem Rosjanie kontynuowali ataki wzdłuż linii Swatowe–Kreminna. Siły rosyjskie zrobiły dalsze postępy w Bachmucie; opublikowane nagranie przedstawiało flagę Grupy Wagnera na budynku w centrum miasta. Na południowy zachód od Bachmutu (niedaleko Iwaniwskiego) Ukraińcy odzyskali utracone pozycje poprzez kontratak. Na linii frontu Awdijiwka–Donieck siły rosyjskie posuwały się naprzód pod miejscowością Wesełe (niedaleko Awdijiwki). Ponadto ukraińskie naloty na rosyjskie miejsca koncentracji na południu Ukrainy prawdopodobnie spowodowały, że rosyjskie zgrupowanie na tym obszarze zmieniło taktykę, aby uniknąć ryzyka uderzenia.
W opinii OSW Rosjanie osiągnęli centrum Bachmutu, o które toczyły się ciężkie walki. Według ukraińskiego SG po kolejnych nieudanych próbach przełamania obrony na północny wschód i południe od Czasiw Jaru, siły rosyjskie skupiły na zajęciu Orichowo-Wasyliwki na południe od autostrady do Słowiańska. Rosjanie nie zrobili także znaczących postępów w okolicy Awdijiwki oraz na zachód od Doniecka. Z kolei ataki pomiędzy Kreminną a Siewierskiem oraz na granicy obwodów ługańskiego i charkowskiego były próbami rozpoznania bojem, a nie rzeczywistymi działaniami w celu przełamania ukraińskich linii obronnych. Głównym celem rosyjskich ataków rakietowych były m.in. Bogoduchów i Drużkiwka oraz Zaporoże i jego obrzeża. Rosyjskie artyleria i lotnictwo kontynuowały ostrzał i bombardowanie wzdłuż linii frontu i w rejonach przygranicznych. Pod ostrzałem znalazły się także m.in. Oczaków i Chersoń. Z kolei Ukraińcy ostrzelali Melitopol.